# 火影忍者角色列表
下表列出《火影忍者》中漫畫及動畫的登場人物。
關於《BORUTO-火影新世代-NARUTO NEXT GENERATIONS-》的登場角色的資訊請參考BORUTO-火影新世代-NARUTO NEXT GENERATIONS-角色列表。

## 火之國 木葉忍者村

### 火影
「初代火影」千手柱間（初代火影・千手柱間）
聲優：菅生隆之、泰勇氣【少年期】（日本）；趙明哲→陳幼文、吳佳樺【少年期】（台灣）；李錦綸、巫哲棋【少年期】（香港）
森之千手一族代表領導人，千手柱間是森之千手一族代表領導人，木葉隱村的建立者之一，火之國木葉隱村的初代火影，第二代火影千手扉間的哥哥，六道仙人次子阿修羅的查克拉轉世者。
「第二代火影」 千手扉間（二代目火影・千手扉間）
聲優：堀內賢雄、河西健吾【少年期】（日本）；陳宏瑋→何志威、曾允凡【少年期】（台灣）；鄧肇基→陳卓智（香港）
木叶隐村的第二代火影，生前以忍者中速度最快为傲，飞雷神战术用的出神入化，被誉为忍界速度最快的忍者。
「第三代火影」猿飛蒜山（三代目火影・猿飛ヒルゼン）
聲優：柴田秀勝、藤井啟輔【少年期】（日本）；林協忠（台灣）；黃健強→林國雄→陳永信、周倚天【少年期】（香港）
「第四代火影」波風湊（波風湊）
聲優：森川智之（日本）；林協忠（台灣）；劉奕希（香港）
第七代目火影漩渦鳴人的父親。擁有十分冷靜睿智的頭腦，擅長開發與改進忍術。其速度為忍界第一，被譽為「黃色閃光」。在九尾襲擊木葉事件當中，為保護村子封印九尾而犧牲。師父為木葉三忍之一自來也，徒弟為旗木卡卡西、宇智波帶土、野原琳。
「第五代火影」綱手（五代目火影・綱手）
聲優：勝生真沙子、寺田春日【少女】（日本）；丘梅君（台灣）；曾佩儀→許盈、成瑤孆【少女】（香港）
「第六代火影」旗木卡卡西（六代目火影・はたけカカシ）
聲優：井上和彥、田村睦心【少年期】（日本）；趙明哲、陳幼文、曾允凡【少年期】（台灣）；雷霆、潘文柏【代配】→黃啟昌（香港）
「第七代火影」漩渦鳴人（七代目火影・うずまきナルト）
聲優：竹內順子（日本）；蔣篤慧（台灣）；雷碧娜（香港）
「第八代火影代理」奈良鹿丸（八代目火影代理・奈良シカマル）
聲優：森久保祥太郎（日本）；台灣配音：林協忠(台灣）

### 第三班（阿凱班）
小李、寧次、天天、阿凱所組成的四人小隊。
李洛克（聲優：增川洋一（日本）；丘梅君（臺灣）；黃玉娟、沈小蘭【代配】、李安邦【成年】（香港））
日向寧次（聲優：遠近孝一、根本圭子【幼年】（日本）；林凱羚（臺灣）；袁淑珍（香港））
天天（聲優：田村由香里（日本）；蔣篤慧（臺灣）；程文意→陳琴雲、何寶珊（代配）（香港））
擅長操縱從捲軸中召喚出的忍具進行攻擊，動畫亦將她設成會使用棍棒的女忍。
邁特・凱（聲優：江原正士、牧口真幸【少年期】（日本）；林協忠、丘梅君【少年期】（臺灣）；李錦綸（香港））

### 第七班（卡卡西班）
鳴人、佐助、小櫻、卡卡西所組成的四人小隊。因為佐助逃離村子以及鳴人出去修行的關係而短暫解散；在鳴人回來後，再加上代理隊長的大和以及補充進來的祭。鳴人、佐助、小櫻這三人全部都成為「傳説的三忍」各自的弟子，也有「新三忍」的稱號。
漩渦鳴人（聲優：竹內順子（日本）；蔣篤慧→曾允凡（火影新世代第71集起）（臺灣）；雷碧娜（香港））
體内寄宿著九尾妖狐的人柱力。
宇智波佐助（聲優：杉山紀彰、東山奈央（幼年）（日本）；林凱羚（臺灣）；黃麗芳、梁偉德（成年）（香港））
漩涡鳴人的朋友。宇智波一族的後代。第二部時成為逃亡忍者而一度與鳴人敵對，第四次忍界大戰後回歸。
春野櫻（聲優：中村千繪（日本）；丘梅君（臺灣）；梁少霞、鄭麗麗（代配）（香港））
第七班的女性成員。第二部在綱手的底下學習醫療忍術。
旗木卡卡西（聲：井上和彥、田村睦心【少年期】（日本）；趙明哲→陳幼文、曾允凡【少年期．電視版】、郭馨雅【少年期．劇場版】（臺灣）；雷霆、潘文柏【代配】→黃啟昌（香港））
第七班的指導上忍。擁有「寫輪眼的卡卡西」、「拷貝忍者」、「木葉第一技師」等的名號。
祭（聲優：日野聰（日本）；郭馨雅（臺灣）；曹啟謙（香港））
大和（聲優：小山力也、合田繪利【少年期】（日本）；林協忠、丘梅君【少年期】（臺灣）；潘文柏（香港））

### 第八班（紅班）
雛田、牙、志乃、紅所組成的四人小隊。由擁有優秀搜索能力的感知類型成員所組成。
日向雛田（聲優：水樹奈奈（日本）；林佑俽（臺灣）；馬小靈→陸惠玲（代配）→林元春、劉惠雲（代配）（香港））
犬塚牙（聲優：鳥海浩輔（日本）；陳宏瑋→何志威、梁興昌（疾風傳劇場版4・微風傳）（臺灣）；周文瑛→陸惠玲、蔡惠萍（代配）、陳耀楠（成年）（香港））
油女志乃（聲優：川田紳司（日本）；林協忠（臺灣）；陳振安→黃啟昌、梁偉德（代配）（香港））
夕日紅（聲優：落合留美（日本）；丘梅君（臺灣）；黃玉娟（香港））

### 第十班（阿斯瑪班）
鹿丸、井野、丁次、阿斯瑪所組成的四人小隊。以各自的能力組合而成聯合攻勢為特點。鹿丸、井野、丁次（通稱「猪鹿蝶」）這三個人的家長都是要好的朋友，這三個人成為下忍後從父親他們繼承了耳環。全體晉升中忍後從阿斯瑪那裡得到新的耳環。
奈良鹿丸（聲優：森久保祥太郎、神奈延年【客串】（日本）；林協忠（臺灣）；林丹鳳、李鎮然（成年）（香港））
山中井野（聲優：柚木涼香（日本）；林凱羚（臺灣）；朱妙蘭→陸惠玲（香港））
秋道丁次（聲優：伊藤健太郎（日本）；趙明哲→陳幼文（臺灣）；伍秀霞、周倚天（成年）（香港））
猿飛阿斯瑪（聲優：小杉十郎太（日本）；林協忠（臺灣）；翟耀輝→葉振聲（香港））

## 大筒木一族
火影原作末期才由斑透漏其存在的神祕一族，其來由是個謎，在忍界中屬於神話般的存在。之後經過最終章劇場版和火影新世代作品（劇場版和漫畫、TV動畫）等的補述，目前大致得知大筒木一族來自其他星球，忍界三大瞳術的根源便是被派遣來到地球的輝夜，所以此族類可說是不同於人類的存在。他們會在其他星球上「種植神樹」，日後再來採收果實，但目的不明。
大筒木輝夜
聲優：小山茉美（日本）；葉又菁（台灣）；沈小蘭（香港）
羽衣及羽村的母親。有著一頭長到能接觸地面的白髮以及頭上有兩支角，雙眼是白眼，額頭上的第三隻眼是「輪迴寫輪眼」。與神秘的容貌相反的是內心十分扭曲，將兩個兒子羽衣與羽村當成是奪取自身查克拉而出生的私人財產，在看到鳴人與佐助的臉而哭泣時也表現了被兩位兒子封印的憎恨，還表現出強烈的獨佔慾與支配欲。被鳴人認為是「無法離開孩子的母親」以及「沒有心靈」。為本作中大部分悲劇的源頭。
除了能使用寫輪眼、白眼、輪迴眼這三大瞳術的力量之外，還能使用屍骨脈與冰遁這類「血繼限界」以及最上位的「血繼網羅」的術。此外還擁有將特定對象強制轉移到其他6個空間的「天之御中」，打開空間通道在6個空間來去自如的「黄泉比良坂」，從手掌放出灰色骨刺將被擊中的對象化為灰塵的「共殺之灰骨」。自己能進行十尾化，變身成額頭有「輪迴寫輪眼」的巨大兔子。與將十尾放進體內的祭品之力的尾獸化不同，是與神樹融合而變身成十尾，但是根據黑絕的說法這是會呼應六道仙術而造成尾獸分離身體的不安定的姿態。
根據宇智波一族傳承由羽衣和黑絕先後撰寫的石碑表示，在人類還尚未知曉查克拉的存在的遠古時代，吃下了當時作為人民信仰對象的神樹所結出的「查克拉果實」，得到力量後平定了亂世，被人民讚頌為「卯之女神」，之後神樹為了奪回查克拉而化身為十尾，最後被羽衣與羽村封印到月球。
然而石碑的內容被黑絕竄改過，實際情況是輝夜沉溺於查克拉的巨大力量之中，並打算透過「無限月讀」將人類化為奴隸去支配著，因而被恐懼的人民稱之為「惡鬼」。在那之後也打算奪回分散到自己生下的羽衣與羽村的查克拉而與之交戰，最後在一場激鬥之中敗北而被封印到月球，在被封印的前一刻生下了第三名兒子黑絕，黑絕繼承了自身的意志並在歷史的暗處活躍著，目的是就在戰亂的時代尋找復活自己的機會。
原本是個性善良、熱愛和平的女子，在神樹降臨地球不久後來到地球是為了保護神樹的果實，後來因為其美貌而被祖之國天子相中，成為了天子的妻子，並懷有兩個孩子。後來彼之國藉故侵略祖之國，因為差點被拐走而殺死了彼之國的幾名士兵，彼之國威脅祖之國交出自己的首級才願意停戰。天子同意了條件並指揮士兵向自己放箭。身旁的侍女為了保護自己而被箭射死，因此憤怒的輝夜吃下了神樹的果實，開啟了輪迴寫輪眼並施展了無限月讀平定戰爭（後來放了一些人們並消除了這段時間的記憶），之後生下了羽衣與羽村。後來因為對神樹的例行供奉導致人民的反抗，真正原因是為了對抗來自天上的敵人而將人民改造成白絕大軍，認為只有「力量」而非「愛」才能解決一切，和認為只有愛才能解決一切的羽衣與羽村最後產生了衝突。
在第四次世界忍戰的終局，由黑絕幕後控制宇智波斑發動的「月之眼計劃」的最終階段，利用成為十尾的祭品之力並擁有兩隻「輪迴眼」的斑作為觸媒，透過「無限月讀」吸收得來的大量查克拉而復活。為了奪回查克拉而將鳴人與佐助作為目標，將鳴人與佐助、小櫻、卡卡西以及帶人轉移到自己的空間後與黑絕一起追趕他們，過程中帶土為了保護朋友而犧牲，被帶土暫時給予雙眼的萬花筒寫輪眼的卡卡西的瞳術以及小櫻的救援所牽制，最後鳴人與佐助成功施展「六道・地爆天星」，九隻尾獸與作為觸媒的斑被放了出來，而她與黑絕一起被封印到在始球空間形成的新的月球。名字取自于日本神话辉夜姬。
大筒木羽衣/六道仙人
聲優：中根彻（第549集）→立川三贵（第640集起）／加藤將之【青年期】（日本）；傅品晟（台灣）；巫哲棋【青年期】（香港）
輝夜的長子以及羽村的哥哥。有兩支角，額頭有類似第三隻眼的圖案。攜帶著一端是太陽而另一端是月亮的錫杖。三大瞳術其中兩種的血繼限界「輪迴眼」與「寫輪眼」最初的開眼者，也是體內寄宿著十尾的最初的祭品之力；更是第一個理解查克拉真理的人，以維持安寧與秩序為目標的「忍宗」的開山祖師。在與被輝夜操控精神的羽村戰鬥後雙眼開啟輪迴眼，額頭出現了對應萬花筒寫輪眼的圖案。繼承輝夜大部分的力量，不用結印就能施展忍術。自小就展現出過人的才能，例如能使用雷遁與風遁以及能治療腰痛的醫療忍術。以和輝夜作戰為目的而修練的仙力是之後六道仙術的源頭。在後世被稱為「初始之物」、「創造神」、「破壞神」、「忍者之神」，其歷史的真實性被認為有如神話般的存在。
與弟弟羽村一起將母親輝夜封印到月球，並拯救了因為被輝夜統治而荒廢的世界。之後為了尋找從十尾分離出來的尾獸的棲身之所，開始了重建荒廢的世界的旅程，透過與各式各樣的人們的相遇而領悟出查克拉連接人與人之間的羈絆進而創立了「忍宗」，成為一名僧侶以及忍者的始祖。後來他有了兩個兒子，為了知道誰有成為繼承人的資格而讓雙方踏上試煉的旅途，依照旅途的結果選擇的不是認為實現和平必須有力量的因陀羅，而是認為實現和平必須有愛的阿修羅為繼承人，這就是雙方的後代子孫彼此爭鬥的原因。認為從自己身體解放並且分割的尾獸是自己的孩子一樣，在臨終前對尾獸說了「即使彼此分離，你們的心還是會永遠在一起，但總有一天會合而為一。」的遺言，尾獸像是聽父親講話一樣，讓當時年幼的九喇嘛流下了眼淚。
過世後以查克拉的形式留在世界長達千年以上，看見了忍宗的末路以及兩個兒子的歷代轉生者之間的衝突。在第四次忍界大戰時出現在遭到宇智波斑攻擊而瀕死的鳴人與佐助的精神世界，為了阻止與自己一樣是十尾祭品之力的斑而將自己的力量託付給兩人。因為因陀羅與阿修羅以及九喇嘛的查克拉結合而出現在被佐助斬斷的斑的下半身，與被穢土轉生的歷代火影以及召喚過來的歷代五影的靈魂一同使用「通靈之術」將鳴人一行人召喚回現實世界。之後在佐助宣布「革命」時因為留在現實世界的時限已到，將佐助託付給鳴人後升天去了。名字取自于辉夜姬升天所穿的羽衣。
大筒木羽村
聲優：江川央生（最終章）／細谷佳正【青年期】（日本）
輝夜的次子以及羽衣的弟弟。額頭有兩支角，雙眼是繼承母親輝夜的白眼。與羽衣決定對抗輝夜之後被查覺到企圖的輝夜以白眼的力量洗腦並和羽衣對戰，激戰中被羽衣貫穿自己的胸膛後使用擁有巨大仙力（自然能量）的蛤蟆國的祕寶而恢復傷勢，洗腦解除後獲得新的力量並與羽衣對抗十尾化的輝夜，最後將其封印。戰鬥結束後，成為大筒木一族的領導人，為了監視十尾的空殼（即外道魔像）而率領一族移居到月球上，此外還留下一支後裔即日向一族。在《火影忍者劇場版：最終章》與哥哥羽衣一樣出現在繼承自己的查克拉的雛田面前並拜託她阻止舍人。
因陀羅
聲優：近藤隆【青年期】／志田有彩【少年期】（日本）；林協忠【青年期】／曾允凡【少年期】（台灣）
羽衣的長子以及阿修羅的哥哥。出生時繼承了仙人之「眼」（查克拉的力量與精神能量）。性質變化為「雷」與「火」。與弟弟不同的是能一個人憑藉自己的才能以及優秀且強大的瞳力來完成所有事情，知道自己的力量與眾不同而領悟出達成和平必須要有「力量」。在為了決定兄弟誰是忍宗的繼承人而踏上試煉的旅途，到達目的地並靠著自己一人完成目標，結果自己救助的村子因為發生搶奪資源的內鬨將近毀滅，在決定忍宗繼任人的儀式上落選之後開啟萬花筒寫輪眼，並受到輝夜生下的黑絕教唆之下挑戰阿修羅而失敗逃亡。是之後以力量為理想的派系的祖先（後來的宇智波一族），在羽衣臨終前來到病榻前告知「會繼續戰鬥到阿修羅與其後代連同忍宗從世界上滅亡為止」後離開。過世後其查克拉沒有消失而是繼續輪迴轉世，經過斑之後轉生到佐助的身上。名字取自于印度教雷神因陀罗。
阿修羅
聲優：杉山大【青年期】／大原桃子【少年期】（日本）；何志威【青年期】／吳佳樺【少年期】（台灣）
羽衣的次子以及因陀羅的弟弟。出生時繼承了仙人之「肉體」（生命力與身體能量）。性質變化為「風」。擁有不會受到寫輪眼的瞳力影響的特殊體質。因為理解人與人之間合作與幫助的力量有多強大而悟出達成和平必須要有「愛」。與哥哥不同的是憑自己無法完成任何事情，但是在自身的努力以及與他人的合作下引導出肉體的查克拉力量而能與因陀羅並駕齊驅。本來不打算成為忍宗的繼任人，因為體認到互相合作的羈絆是真正的力量而被羽衣指名為忍宗的繼任人，並被授予六道仙術，與不接受結果的因陀羅戰鬥後獲勝，是千手、漩渦一族的祖先。與少年時代的好友泰造一同踏上決定兄弟誰是忍宗的繼承人的試煉的旅途，與在目的地認識的少女歡奈結婚並生下三個孩子。過世後其查克拉沒有消失而是繼續輪迴轉世，經過柱間之後轉生到鳴人的身上。名字取自于印度教的战神阿修罗和佛教里六道轮回的阿修罗道。
大筒木舍人
聲優：福山潤（日本）；何志威（台灣）
羽衣的弟弟羽村的後代。個性紳士卻能為了達成目的而不擇手段，例如奪走花火的白眼以及知道雛田的真正目的後無視其意願地洗腦她打算強硬舉行婚禮的無情一面。另外也有傲慢與不耐煩的一面，當雛田作出不符合他的想法的事時口氣會變得強硬。
繼承大筒木一族扭曲羽村的意志的教誨，判斷六道仙人創造的世界失敗了，作出消滅「將查克拉用作鬥爭的道具的地球之民」的決定。在那之前準備迎娶擁有白眼的日向一族宗家的女兒雛田作為妻子，並打算在地球被毀滅之後再創造新世界。 在過程中派遣傀儡部隊奪取花火的白眼並移植到自己身上進而讓轉生眼開眼。打算利用月球撞擊地球，最後被鳴人打敗。在雛田的引導下理解祖先羽村的真意，回到月球為了之前的行為贖罪而監視著地球。名字取自于舍人亲王。
大筒木桃式
聲優：浪川大輔（日本）；何志威（台灣）
2015年8月7日上映的劇場版《火影忍者劇場版：慕留人》正式登场。突襲木葉村的神秘男子，为该作的男性反派角色。為了再次栽種神樹，收集著散佈於世界的查克拉。大筒木輝夜製造的白絕大軍便是為了防範他的到來而準備的。
桃式雙目為白眼，雙手各有一隻紅色輪迴眼，吸收金式後雙手及額頭開啟的輪迴眼會變成淡紫色，近似一般的輪迴眼。在电视版及漫画版，桃式吸收金式后变身的型态樣貌不同於劇場版，且此型態的輪迴眼是變成金色。名字取自于桃太郎，人物形象来自源平合战时期的源家将领牛若丸源义经。
大筒木金式
聲優：安元洋貴（日本）；陳幼文（台灣）
2015年8月7日上映的劇場版《火影忍者劇場版：慕留人》正式登场。为该作的男性反派角色。大筒木桃式的部下，死忠於桃式，在體術、武器方面有著與宇智波佐助不相上下的能力。名字取自于赖光四天王之一的金太郎，人物形象来自侍奉源义经的僧兵武藏坊弁庆。
大筒木浦式
聲優：中井和哉（日本）；林協忠（台灣）
2016年5月26日播映的疾风传动画版第462集（全作第682集）中与大筒木桃式、大筒木金式一道，以黑影的形式出现在大筒木辉夜的回忆中。其名字来源自浦岛太郎。于《博人传-火影次世代-》动画第53集正式登场。浦式擅長利用釣竿偷襲和盜取他人力量，然後用葫蘆釋放。他的雙眼能夠轉換成具有六勾玉的紅色輪迴眼。通过其与大筒木舍人的对话，大筒木浦式似乎在13年前就开始关注月球上的动态。名字及形象取自日本童话浦岛太郎。

## 風之國 砂忍者村

### 風影
- 「初代風影」 烈斗（初代風影・烈斗（レト））

聲優：松本忍（日本）；傅品晟（台灣）
出現在漫畫648話柱間的回憶中。身為村子創始者，以強大的「力量」在沙漠裡統御砂之忍者。一頭黃髮，當時砂忍者村已捕獲守鶴，在初次五影會談中各國討論作為締結合約擔保品的尾獸該如何分配時，以本國已擁有一尾守鶴為由主動放棄尾獸配給。相對條件是要求木葉割讓部分國境邊陲的豐饒土地，以及在其他國向木葉購買尾獸費用中獲得三成的酬庸，當場激起土、水、雷初代三影揚言合作殲滅風之國，但由初代火影動之以情阻止。
另外第690-691話被六道仙人暫時召喚回現世幫忙將封印了輝夜的鳴人一行從異世界帶回來。
- 「第二代風影」 沙門 （二代目風影・沙門（シャモン））

提倡「提升國力」，因而在任內著手研究「祭品之力」，且為傀儡忍術的發明者，與文左衛門並稱「初代傀儡師」。
第690-691話被六道仙人暫時召喚回現世幫忙將封印了輝夜的鳴人一行從異世界帶回來。名字取自于佛教的沙门。
- 「第三代風影」 （三代目風影）

一頭黑髮的男子。用自己的磁遁血繼限界開發出只有自己會用的獨門絕技，號稱砂忍者村歷史中最強的秘術－「砂鐵」。因此被譽為「歷代最強的風影」。
第二部的十多年前，和覬覦其能力的砂忍村叛忍蠍激烈交戰，最後不敵對方被殺，被蠍製成保留其原有能力的人傀儡，成為蠍最喜歡的收藏品，但在和千代及春野櫻對戰時被後者趁機擊毀。
第690-691話被六道仙人暫時召喚回現世幫忙將封印了輝夜的鳴人一行從異世界帶回來。在動畫第二部疾風傳的原創集467話中，蠍及地達羅追擊脫離曉的大蛇丸時，他曾被大蛇丸以穢土轉生召喚出來，但在取回自身情感之後擺脫了穢土轉生的束縛回歸淨土。
磁遁
用獨特的「磁性查克拉」操控磁性物質，小如細砂大至鋼鐵製武器都能自在操控，攻擊方式變化多端且能完美防禦苦無、手裏劍等鐵製忍具的攻擊。
磁遁·砂鐡
應用了一尾守鹤控制「砂忍術」的能力，加上三代風影自身具有「磁遁」所創造的秘術，利用帶有磁性且形狀能自在變化的「砂鐵」發動各種攻擊。還能像煙霧一樣伺機侵入並破壞人體或機關傀儡。之後三代風影被蠍做成人傀儡，並在砂中混入毒藥，由此擁有防不勝防的殺傷力。
砂鐵驟雨
以微小的粒狀固定砂鐵，像霰彈一樣，攻擊廣大範圍，並能將砂鐵的子彈化成銳利的針狀，提高殺傷與貫穿能力。
砂鐵結襲
讓高密度壓縮的大量砂鐵，瞬間生成堅硬且沉重的巨大鋼製武器作戰，形狀變化無窮。
砂鐵界法
結合極性相同的高密度鐵礦砂塊，用相斥磁力讓砂鐵在廣大範圍內「長出」無數分枝尖刺刺穿對手。不但能一次對付許多敵人，還能困住僥倖不死者方便擒拿或補刀擊殺。
- 「第四代風影」 羅砂（四代目風影・羅砂（ラサ））

聲優：田中正彥（日本）；陳宏瑋【第一部】→江志倫【疾風傳】（台灣）；招世亮（香港）
查克拉屬性：風、水、土、陰
我愛羅的父親。
把一尾守鹤封印在我愛羅體內的決策者，希望我愛羅能成為村中最強武器，力抗其他四大國的忍者村。然而我愛羅卻多次失控化身為守鶴，因此他命令跟我愛羅相處最好的夜叉丸去將我愛羅逼上絕境，並要求夜叉丸藉由提及我愛羅的母親去做施壓，測試我愛羅是否具備「祭品之力」的資格，之後夜叉丸完成使命並自爆身亡，此時他觀察了我愛羅的爆走情況，以此判定我愛羅為失敗品，多次派人暗殺我愛羅但均失敗。後來受到大蛇丸煽動欲聯合音忍者村在木葉忍者村舉辦的中忍晉級考試中滅掉木葉，但在行動前夕被大蛇丸刺殺。後於毀滅木葉行動之後被葉鬼等人發現屍體。
第四次忍界大戰時期，被藥師兜以「穢土轉生」召喚，作為「曉」的戰力。與我愛羅、大軒等人對陣，被我愛羅打敗後，告知我愛羅一直被母親所愛，並對自己缺少信任的力量而感到慚愧，之後被我愛羅親手封印。在鼬解除了兜的穢土轉生後，靈魂也脫離了束縛回歸淨土。
第690-691話被六道仙人暫時召喚回現世幫忙將封印了輝夜的鳴人一行從異世界帶回來。名字取自于佛教众生之一的罗刹。
磁遁·砂金
運用了一尾守鹤控制「砂忍術」的能力，加上四代風影的「磁遁」創造的秘術，控制密度較大的「砂金」來因應各種戰鬥，擁有能阻止一尾守鶴的力量，剋制其「砂忍術」和暴走狀態。
第三隻眼
利用「砂金」幻化成一顆砂眼，再與自身的視神經進行連結，以達到窺視目標的效果。
砂瀑
利用「砂金」幻化成一大片的沙漠，對目標進行防禦、攻擊與牽制等作用。
- 「第五代風影」「砂瀑」我愛羅（五代目風影・我愛羅（ガアラ））

聲優：石田彰（日本）；郭馨雅（台灣）；黃鳳英、蔡惠萍（代配）→李凱傑、黃昕瑜（少年）（香港）
現任風影，曾為一尾守鶴的祭品之力，能自由自在的操控砂子進行攻擊和防禦。在五影中以擁有最強絕對防禦的力量著稱。

### 長老
- 千代

聲優：谷育子（日本）；林凱羚（台灣）；蔡惠萍（香港）
砂忍者村中地位可謂僅次於風影的兩位最資深的忍者之一，與弟弟海老藏一起為風之國奉獻大半生，第三次忍界大戰結束後逐漸轉往幕後擔任忍村顧問。近年已隱居不問世事。
雖然現在看來只是個愛用裝死來開玩笑的老婆婆，但其實她是個經歷無數大小戰役，功勳彪炳的老將。是運用傀儡人偶戰鬥的傀儡師，也是曉成員蠍的奶奶。
退休後從不過問村中之事，初時對「第五代風影」我愛羅被擄走無動於衷，之後因為與鳴人的接觸，使她的性情有所轉變。
風影奪回戰中，她和蠍展開激烈傀儡戰，最後更使用白秘技「十機近松之集」，好不容易才擊敗蠍的絕招「百人操演」，並以蠍的第一對傀儡「父母」取得勝利。為了令被抽出一尾 守鶴而死亡的我愛羅復活，她使用轉生忍術「己生轉生」使我愛羅復活後便安詳辭世。名字取自于伊贺的女忍者望月千代女。
第四次忍界大戰時期，被藥師兜以「穢土轉生」召喚，作為「曉」的戰力。
之後由於鼬解除了兜的穢土轉生，其靈魂也脫離了穢土轉生的束縛而消失。
操襲刃
用查克拉絲操縱苦無射向敵人。
機光盾封
展開了手臂的傀儡機構，抵禦來自敵人的攻擊。
封印術·獅子閉哮
開啟了封印式的忍配件「獅子首觀音」開大口，把對象做為牆面要磔的同時一口氣展開封印式，封印式中央有「閉」的符號，合上那個更加碰了中心部位的人的點孔。
轉生忍術·己生轉生
因忍術的風險太大，在人體實驗之前被指定為禁術而封印。以自己生命為代價，令死者復活的忍術，此忍術本來是為了讓孫子蠍製造出「擁有生命」的傀儡而創。
操演·人身冴功
在對象身上連接查克拉線，像傀儡人偶一樣地操縱對方。
白秘技·十機近松之集
由門左衛門製造號稱最強的十具傀儡，千代婆婆利用十隻手指靈活操縱，近松十人眾實力極強，千代曾以此術攻下一座城。招式名字取自于日本幕末时期的木偶戏大师近松门左卫门。
三寶吸潰
需要十機近松術中的三名傀儡才能使用，由三個傀儡組成三角陣式並打開佛、法、僧的機關後使出，可以製造出強力的龍捲風將敵人吸入陣式後方並壓潰。
里白秘技·十機偽松之集
在539「寄生在傀儡里的靈魂」中登場，千代婆婆利用十隻手指靈活操縱，在十名對象身上連接查克拉線，像傀儡人偶一樣地操縱對方。
白秘技奧義·夢幻之集
在539「寄生在傀儡里的靈魂」中登場，千代婆婆利用十隻手指靈活操縱，在眾多對象身上連接查克拉線，像傀儡人偶一樣地操縱對方，並進行大規模的攻擊。
- 海老藏（エビゾウ）

聲優：城山堅（日本）；林協忠（台灣）；陳曙光（香港）
砂忍者村的資深顧問，也是千代的弟弟。年輕時是以高明戰略馳名忍界的砂忍者村軍師，曾和姐姐千代的傀儡術配合，為國家贏得多場戰役。但在第三次忍界大戰後逐漸退下第一線。如今已退休多年不問世事，平時常與千代一起釣魚，但仍不時被她的裝死技倆捉弄。
千代協助鳴人他們奪回「第五代風影」我愛羅後，他亦隨一眾砂忍前往協助千代，之後將殉職的千代送回砂村，並將其安葬。名字取自于日语里的虾。

### 高層
- 黄砂

高層人士，44歲，蓄有鬍鬚的中年男子。將村子的威嚴視為首要，因為我爱羅被抓走而擔憂村子的安定。
- 砂上

高層人士，50歲，長久以來為了村子的繁榮盡心盡力。他正在衷心期待各國聯合中忍考試的結果。
- 定石

優先考慮到村子和平的高層人士，對我爱羅成為風影這件事感到不悅。
- 龍砂

41歲，長久支撐著村子的高層人士，對自己的言行相當慎重，在冷靜的思考後才會行動。

### 通信
- 鷹丸

砂忍者村的雄性老鷹，以作為砂忍者村速度最快的老鷹而聞名。曾被砂忍者村派往木葉通知五代風影被擄走的消息。者之書記載為3歲，但從陣之書推知至少5歲以上。
- 飛丸

砂忍者村的雄性老鷹，鷹丸之子，擁有和鷹丸媲美甚至更快的速度。曾被五代風影派往砂忍者村通知在五影大會上的消息。陣之書記載為5歲。

### 砂忍
- 葉鬼

聲優：中田讓治（日本）；林協忠（台灣）；劉昭文（香港）
臉龐一半以布幕遮掩的風遁忍者，奉「第四代風影」之命率領我愛羅等人參加中忍考試的高手，活躍於和音忍聯手發動的「毀滅木葉」行動，同時是音忍的聯絡通訊人員，以及我愛羅三姊弟的監視人兼老師。由於明白到國家在同盟條約和裁軍的影響下，戰鬥力日益低落，因此自願身赴險境。在戰鬥力之外還具有敏捷的應對能力，可說是一名智勇兼備的猛將，曾以絕技「風之刃」殺害木葉特別上忍月光疾風。
第四次忍界大戰前夕，出席第五代風影—我愛羅召開的國安會議。
風刃
利用卓羅操縱風壓形成利刃，在對手猝不及防之際將其撕裂。
- 奈良手鞠（奈良テマリ）

聲優：朴璐美（日本）；蔣篤慧（台灣）；曾秀清→吳羨婷（香港）
手鞠是第四代风影唯一的女儿，是我爱罗和勘九郎的姐姐，也是他们的队友。經常將金色的頭髮綁成四束短辮。她总是背着一把大铁扇，那就是她最主要的忍具。她擅长远距离攻击，并且是一个策略家，只是她比奈良鹿丸还是要差一点。前期為了行動方便，總是穿著長袖緊身短裙裝與輕便的網格褲，但在第二部劇情開始，也會穿著長袖和服和我愛羅一同行動。
手鞠对她的同伴们很关心，她的话对我爱罗的作用比勘九郎大。另一面，她对敌手則是想方设法置其于死地。由此鹿丸观察了她的战斗方式后得出结论：她比自己的老妈还麻烦。
手鞠使用她的扇子进行战斗（貌似西游记中的铁扇公主）。战斗开始时，扇子关闭；之后扇子逐渐打开，分别露出三颗星，威力也逐渐增强；当第三颗星露出时，她就会使用忍术「镰鼬术」——一阵飓风将敌人刮走。她的战斗方式主要是使用扇子制造旋风或龙卷风攻击和压制对手。有时，她也将扇子收起，当成铁棒来攻击对手（鹿丸就差点惨遭毒害）。
結局與鹿丸結婚，並生下了兒子奈良鹿代，結婚後的她仍保持著火爆的脾氣，牽制著個性相似的鹿丸鹿代這兩父子。名字取自于手鞠寿司。
- 勘九郎（カンクロウ）

聲優：加瀨康之（日本）；陳宏瑋【已故】→何志威（台灣）；黃榮璋→麥皓豐（香港）
第四代風影的長子，我愛羅的哥哥，手鞠的弟弟。在第一部相當畏懼並厭惡我愛羅，在第二部則是敬愛並誓死保護自己的弟弟。
是使用傀儡術的忍者。特徵是一身黑色連身裝，以及塗繪在臉上的紫色妝紋。他使用的三個傀儡——烏鴉（主要作為攻擊用途。有著三隻眼，四條手臂的人型傀儡。攜帶著許多種武器而且能拆開身體任何部分進行攻擊）、黑螞蟻（主要作為捕獵用途。頭比烏鴉要長，長著一對紅色的角和六條胳膊的人形傀儡。胳膊上有數把鋸刀，並能捕捉對手並置於體內）、山椒魚（主要作為防禦用途。像是一隻火蜥蜴，能埋伏在地下，趁對手不注意將其困在身體內，也能當盾牌。），全是由傳說中的天才傀儡師蠍在叛離前製造的，在赤砂蠍死後接收了其本體傀儡作為他的第四具傀儡，並運用於第四次忍界大戰上。他的傀儡在第一部裏是用繃帶包裹並背在背上，第二部裏則是用卷軸召喚。
在第一部時為了執行沙忍村進攻木葉的計畫而參加中忍考試，與我愛羅和手鞠一同來到木葉忍者村。在中忍考試時擊敗剑美澄，中忍考试决赛時預定與油女志乃交手，但考量到執行計畫前要保留實力而棄權。當木葉毀滅行動展開時，與跟蹤前來的志乃戰鬥，並兩敗俱傷。大蛇丸毀滅木葉行動失敗後，木葉與砂忍村重修舊好。勘九郎與姐弟一同援助正執行奪回佐助任務的鳴人等人。他擊敗了左近和右近。
第二部成為上忍，當我愛羅被地達羅擊敗並綁架時。試圖援救的勘九郎被蠍打敗，中毒的他被趕來援助的小櫻治好。之後在五影大會擔任我愛羅的護衛。在第四次忍界大戰擔任奇襲部隊隊長，與祭等人一同與被穢土轉生召喚的地達羅和蠍戰鬥，與蠍的戰鬥亦是為了償還之前的過節而展開的再次戰鬥，最終獲勝。勘九郎表達對蠍成為他人傀儡的感嘆，並接受蠍託付的父母傀儡。
在最終話改變臉部的妝紋，於第四次忍界大戰落幕多年後，偕同我愛羅探視已和鹿丸結婚的手鞠，以及自己的外甥鹿代。並擔任風影我愛羅的護衛，前往新世代的五影會談。
- 「赤砂」蠍（サソリ）

聲優：櫻井孝宏、矢島晶子【幼年期】、青山穰【蛭子】（日本）；郭馨雅、林协忠【蛭子】（台灣）；陳卓智→胡家豪（香港）
曉成員之一。
- 羽藏

聲優：織部由香里（日本）；吳佳樺（台灣）
擁有「灼遁」血继限界的女子，特徵是梳深綠色包頭，前方為褐色漸層，穿著無袖的露背衣，戴紫色手套，被稱為砂忍者村的英雄。
同時也是亞貴的師父，砂忍者村為了與霧忍者村達成和解，在第四代風影和砂忍者村高層默許下，被霧忍者村的人殺害。
第四次忍界大戰時期，被藥師兜以「穢土轉生」召喚，作為「曉」的戰力。在兜的控制之下，使她和岩忍狩以通靈之術召喚了最強一代的忍刀七人眾（其中不包含此前已被召喚的桃地再不斬）。
後來負責攻擊守護後援小組，專殺岩忍、雲忍，殺死了該小組隊長的岩忍文賀，並遇到了徒弟亞貴，最後在亞貴勸說下期盼著未來忍者世界，並阻止了岩忍狩追殺守護後援小組。
之後由於鼬解除了兜的穢土轉生，其靈魂也脫離了穢土轉生的束縛而消失。
灼遁·過蒸殺
火遁和風遁之結合，在使用時周圍會出現類似火球的能量團，一旦接觸對方身體，就會將對方體內水分蒸發掉變成乾屍，如後援小組的隊長文賀(岩忍)等便死在這招之下。
通靈
第四次忍者大戰時在兜的控制下使用此術召喚重生者的棺材。
- 加琉羅（加瑠羅（カルラ））

聲優：織部由香里（日本）；丘梅君（台灣）
手鞠、勘九郎、我愛羅的母親、夜叉丸的姐姐。我愛羅出生之前，就被第四代風影強加一尾守鶴之力封住肚中，「我愛羅」之名由母親命名，正包含著母親對孩子的期盼。當我愛羅出生時，她便難產而死。
即使在死後仍然使用自己殘存的力量保護著我愛羅，我愛羅砂忍術的力量來源便是加琉羅死前所遺留的力量，絕對防禦是母親對孩子的思念與不捨，當第四代風影因「穢土轉生」召喚對上我愛羅時，明白了加琉羅對我愛羅的心意，對我愛羅道歉，父子之間的隔閡得到化解，第四代風影無憾地被封印。名字取自于佛教中食蛇的大鸟迦楼罗。
- 夜叉丸（夜叉丸（やしゃまる））

聲優：保志總一朗（日本）；丘梅君（台灣）；梁偉德（香港）
手鞠、勘九郎、我愛羅的舅舅，是我愛羅年少時的唯一傾訴對象，時常教導我愛羅要愛身邊的人，並向我愛羅說明姐姐對孩子的感情之深。不久「第四代風影」欲確認我愛羅是否具備「祭品之力」的資格，對他受到巨大的刺激是否能保持自我作出考驗，要是我愛羅沒失控就不會將其處理掉，以此命令夜叉丸把我愛羅逼到絕境，讓他以為他的母親並不愛他，其後夜叉丸貫徹了這項使命而自爆身亡，我愛羅的性格也因此開始變得冷酷，認為只有信自己、愛自己，生存才有價值。
日後「第四代風影」因「穢土轉生」召喚對上我愛羅時才道出真相，並愧疚地提到是自己在加琉羅懷孕時主導在她體內封入一尾守鶴之力，因此若是夜叉丸痛恨某個人就會是他。名字取自于佛教里的恶鬼夜叉。
操襲刃
用查克拉絲操縱苦無發射到敵人身上。
- 由良

聲優：渡邊英雄
砂忍者村的上忍，作為高層人員已經四年，但實際身分是蠍安插在砂忍者村的間諜。
在蠍與地達羅襲擊砂忍者村時，解放其作為間諜的記憶，其後他殺害守備砂忍者村的忍者替蠍開路。
後來作為培因施展「象轉術」召喚宇智波鼬的祭品而死。
- 駒座

聲優：河本邦弘
砂忍者村的下忍，參加木葉中忍考試時為16歲。於筆試時被發現作弊次數過多，但卻不肯承認，並惱羞成怒發難，最後被監考官制止。
- 值時利

聲優：小泉一郎太
漫畫第5集92頁中出現。砂忍者村的下忍，參加木葉中忍考試時為16歲。第一試時坐在小櫻身邊，詢問筆試將有多少人合格，但得不到回覆。
- 砂鐵

砂忍者村的上忍。於毀滅木葉行動失敗後，尋找失去蹤影的「第四代風影」。
- 音風

砂忍者村的上忍。最早發現「第四代風影」遺體的忍者。
- 砂仁

參與毀滅木葉行動的中忍，但被奈良四角的「影子絞首」殺死。名字取自于中药材砂仁。
- 茉莉（祭、小祭）（マツリ）（港譯：祭）

聲優：坂本真綾（日本）；林凱羚（台灣）；黃紫嫻→成瑤孆（香港）
砂忍者村的女忍者，我愛羅的學生，一頭黃髮清秀的少女。
曾經作為引誘我愛羅的誘餌而被匠之村的四天象人擄走，後來見到我愛羅拚命想要救出自己，原本懼怕武器的她也終於下定決心戰鬥。名字取自于茉莉花。
第二部時和砂忍們救回我愛羅後回到砂忍者村。
參與第四次忍界大戰，跟隨手鞠小隊。
繩鏢
成為我愛羅學生時得到的針鏢忍具。
- 亞貴（真树）（マキ）

聲優：東內麻理子（日本）；潘慕嫻（台灣）
砂之忍者，是羽藏的弟子，參與第四次忍界大戰，擔任封印班工作，原立志要學會忍術報殺師之仇，但在忍者聯軍成立後，與來自不同村的忍者相處，理解到和平共處的可能，是以遇到轉生的羽藏時，極力說服。
布隱术
使用布來隱藏自己的身影，也可以連同伴的身影一起隱藏，為布版本的隱身術。
布束縛術
使用布束縛住敵人，令其無法行動。
- 尤卡達（浴衣）（ユカタ）

聲優：中塚智實（日本）；鄭麗麗（香港）
經常和茉莉共同行動的女忍者，參與第四次忍界大戰。隸屬手鞠小隊。
與茉莉一般對世面認識甚淺，容易不分輕重，如不知道土影、血繼淘汰等，卻也顯示青春少女的可愛單純，為第四次忍界大戰的殘酷帶來一絲緩解。
- 砂目

36歲，監視村子周圍的砂之中忍，為了保護村子和和平，日夜都在進行監視。
- 砂里

下忍，15歲的褐髮少女。比任何人都還要愛慕風影（我愛羅），甚至有挺身相救的決心。
- 一鐵

打從心底仰慕風影我愛羅的下忍少年，16歲。
看到風影復活時，因為安心而流下眼淚。
- 雅克

18歲下忍。等待木葉忍者抵達的嚮導，他把鳴人們帶到勘九郎所待的醫療室。
- 砂子

砂忍者村男性上忍，葉鬼的得力助手。38歲。
為了搶回被抓走的我愛羅，而組成追擊部隊並負責指揮。
- 蜈蚣

28歲的砂忍者村上忍，被培因用「象轉術」操控的男子，因才能被看上，而被選為裝扮鬼鮫的容器。最後被阿凱的「朝孔雀」擊敗，已死。名字取自于蜈蚣。
- 礫

經歷過許多戰鬥的砂忍者村上忍，27歲的男子。看到千代施展「已生轉生」而過世，感到相當難過。
- 石火

砂忍者村醫療班一員，36歲。在醫療方面擁有絕佳能力的忍者。
曾用卓越的醫療忍術解救過許多忍者。
- 良寬

砂忍者村醫療班一員，見習中，25歲。因為無法治療中毒的勘九郎而感到懊悔。
- 大丸

聲優：渡邊英雄
自稱赤之砂塵 風之大丸，性格十分自負。
是手鞠認識的朋友，從小喜歡手鞠而常對手鞠惡作劇，最後在C級任務中殉職。
後來被大蛇丸和兜用「穢土轉生」復活，是他們的穢土轉生失敗品之一。
之後作為「穢土轉生聯合軍」的一員被投入到第四次忍界大戰中，後與手鞠再會並表明心跡，但被手鞠拒絕，在失戀的情況下被封印。
土遁·砂之舞
可以藉由使砂起舞使寄宿於大地中的陷阱與結界被迫解除的砂忍術。
- 小蟲

幼年蠍唯一的朋友，也是千代與蠍之間的傳話人兼緩和劑，夢想是獨當一面的忍者。
在一次任務中失去右前臂，順勢裝上了當時蠍正在研製能從掌心伸出劇毒刀刃的傀儡義肢，不久後他卻誤中刀上的罕見劇毒而死。
臨死前向千代說不是蠍的錯，在他死後蠍接受了小蟲母親失去理智的委託，把小蟲製成人傀儡，但這些巧合加深了千代對蠍的疑懼。
- 新木()

我爱罗的養子，操控鐵礦砂及骷髏樣子的傀儡進行戰鬥，中忍考試時，打贏蝶蝶及巳月。
- 夜土()

因為聽力極好所以平常戴著耳機聽音樂降低負荷，揮動頭髮以產生高週波攻擊，參加中忍考試時敗給鹿代。
- 荒谷()

戴著面具的忍者，操控著跟自己長相相同的傀儡戰鬥，尤其擅長劍術，中忍考試時，打贏豬陣，後敗於紗羅妲。

### 樓蘭古城
只出現在劇場版 失落之塔中。
地理位置位於風之國境內，但是獨立於砂忍者村而存在著。後來在戰亂中成為廢墟。
存在的時代應為作品現時點的十至二十年前。名字取自于现实中的楼兰古国。
- 薩拉

聲優：早見沙織（日本）；林凱羚（台灣）；黃昕瑜（香港）
樓蘭的女王，是位傲嬌的公主陛下。
歷代樓蘭的女王都擁有感知龍脈、封印龍脈，甚至是操控龍脈力量的神奇能力，就像是『血繼限界』一樣。名字取自于中东城市萨拉热窝。
龍脈
龍脈是大地的命脈，那裡蘊藏著超越大地其他地方的查克拉，如果使用不慎極有可能毀滅整個大地。名字取自于风水中的龙脉。
木葉·查克拉刀
這是鳴人留給薩拉的自保的力量，薩拉本人也能使用這把查克拉刀。
- 安祿山（アンロクザン）

聲優：大友龍三郎（日本）；陳幼文（台灣）；陳廷軒（香港）
正體是砂之叛忍百足（ムカデ），通過吞噬第四代火影的龍脈封印回到過去，成為樓蘭的大臣。名字取自于发动安史之乱的胡人安禄山。

## 水之國 霧忍者村

### 水影
- 「初代水影」白連（初代水影・白連（ビャクレン））

聲優：近藤隆（日本）；江志倫（台灣）
漫畫第648話，在木葉初代火影千手柱間以尾獸分配名義召開的五影會談出現，是左目已瞎、面上有一條刀疤的長鬚老人。面對風影以守鶴之力提出木葉割讓部分豐饒土地，並在其他各國購買尾獸之力費用中抽佣三成一事上非常憤怒，提出要聯合土、雷、水三影合力殲滅砂忍者村，由初代火影動之以情阻止。
第690-691話被六道仙人暫時召喚回現世幫忙將封印了輝夜的鳴人一行從異世界帶回來。
- 「第二代水影」鬼灯幻月（二代目水影・鬼灯幻月（ほおずき ゲンゲツ））

聲優：梅津秀行（日本）；馬國堯（台灣）；朱子聰（香港）
查克拉屬性：火、水、土、雷、陽、陰
一頭黃色飛機頭，蓄著八字鬍，非常痛恨別人叫他「小鬍子」。說話有點沒條理又讓人難以理解，會讓人覺得他是個漫不經心的人；然而同時也擁有與外觀完全不符的驚人實力，連「第二代土影」無 也十分忌憚、我愛羅以外貌選擇先對付其他轉生的影。
是鬼燈一族的人，所以擁有水化的能力，並擁有操控類似油物質的能力，可以滲透一切並增加重量，藉此讓敵人防禦瓦解，連我愛羅的沙之絕對防禦都完全無效化。
在某場戰鬥中和「第二代土影」無同歸於盡，甚至在轉生復甦時，為誰死在誰手上一事爭得甚凶。
第四次忍界大戰時期，被藥師兜以「穢土轉生」召喚，作為「曉」的戰力。
在第四次忍界大戰雖向眾人告知自己的弱點，仍能一口氣打倒幾十名忍者聯合軍的忍者，可見其實力之強；之後與我愛羅交手，並指責其如果連自己都無法打敗又如何打敗摩陀羅，並一度讓我愛羅陷入苦戰，但最後本尊和分身被我愛羅運用砂、砂金和砂霰三者配合下擊敗後封印，認可我愛羅是塊金子。是在穢土轉生中少數幾位直至最後都沒有被抹去意識的人。之後由於鼬解除了兜的穢土轉生，其靈魂也脫離了穢土轉生的束縛回歸淨土。
第690-691話被六道仙人暫時召喚回現世幫忙將封印了輝夜的鳴人一行從異世界帶回來。
陰遁
第二代水影所擁有的性質變化，幻術。
通靈·蜃
召喚出巨大的蜃。可讓蜃製造海市蜃樓，可以由蜃製造的海市蜃樓來隱藏自己和蜃，製造出同時讓幾十人和風影我愛羅，土影大軒中招的超大規模幻術。只能攻擊水影身後的蜃的本體來破解。
幻術·海市蜃樓
水化
將五官和身體化為液體的能力，無需結印即可使出水遁忍術，但會被雷遁剋制，而「第二代水影」同時具有油化的能力。
水風船
520集「水影、蜃與海市蜃樓」中出現，用油製造出許多泡泡，攻擊敵人。
水鐵砲
鬼燈一族特有的術，為「水化」的應用形，從食指射出一發超壓縮水彈。
蒸危暴威
第二代水影的無限爆破忍術，可以一瞬間爆破，只需要利用分身，本身不需要參與戰鬥，利用自己的能力製造出的分身，看起來外面是一個小孩的模樣，裡面包裹著油和水，可以一下使分身體內加熱蒸發，然後瞬間爆炸，在短時間內又變回原來的姿態，又可以再次爆炸，同時可以利用分身戰鬥，分身的手臂會變出利刃，分身能浮在空中行動，速度極快，通過快速的移動發熱使內部的水蒸發，引發爆炸。
- 「第三代水影」（三代目水影）

漫畫648話陪同初代水影參加尾獸分配會談。是一頭黑髮，酷似大蛇丸的中年人。
第690-691話被六道仙人暫時召喚回現世幫忙將封印了輝夜的鳴人一行從異世界帶回來。
- 「第四代水影」櫓（部分翻譯又作枸橘矢倉）（四代目水影・やぐら）

聲優：入野自由（日本）；丘梅君（台灣）；林筠翔（香港）
三尾 磯撫的祭品之力，可以熟練操作尾獸，其左眼下有一道疤痕，紫色瞳孔，穿著啡色長靴（為極少數不是穿露腳指涼鞋的忍者）外表是小孩，因是水影所以自稱為大人。本人好像極度厭惡被人當作小鬼對待。
曾经被帶土用瞳術控制，當政期間使霧忍者村長期與外界隔絕，霧忍者村也因此被懷疑是「曉」的發源地。從「第五代水影」口中可得知，矢倉當政十分嚴酷，當時霧忍者村被稱為「血霧之里」很可能与「曉」组织有关。
據官方設定公式書《陣之書》，被擁有白眼的青看破並解除了瞳術控制，不久後死去，由照美冥繼承水影。
在矢倉死後，回歸野生状态的三尾被地達羅擒獲。
第四次忍界大戰時期，被藥師兜以「穢土轉生」召喚，作為「曉」的戰力，而後身體被鳶製作成新的「培因六道」之一，並跟隨鳶與鳴人和殺人蜂交戰。
在與鳴人交戰期間進入尾獸的精神世界，並與鳴人對話。之後由於鼬解除了兜的穢土轉生，其靈魂也脫離了穢土轉生的束縛而消失回歸淨土。
第690-691話被六道仙人暫時召喚回現世幫忙將封印了輝夜的鳴人一行從異世界帶回來。
《博人传-火影次世代-》中，枸橘神乐为其孙子。
水遁·水鏡
製造出水鏡，鏡中映照出和對手一樣的人形，並且擁有與本人相同的力量。
尾獸化
狀態一：釋放尾獸查克拉形成外衣保護自己。
狀態二：將尾獸化型態強制壓縮在人形身體中。
完全尾獸型態：完全變化為三尾的型態，可釋放水砲及尾獸玉。
珊瑚掌
三尾狀態下使用的招式，被擊中者的部位會冒出堅硬如石的石化物並以極快的速度包裹全身，最終將限制住敵人的行動。
尾獸玉
祭品之力在尾獸化之後的最強招式，將陰陽查克拉分離出來，之後再將兩種以「負8：正2」的比例結合壓縮成一個暗紫色的超高密度查克拉球，最後向前以波動型式釋放的絕招。
- 「第五代水影」照美冥（五代目水影・照美メイ（てるみ メイ））

聲優：日野由利加（日本）；林凱羚（台灣）；陳琴雲（香港）
查克拉屬性：火、水、土、雷
溶遁及沸遁忍者，能夠使用火、水、土三种性質的查克拉，所以擁有兩種「血繼限界」。
成熟妖嬈，身材苗條，纖細高窕。微露香肩及酥胸，褐色長髮卷繞及膝，用藍色髮帶綁著的包頭，美麗的綠色眼眸，遮掩起來的右眼像是暗藏著什麽秘密似的。
是美貌型女忍者，面上總是帶著一抹淺笑，性格可剛可柔，戰鬥中表現出沉穩、冷靜的一面，十分忌諱「婚期」及相關詞彙。
經常對於身為「忍刀七人眾」的長十郎加以鼓勵，但相對地經常對青在無心之間的口誤給予「閉嘴，不然我宰了你」之類的惡言（因為同音異義造成誤會）。
上臺後一改以往霧隱與世隔絕作法並推倒第四代水影的恐怖政策，奉行开放和平的戰略，使霧隱有了一百八十度轉變，同時也受到村人極大的愛戴。
在鐵之國與宇智波佐助展開激烈交戰，後來出席五影大會討論八尾與九尾祭品之力藏匿事宜。
第四次忍界大戰時期，擔任大名護衛隊隊長，負責將各國大名遷往安全之地，避免成為人質，而後和五影們一同對抗「穢土轉生」召喚的宇智波斑，最後不敵，重傷倒地。
在最後一話中已退休，跟舊的三影聚會。
水遁·水陣柱
發射出巨量水柱，攻擊敵人。
水遁·霧隱
口中吐出濃霧和水氣遮蔽敵人視線。
水遁·水陣壁
從口中噴出一道像海浪的水牆來防禦對手的攻擊。
水遁·水龍彈
召喚出巨大的水龍撲向敵人。
溶遁·溶怪術
火和土的性質變化結合而成，吐出具有黏性和溶性的液體，可以溶化物體。
溶遁·溶解術
在541「增援到達」中登場，吐出具有溶性的米黃色液體，溶解掉黑絕生成的樹根。
沸遁·巧霧術
火和水的性質變化結和而成，呼出有酸性的霧，可自由調節酸度。
- 「第六代水影」長十郎（長十郎（ちょうじゅうろう））

聲優：宮田幸季（日本）；江志倫（台灣）；黃積權（香港）
「忍刀七人眾」之一，是「忍刀七人眾」裡唯一的倖存者。
雙刀「比目鰈魚」（也作“鲆鲽”）的使用者，此刀是由兩把對稱的刀拼成一把魚形大刀，著重於威力，平時纏繞著繃帶。
戴着眼鏡，性格腼腆，严重缺乏自信，個子矮又孩子氣，有鋸齒狀的牙齒，但面对美丽动人的「第五代水影」时却立志要保护她，陪同水影出席五影会议。
於忍界大戰時第五代水影曾說長十郎的實力比五影会议時還厲害。
在最後一話，以第六代水影的身份出席五影會議。
《博人传-火影次世代-》中，长十郎试图将自己的爱刀鲆鲽和水影的位子传给枸橘神乐，但以干柿尸澄真为首的新忍刀七人不满其稳健派作风，试图将其杀害以恢复雾忍村“血雾之村”的名号。

### 長老
- 元師

跟水影擁有同等權力的長老，手持蛇型木杖，受到五代水影照美冥的尊重，舉凡村中的大事都會跟他磋商，擁有碧跟權兵衛兩名親信。

### 忍刀七人眾
霧隱村中，使用七把代代相傳、有特殊能力的忍刀，聞名於各國的精英忍者，後經歷於時代推移，如今忍刀七人眾僅剩長十郎。其中有些成員被譽為最強一代的忍刀七人眾，分別活躍於第四代水影櫓繼位時期，後逐漸凋零。最強的七人在第四次忍界大戰被藥師兜用穢土轉生召喚出來作為「曉」的戰力，與忍者合軍第三部隊隊長旗木卡卡西所率领的聯合軍部隊正面交锋，帶給忍者聯合軍十分慘重的傷亡。
| 名稱                     | 所屬霧忍                           |
| ------------------------ | ---------------------------------- |
| 断刀「斬首大刀」         | 枇杷十藏、桃地再不斬、尾道八朔     |
| 雷刀「牙」               | 林檎雨由利、黑鋤雷牙、黑鋤文淡     |
| 大刀「鮫肌」             | 西瓜山河豚鬼、干柿鬼鮫、干柿尸澄真 |
| 長刀「縫針」             | 栗霰串丸、蛇莓                     |
| 爆刀「飛沫」             | 無梨甚八、鬼柚子一朗太             |
| 雙刀「比目鰈魚」（鲆鲽） | 鬼燈滿月、長十郎、枸橘神樂         |
| 鈍刀「兜割」             | 通草野餌人、迪吹巨峰               |

- 枇杷十藏（枇杷十藏（ぴわ じゅうぞう））

聲優：後藤光祐（日本）；陳幼文（台灣）
曾是「忍刀七人眾」之一，原為断刀「斬首大刀」的使用者。其右臉頰處有道醒目的十字形疤痕。曾參與第三次忍界大戰，戰爭期間其所屬的忍刀部隊被邁特戴擊潰，倖存下來後流亡各地，之後加入曉，並與剛入夥的宇智波鼬作為搭檔組隊。
個性直來直往，但有時也會表現出些小幽默；據本人所述極度厭惡自己的家鄉、在當時的被稱為「血霧之里」的霧忍者村。
在一次接受水之國的委託中與鼬潛入霧忍者村暗殺一位大名，被率領霧隱追忍部隊的「第四代水影」櫓追擊並與其交戰，在鼬遭到尾獸化的第四代水影用「岩珊瑚掌」困住時用斷刀擊碎石化幫助脫困，後為了擋住水影朝鼬和自身發射的尾獸玉，被爆炸後斷成兩截的斬首大刀前端擊中左胸，隨後傷重而死。死前感嘆從前一直以為自己的搭檔只有自己手中這把斬首大刀。名字取自于枇杷。
在凱的回憶為其父親邁特戴所遭遇的忍刀七人眾部隊成員之一，與當時在場的雙刀「比目鰈魚」使用者同屬之前劇情從未出現過的成員。
水遁·霧隱
招來濃霧以隱藏自己。
水遁·水分身
- 桃地再不斬（桃地再不斬（ももち ザブザ））

聲優：石塚運昇（日本）；陳宏瑋【第一部】→何志威【疾風傳】（台灣）；潘文柏（香港）
最強「忍刀七人眾」之一，斷刀「斬首大刀」的使用者，此刀能吸收人血中的鐵質自我修復。“再不斩”是不斩两次、一擊必殺的意思，代表著他的战斗风格。生於霧隱忍者村，是著名的“霧隱鬼人”——他在讓學生相互殘殺的忍者畢業考試中，隻身一人殺死了當屆所有的學生，使霧隱村從此改變了考試方式。擁有足以震懾他人的鬼之鬥氣。曾是霧隱「暗部」的一員，以無聲暗殺術聞名。再不斬收留了無家可歸的白作為「工具」，白亦忠心地跟隨他。後來再不斬發動了一場刺殺水影的政變，但以失敗告終，使再不斬和白離開霧隱村。
後來再不斬受卡多之僱，要暗殺橋樑專家達茲納。但達茲納由卡卡西和他的弟子們保護著。再不斬隨後與卡卡西戰鬥，並因為第七班的團隊合作及寫輪眼的能力被卡卡西打敗。隨後偽裝成霧隱追忍部隊的白出現，讓再不斬處於假死狀態，並以處理屍體的名義帶走再不斬。
一周後，再不斬和白再次襲擊第七班和達茲納，並與卡卡西又一次交鋒。雖然他已了解寫輪眼的弱點，但再不斬被卡卡西的忍犬束縛住，白犧牲生命為再不斬檔下卡卡西的致命攻擊。後來卡多帶著手下宣稱要殺掉在場的所有人。於是，再不斬因委託人背叛而停止與第七班的戰鬥。在殺死卡多後因傷重而亡。死前曾說希望能與白去同一個地方（天堂）。
在他過世的多年後，鬼燈水月隨佐助來到他的安葬處，並取走他生前持有的斬首大刀。
第四次忍界大戰時期，被藥師兜以「穢土轉生」召喚，作為“晓”的戰力。不過他對於自己死後還要被當作利用的對象召喚出來感到極度不滿。再不斬和白遇上了卡卡西帶領的第三部隊，道出自己作為一個人已經死去，懇求卡卡西再次阻止他。受到兜的操控，再不斬使用生前持有的斬首大刀，對第三部隊發動了攻勢，被忍聯軍封印。後由於鼬解除了兜的穢土轉生，其靈魂也脫離了穢土轉生的束縛。名字取自于桃子。
無聲殺人術
霧隱之術
水遁·水分身
水遁·水牢術
水遁·水龍彈
水遁·大瀑布
- 林檎雨由利（林檎雨由利（りんご あめゆり））

聲優：田村聖子（日本）；蔣篤慧（台灣）；成瑤孆（香港）
最強「忍刀七人眾」之一，和其他七人眾成員相較身材較矮，七人眾中唯一的女性。雷刀「牙」的使用者，此刀為灌入雷遁的雙對刀，比所有刀都鋒利。
生前被稱為雷遁的天才，但因不治之癥而早逝，性格殘酷，討厭膽小鬼，喜歡把最喜歡的東西留到最後，包含殺死敵人。
於第四次忍界大戰時期被藥師兜用穢土轉生召喚出來作為「曉」的戰力，動畫第509話殺死雲忍者村尤努伊等忍者，並追殺著雲忍者村的重等殘存忍者，最後中了重的陷阱，使用絕招陷入沼澤，並將雷刀「牙」送給了自己認同的男人「重」後沉入沼澤之中。後由於鼬解除了兜的穢土轉生，其靈魂也脫離了穢土轉生的束縛。名字取自于林檎。
雷刀術·落雷
使用雷刀「牙」施展落雷攻擊。
雷遁·雷牙
從雷刀「牙」的刀尖，射出一道雷電之矛，射殺敵人。
雷遁·雷電之門
利用雷刀「牙」對地面進行突刺，從雷刀「牙」的刀柄向天射出兩道有如門般的雷電後，接著從天而降大範圍的落雷攻擊。
雷遁·爆雷
從雷刀「牙」釋放出雷電的瞬間，同時引爆雷電，藉此攻擊近身的敵人。
- 黑鋤雷牙（黒鋤雷牙（くろすき らいが））

聲優：藤原啟治（日本）；陳幼文（台灣）；陳卓智（香港）
曾是「忍刀七人眾」之一，雷刀「牙」的使用者。喜歡玩弄他人的生命。
看上了蘭丸的「紅眼」能力，並藉助蘭丸的力量成為「忍刀七人眾」之一，曾和鳴人等人交過手，最後以雷遁自殺身亡。
最初在動畫原創部分登場。漫畫668話凱的回憶中，戴和凱父子遭遇的忍刀七人眾之一。
水遁·霧隱
以霧來隱藏自己。
雷遁
岩雪崩
以雷擊落岩石，造成附加電能落石所形成的山崩。
雷球
用「牙」施展雷電彈攻擊敵人。
雷之牙
將空中的雷電打在「牙」上進行戰鬥。
雷擊鎧甲
以天雷覆蓋全身所形成的鎧甲，在此狀態下施展的任何物理攻擊都會附加天雷之力，但本身的反應速度、機動性等卻不會有所變化，並且隨著天雷的消耗，鎧甲也會逐漸變弱而消散，這與雷神鎧甲有著異曲同工之處。
雷葬·雷之宴
用「牙」施展數個雷電通過地面切割，直到他們擊中敵人。
雷龍龍捲
用「牙」施展巨大的雷電龍，威力十分強大。
- 栗霰串丸（栗霰串丸（くりあられ くしまる））

聲優：白熊寬嗣（日本）；江志倫（台灣）；陳灝瑋（香港）
最強「忍刀七人眾」之一，戴著霧忍暗部面具，蓬鬆毛髮，戰鬥力相當優秀；以冷酷殘忍聞名，殺人不分敵我，喜歡縫合敵人，玩弄至死，在第三次忍界大戰與木葉交戰中，被邁特戴以八門遁甲之陣所殺。
長刀「縫針」的使用者，其刀身細長，刀柄處是可穿線的針孔，可以刺穿人體，並縫合一切。
於第四次忍界大戰時期被藥師兜用穢土轉生召喚出來作為「曉」的戰力，動畫第508話會同無梨甚八交戰卡卡西與阿凱，在援軍抵達施以影子束縛術後，為封印班封印。後由於鼬解除了兜的穢土轉生，其靈魂也脫離了穢土轉生的束縛。名字取自于坚果栗子。
長刀忍法·地蜘蛛縫
利用長刀「縫針」在地上設置棋盤式的線後，再使橫線與豎線交錯來切斷他人的雙腳。
- 無梨甚八（無梨甚八（むなし じんぱち））

聲優：松本大（日本）；何志威（台灣）；胡家豪（香港）
最強「忍刀七人眾」之一，獨眼，有一口如尖刀般的嘴，頭帶繃帶，蓄著多個鬍子的男人，以冷酷殘忍聞名，不分敵我都想殺死對方。
爆刀「飛沫」的使用者，其刀身貼滿引爆符，是融合刀法和爆炸的大刀，於第三次忍界大戰時被邁特戴以八門遁甲之陣所殺。
於第四次忍界大戰時期被藥師兜用穢土轉生召喚出來作為「曉」的戰力，已被封印。動畫第508話會同栗霰串丸交戰卡卡西與阿凱，最後在援軍抵達後被施以影子束縛術，為封印班封印。後由於鼬解除了兜的穢土轉生，其靈魂也脫離了穢土轉生的束縛。名字取自于梨子。
爆刀術·發破勒重死
利用爆刀「飛沫」製造大規模的爆炸。
- 西瓜山河豚鬼（西瓜山河豚鬼（すいかざん ふぐき））

聲優：廣田稔（日本）；馬國堯（台灣）
最強「忍刀七人眾」之一，原為大刀「鮫肌」的使用者，「鮫肌」是能吸取查克拉且有生命的大刀，刀身由許多細小刀片組成，有嘴巴，吸取愈多查克拉體型愈大。
原先是干柿鬼鮫作為霧隱村暗部成員時的上司，但被鬼鮫察覺到他將情報洩漏給敵對的木葉，致使他在大意的狀況下被鬼鮫殺害，鮫肌也被奪走，此時鳶和受其控制的第四代水影櫓現身並和鬼鮫談話，之後鬼鮫輾轉加入曉。
於第四次忍界大戰時期被藥師兜用穢土轉生召喚出來作為「曉」的戰力，因大刀「鮫肌」已在八尾殺人蜂之手，轉生後主要以忍術交手，對上重、座地等忍者，隨後被擊敗封印。之後由於鼬解除了兜的穢土轉生，其靈魂也脫離了穢土轉生的束縛。名字取自于西瓜和河豚。
忍法·針千本
讓頭髮形成無數的髮之千本。
- 干柿鬼鮫（干柿鬼鮫（ほしがき きさめ））

聲優：檀臣幸（日本）；林協忠【第一部】、陳宏瑋→何志威【疾風傳】（台灣）；招世亮（香港）
- 通草野餌人（通草野餌人（あけびの じにん））

聲優：宇垣秀成（日本）；林協忠（台灣）；陳永信（香港）
最強「忍刀七人眾」之一，綁有髮髻，留有鬍鬚，在第三次忍界大戰與木葉交戰中，被邁特戴以八門遁甲之陣所殺。
鈍刀「兜割」的使用者，繩子一端連著刀，另一端連著錘子，攻擊方式是先用刀砍，再用錘子砸在刀背上以追加力量，可以打破一切防禦。
於第四次忍界大戰時期被藥師兜用穢土轉生召喚出來作為「曉」的戰力，與卡卡西交手，卻因為太依賴自己的忍刀反被刀所連累，而被祭封印。之後由於鼬解除了兜的穢土轉生，其靈魂也脫離了穢土轉生的束縛。
- 長十郎（長十郎（ちょうじゅうろう））

聲優：宮田幸季（日本）；江志倫（台灣）；黃積權（香港）
- 鬼燈滿月（鬼灯満月（ほおずき まんげつ））

最強「忍刀七人眾」之一，外型和弟弟鬼燈水月相似，兄弟倆都被稱為「鬼人再世」。
鬼燈水月之兄長，水月形容他是能熟練使用七把忍刀的惡魔天才。
第四次忍界大戰時期，戰鬥中使用卷軸將牙、縫針、飛沫和兜割召喚出來。
動畫中未有活躍表現，已被封印。之後由於鼬解除了兜的穢土轉生，其靈魂也脫離了穢土轉生的束縛。
水化
將身體變成水，無需結印即可使出水遁忍術，但會被雷遁剋制。
- 鬼燈水月（鬼灯水月（ほおずき すいげつ））

聲優：近藤隆（日本）；林協忠（台灣）；張裕東（香港）

- 這裡有12個忍刀七人眾，於漫畫523話和668話，各有一次大量忍刀七人眾聚集，前後比較可以發現，668畫中雙刀“比目鰈魚”的前任持有者名字不明，而爆刀“飛沫”的使用者則不確定是否相同。
- 按照動畫676話中枇杷十藏的說法，再比對漫畫668話的畫面上七人眾的生平，因黑鋤雷牙、枇杷十藏、西瓜山河豚鬼分別在其他場合死亡，故推斷當時被來救凱的父親邁特戴展開八門所殺的四位七人眾是通草野餌人、栗霰串丸、名字不明的“飛沫”和“比目鰈魚”的使用者。

### 霧忍
- 青

聲優：西前忠久（日本）；何志威（台灣）；劉昭文（香港）
感知型忍者，左眼是普通的眼睛，右眼是白眼并常年用黑色的眼罩盖住，兩耳掛著類似靈符的裝飾物，是身經百戰的年長級忍者，曾效力霧隱追殺忍者部隊，給人一種沉穩的感覺，對於年輕的長十郎那種柔弱的性格，表現出一副不屑的態度，不停地向其說教。
在第三次忍界大戰時曾和日向一族交戰，得到「白眼」，稱之為「寶貴的戰利品」，曾藉此看破「第四代水影」櫓被瞳術控制並解除之，終結霧忍者村的傀儡政治。還與宇智波止水交手過。其後陪同「第五代水影」出席五影會議，用白眼看穿並揭發志村段藏在五影會議上用止水的寫輪眼對三船施加幻術，令段藏公信力一落千丈，宇智波佐助大鬧會場時，段藏趁亂逃離後，青緊追段藏而去，卻誤入段藏手下風的陷阱，中了「心轉身傀儡咒印」，險些丟掉性命，幸得「第五代水影」相救。
第四次忍界大戰時期，擔任感知部隊隊長。在十尾復活後，被十尾的遠程尾獸玉擊中指揮總部，成为唯一的倖存者，但也失去了白眼。在远野方助的帮助下安装了义肢，然而他曾向方助施加幻术以取得科学忍具的情报。战后没有再回国村，成为组织“壳”的“外阵”的一员，被称为“壳”的“草”，并被“内阵”的果心居士派往回收“壳”丢失的“器”，最後為了保護慕留人而被果心居士所殺。
符咒·護封符
為青掛著類似靈符的裝飾物，能事前在符咒上下達守護某個事物的命令，當守護的事物受到威脅時，以封印的形式去守護它。
白眼
位於右眼處，擁有比寫輪眼更優秀的觀察能力。
- 泡沫

聲優：鈴村健一（日本）；何志威（台灣）；陳廷軒→梁偉德→李鎮然（香港）
六尾 犀犬的祭品之力，「泡沫」忍者，棕色至肩的短髮和橙色雙瞳，身上穿上一件天藍色寬袍、手持吹肥皂泡器具、留有長劉海的俊美青年，喜好獨自待在高處吹泡泡。
個性悠哉，泡沫師傅春雨因想解除六尾力量但無法控制而死，泡沫誤以為師傅想殺死他而感到不解，為此泡沫背上殺人汙名被迫脫離霧忍村，遭到通緝懸賞5000兩。
會從肥皂泡器具中使用泡泡系忍術，似乎很關心螢，於六尾篇時曾和鳴人等人一起行動並破解了白浪的陰謀。
原本最後接受螢，並願意成為她的師父，但在他單獨尋找霧隱村暗部尋求和解時，被「曉」首領 培因擒獲，最後形成悲劇收場。
第四次忍界大戰時期，被藥師兜以「穢土轉生」召喚，作為「曉」的戰力，而後身體被鳶製作成新的「培因六道」之一，並跟隨鳶與鳴人和殺人蜂交戰。和其餘的尾獸一同施展尾獸玉對抗鳴人與殺人蜂。在與鳴人交戰期間進入人柱力的精神世界，並與鳴人對話。鳴人因此知道自己離開泡沫後，泡沫被培恩圍攻使六尾被抽出而死亡及知道對螢的思念。
在與鳴人交戰期間進入尾獸的精神世界，並與鳴人對話。
之後由於鼬解除了兜的穢土轉生，其靈魂也脫離了穢土轉生的束縛而消失。
水遁·水亂波
基本水遁術，口中噴出瀑布般的水槍。
水遁·泡沫
從吹肥皂泡器具中吐出許多大型泡泡，再以彈指來將泡泡進行引爆。
泡沫分身
用泡泡化作的分身。
酸藤花
從吹肥皂泡器具中吐出具酸性的泡泡。
忍法·起爆炮
和泡沫術不同，從吹肥皂泡器具中吐出具小規模爆炸的泡泡，不需彈指即可引爆。
尾獸化·狀態一
釋放尾獸查克拉形成外衣保護自己。
尾獸化·狀態二
將尾獸化型態強制壓縮在人形身體中。顏色為暗藍色，而且在此狀態就能從口中吐出強酸，並且還能隨意伸縮自己的身軀。
完全尾獸化
完全變化為六尾的型態，可從口中噴出強酸及尾獸玉。
蛭間
六尾狀態下使用的招式，身體分泌強酸溶化物體。
尾獸玉
祭品之力在尾獸化之後的最強招式，攻擊方式是將大量的査克拉結合壓縮成一個超高密度的黑色査克拉球，最後向前釋放出的能量衝撃波。
- 春雨

聲優：山內健嗣（日本）；林協忠（台灣）
泡沫的師父，長髮，戴著眼鏡。
曾經試圖將六尾自泡沫體內剝離，但因泡沫體內的六尾力量暴走，導致自己因此而死。
- 劍

聲優：西前忠久（日本）；陳幼文（台灣）；朱子聰（香港）
霧忍者村追殺部隊的一員。率領眾忍者追殺泡沫，後來在大和等人的干涉下決定暫停追殺任務，並在事後和泡沫單獨交談，希望他不要誤解師父的本意。
在泡沫準備再度和他商談時，雖然發現了來自泡沫的召喚並準備與泡沫會合，但在途中與培因遭遇，被培因所殺。
- 中吉

聲優：廣田稔
感知型忍者，在《火意志的繼承者》中是擁有名為「冥遁」血繼限界的忍者。
第四次忍界大戰時期，被藥師兜以「穢土轉生」召喚，作為“晓”的戰力。
之後由於鼬解除了兜的穢土轉生，其靈魂也脫離了穢土轉生的束縛而消失。
霜隱
利用霜來使環境變得一片白來隱藏身影。
- 巖流

聲優：松本保典
是使用直刀戰鬥的上忍，由於在十幾年前的岩忍背叛的霧忍（巖流、睡蓮、順齊）的那件「與須賀嶺事件」的關係，導致倖存下來的巖流成為霧忍與岩忍結盟的反對派，並襲擊岩忍的使者，不過事後在漩渦鳴人的開導下結束的這件事。
右手腕上戴著類似無限符號的翡翠手環。似乎喜歡睡蓮。
參與第四次忍界大戰。
- 楚香

聲優：（日本）吉田聖子；（台灣）曾允凡
醫療女忍。在第四次忍界大戰時期，跟砂忍亞貴、木葉的一名通迅忍者，一同抵抗著亞貴她師父羽藏的仇恨，最後成功瓦解羽藏心中的仇恨。名字取自于作家古龙武侠小说之一《楚留香传奇》的主人公楚留香。
- 業頭

和冥頭是兄弟，兩兄弟被人稱作是「鬼兄弟」。擅長使用鐵鍊跟鐵爪。
被初次執行C級任務的宇智波佐助擊敗。
鬼鍊爪
為有著鎖鏈相連的兩隻鐵爪型護手，能兩人同時各搭配一隻鐵爪共同戰鬥。
- 冥頭

聲優：桑原利晃
和業頭是兄弟，兩兄弟被人稱作是「鬼兄弟」。擅長使用鐵鍊跟鐵爪。
剛出場便被宇智波佐助擊敗。
鬼鍊爪
- 白

聲優：淺野麻由美（日本）；林凱羚（台灣）；曾佩儀（香港）
有著一頭長髮的美少年忍者，外表常讓人誤以為是女孩子，被鳴人評為比小櫻還可愛。出生在水之國的一個因戰亂害怕并仇恨血继限界的村莊，白的父親發現白的母親隐藏其擁有血繼限界「冰遁」的秘密，带领一隊村民殺死了白的母親，惊恐的白用血繼限界殺死了在場的所有人。變成孤兒的白，遇上了桃地再不斬。再不斬收留了白，并教會了白所有的戰鬥技巧，對再不斬有著絕對忠誠心，樂意成为再不斬的武器，為他赴湯蹈火都在所不惜。曾為霧隱追殺忍者部隊的一員，後來隨再不斬離開水之國。
当再不斬接受卡多的委託，白亦一同與他前往暗殺達茲納。在再不斬被卡卡西打敗後，他用自己過去的面具偽裝成霧隱追殺忍者部隊，將假死的再不斬救走。之後在波之國與佐助和鳴人戰鬥，被使用九尾查克拉的鳴人打敗。當再不斩將被卡卡西殺死時，白再次赶到再不斩那里，挡下致命的一击。
在第四次忍界大戰，白被藥師兜利用穢土轉生之術召喚出來。他和再不斬遇上卡卡西率領的第三部隊，希望自己能夠保護同樣被穢土轉生的再不斬，被聯軍封印。後由於鼬解除了兜的穢土轉生，其靈魂也脫離了穢土轉生的束縛。
白和宇智波鼬一样是漫画中仅有的两个可以单手结印的人。
冰遁秘術·魔鏡冰晶
水遁秘術·千殺水翔
- 蘭丸

聲優：矢島晶子
动画原创人物。擁有紫色短髮的小男孩，是雷牙夥伴，也是與雷牙共享忍刀七人眾之名的人。
由於擁有特殊的血繼限界『紅眼』而遭到村人的恐懼，但他的能力而被雷牙看中，雷牙也憑藉著蘭丸『紅眼』的力量躋身於忍刀七人眾之中。
跟隨雷牙與鳴人等人交戰，雷牙死後被鳴人等人收留，後來在生命咖喱屋幫忙打雜。名字取自于织田信长的小姓森兰丸。
紅眼
擁有與白眼功能相類似的血繼限界，使用時雙眼會立即通紅，能穿透擋在前面的阻礙物達到透視和看到遠方景物的效果。亦能用瞳術仿作或隱藏查克拉經脈來干擾白眼的運作，可以說是白眼和所有感知忍術的最大天敵。還能用瞳術發動水遁忍術（例如：霧隱）。
霧隱
- 蜂谷釣（声：高桥申也）

动画原创人物。在纪念公园前来挑衅神乐和博人，被岩部击败。曾经是干柿尸澄真的手下，认为雾忍村应当回归以前“血雾之里”的状态，想要用暴力对付博人，勿要让别村瞧不起。曾经与神乐为同一届的下忍。被干柿尸澄真利用完后重伤，后逃出来，并将尸澄真叛乱的事情告知佐良娜。

## 土之國 岩忍者村

### 土影
- 「初代土影」 石川（初代土影・イシカワ）

聲優：中根徹、日野聰【青年】（日本）；陳幼文、何志威【青年】（台灣）
留有排狀鬍子的老人，擁有飛行能力。
個性不按牌理出牌，曾經在監督大軒擦拭村內供奉的白色石頭時說那是代表忍村意志的珍品，隨後卻以「這的確只是一顆普通的石頭」為由將石頭扔入水中，甚至隨意拿了另一顆石頭取代辯稱不會有人發現，其後他傳授了「頑石般的意志」，讓大軒深刻體會到唯有自己內心中的意志才是最重要的。
第690-691話被六道仙人暫時召喚回現世幫忙將封印了輝夜的鳴人一行從異世界帶回來。名字取自于侠盗石川五右卫门。
- 「第二代土影」 無（二代目土影・無（ムウ））

聲優：向井修（日本）；傅品晟（台灣）；蕭徽勇（香港）
全身被繃帶包著，背上長柄雙刃，擁有飛行能力。
具有不需結印就能分裂的能力，過程雖快但同時分裂的個體力量減半。
可以將風、火、土三種屬性融合成為塵遁，將敵人打成原子級，是超越了「血繼限界」的「血繼淘汰」。
能感知千里之外，還能將自己連同查克拉一起隱身，「白眼」、「寫輪眼」一類都無用，只能藉由物理接觸進行大規模追蹤（如：我愛羅的感知砂）才能查出他的行蹤。
曾為了維護與木葉初代火影建立的同盟關係，與大軒一同會見斑，但遭到斑擊退。
在某場戰鬥中和「第二代水影」同歸於盡。
第四次忍界大戰時期，被藥師兜以「穢土轉生」召喚，作為「曉」的戰力。在兜的控制之下，以通靈之術召喚了第三代雷影、第二代水影、第四代風影。
遇到第三代土影時要他在結束戰爭後搶走他國的尾獸作為戰利品，引起第三代雷影和第二代水影的不滿和反彈，但被第三代土影拒絕，對此表示對方沒有變成頑固的老頭。
由於鳴人的支援，以及在我愛羅、第三代土影的奮戰下，最後他被陷阱困住後封印；但其實被封印的只是他分裂成兩人的其中一人。
不久又在兜的控制下召喚出宇智波斑，並被兜控制意志作為與斑對話的媒介，後因沒料到第三代土影的能力可從減輕施以瞬間加重，被其施加此效果的第四代雷影擊飛，接著試圖遠離戰區時受到忍聯軍成員追擊。
之後由於鼬解除了兜的穢土轉生，其靈魂也脫離了穢土轉生的束縛而消失回歸淨土。
第690-691話被六道仙人暫時召喚回現世幫忙將封印了輝夜的鳴人一行從異世界帶回來。形象参考自古埃及的木乃伊。
塵遁·原界剝離術
融合風、火、土三種屬性的血繼淘汰，是一種攻擊和結界相互結合的忍術，可以把結界內的物體打成原子狀態。
分裂
藉由分裂將自己的身體一分為二，因為不是分身所以無需結印，過程自然很迅速，但是分裂後能力也會減半。
召喚術
第四次忍者大戰時在兜的控制下使用此術召喚重生者的棺材。
- 「第三代土影」兩天秤大軒（三代目土影・両天秤オオノキ）

聲優：西村知道（日本）；林協忠、曾允凡【少年時期】（台灣）；黃子敬（香港）
第二代土影的弟子，為年紀老邁的矮個子，擁有飛行能力，能將這股力量注入別人身上使其飛行。
可以將風、火、土三種屬性融合成為塵遁，是超越了「血繼限界」的「血繼淘汰」。
个性顽固，怪脾氣，腰不好，甫出場既指年輕人不懂關心老人家，但當人家為他負荷時又死要面子說自己應付得來，常常在戰鬥施力過猛時閃到腰，自稱「岩隱的兩天秤大軒，可怕的土影大人」。
在年輕時曾為了維護與木葉初代火影建立的同盟關係，與第二代土影一同會見斑，但遭到斑擊退。
在鐵之國用「原界剥離」幾乎快將宇智波佐助消滅，後來在鳶施展時空忍術下逃過一劫，後來出席五影大會討論八尾與九尾祭品之力藏匿事宜。
自願前往雲忍村的巨龜島，飛行途中截擊了藥師兜與復活的「曉」成員地達羅。
第四次忍界大戰時期，和我愛羅一同迎擊被穢土轉生召喚的第二代土影、第二代水影、第三代雷影、第四代風影。
在面對突然出現的宇智波斑時，獨身一人阻擋被斑召喚的巨大隕石，也因此而身負重傷，但一想到初代土影傳授給他的「頑石般的意志」，立刻燃起決心再度和宇智波斑交戰，但最後仍不敵而重傷倒地。
在最後一話中已退休，跟舊的三影聚會。
在博人傳的「巳月失蹤篇」中，與岩忍人造人空戰鬥後傷重不治身亡。
土遁·岩分身
製造出岩石的分身。
土遁·岩石傀儡
製造出岩石的人像。曾和我愛羅的沙之盾配合抵抗宇智波斑的攻擊。
土遁·拳岩
製造出岩石的拳頭，打向目標。
土遁·輕重岩
把接觸到的東西變輕。
土遁·超輕重岩
是「土遁·輕重岩」的強化版，把接觸到的東西變更輕。
土遁·加重岩術
把接觸到的東西增加重量。
土遁·超加重岩
是「土遁·加重岩」的強化版，把接觸到的東西增加重量。
土遁·地動核
在地板灌入查克拉，可以將一部份的地面抬升。
塵遁·原界剝離術
融合風、火、土三種屬性的血繼擴展，是一種攻擊和結界相互結合的忍術，可以把結界內的物體打成原子狀態。
塵遁·限界剝離
注入綱手的百豪査克拉後的原界剝離術，從規模到威力大幅增強而成的忍術，連宇智波斑的須佐能乎第一階段都能攻破。
幻術·解
曾以此術解除雷影誤陷的寫輪眼幻術。
- 「第四代土影」黑土（黒ツチ（くろツチ））

聲優：武田華（日本）；曾允凡（台灣）；詹健兒→林芷筠→詹健兒（香港）
女忍者，「土影」大軒的孫女，特徵是黑色短髮，暗灰色瞳孔，稱呼「曉」成員地達羅為「大哥」。
初登場即揶揄年老體衰的爺爺大軒要早點退休，陪同參加五影會議。
於大戰前夕時陪同「土影」前往雲忍村的巨龜島，飛行途中截擊了藥師兜與復活的迪達拉。
第四次忍界大戰時期，擔任父親黃土領導的第二部隊近戰聯合軍分隊一員。
十尾復活之際，與聯合軍一同抵達十尾面前展開決戰。
在最後一話以土影的身份出席五影會議。亦是首位女土影。
土遁·開土升掘
從地底開一個火山口般，噴發泥土。
土遁·土流槍
製造岩石形成的長矛攻擊。
水遁·水喇叭
從口中吐出喇叭般的水流衝擊波。
熔遁·石灰凝術
融合火遁和土遁的血繼限界，從口中吐出速效型的水泥，藉由水擴大範圍，並在短時間內凝固。
灰石封之術
使用灰石直接將敵人團團困住。

### 岩忍
- 黃土

聲優：木村雅史（日本）；林協忠（台灣）
強力土遁忍者，身材非常高大的壯漢，「土影」大軒的兒子，黑土和小土的父親。
第四次忍界大戰時期，擔任第二部隊隊長：近戰聯合軍分隊隊長，在戰場時施展土遁·山土術襲擊外道魔像，但失敗。
十尾復活之際，與旗下隊員一同抵達十尾面前展開決戰。
土遁·開土升掘
從地底開一個火山口般，噴發泥土。
土遁·拳岩
製造出岩石的拳頭，打向目標。
土遁·山土
從地底產生兩座巨山，從左右壓毀目標。
土遁·大地動核
地動核強化，將地表大幅隆起。
- 赤土

聲優：三宅健太（日本）；陳幼文（台灣）；蕭徽勇、招世亮（代配）（香港）
土遁忍者，身軀有如巨大的岩石一般。輕易把「土影」連同其身上所負的行李抬到肩上，陪同土影參加五影會議。
於大戰前夕時陪同「土影」前往雲忍村的巨龜島，飛行途中截擊了藥師兜與復活的「曉」地達羅。
參與第四次忍界大戰。
十尾復活之際，與聯合軍一同抵達十尾面前展開決戰。
土遁·岩石傀儡
從口中吐出岩石的人像。赤土曾用此術清除纏於身上的白絕孢子。（漫畫466回）
土遁·岩分身
製造出岩石的分身。
- 地達羅（デイダラ）

聲優：川本克彥（日本）；陳宏瑋→何志威（台灣）；劉奕希（香港）
「曉」組織當中，已知年齡最小的成員，口頭襌是「藝術就是爆炸！」他的左臉經常被瀏海覆蓋，黃色頭髮綁束成馬尾狀，左胸有張嘴，雙手也與常人不同，手掌各長有一張嘴，每個分句的句尾會加上「…嗯」 ，每當發動黏土爆破時，都會在語尾大喊聲「喝！」。代表「青龍」的「青」字戒指，佩戴在右手食指上。在空中進行偵查時常將小型偵測器配戴在左眼上方。以黏土作忍具，通過手上的嘴加工成各種樣子的起爆物，所使用的引爆黏土的威力很強，他是完美主義者，視爆炸為藝術，追求一瞬即逝的虛幻之美。個性我行我素、瘋狂、有些殘忍，經常和藝術觀點不同的蠍起爭執，不時會將取笑他藝術的鳶炸飛。
以前隸屬岩忍者村的爆破部隊，曾是第三代土影的學生，後來地達羅開始渴望村子裡所流傳的禁術，那就是「賦予物質查克拉之術」，雖然觸犯了禁忌，但也透過對追兵放出「引爆黏土」看到他所追求的藝術。其後曉組織的佩恩看中地達羅的能力，派遣宇智波鼬、蠍及干柿鬼鮫邀請地達羅合作，地達羅因不敵鼬的寫輪眼而加入曉，由於不自覺將鼬的能力認爲是一種藝術，令始終相信自己藝術應該是完美無缺的他感到莫大恥辱，之後為了殺死鼬，長期在左眼集中查克拉訓練使瞳孔縮小來看破寫輪眼的幻術，並發明C4金翅鳥，但最後他在和佐助的對戰中自爆死亡，因此沒能和鼬再次對戰。
- 老紫

聲優：宗矢樹賴（日本）；江志倫（台灣）
「四尾 孫悟空」的祭品之力，擔任祭品之力有四十年之久，「熔遁」忍者，融合火與土的性質，化為熔解一切的炙熱岩漿。經過刻苦的修煉能夠駕馭四尾，一位具相當實力的老忍者。
在《水門外傳》顯示其曾參與第三次忍界大戰。
與「曉」干柿鬼鮫展開激烈交戰，已被擒獲。
第四次忍界大戰時期，被藥師兜以「穢土轉生」召喚，作為「曉」的戰力，而後身體被鳶製作成新的「培因六道」之一，並跟隨鳶與鳴人和殺人蜂交戰。後來老紫將自身的查克拉傳給鳴人，在鳴人拔出控制黑棒後，四尾就被外道魔像抽回，祭品之力則昏迷不醒倒在八尾身旁，並稍早在尾獸的精神世界將鳴人託付給其他祭品之力及尾獸。
之後由於鼬解除了兜的穢土轉生，其靈魂也脫離了穢土轉生的束縛而消失。
熔遁·灼河流岩術
火和土的性質變化結合而成的岩漿術，由口吐出大量的岩漿彈。
尾獸化
狀態一：釋放尾獸查克拉形成外衣保護自己。
狀態二：將尾獸化型態強制壓縮在人形身體中。
完全尾獸型態：完全變化為四尾的型態，可釋放尾獸玉（劇情中並無展現尾獸玉），而且它的火焰溫度已經到青炎的程度。
花果山
四尾狀態下使用的招式，將岩漿如海浪般濺起。招式名字取自于西游记里的花果山。
- 藩

聲優：安元洋貴（日本）；陳幼文（台灣）；陳灝瑋（香港）
「五尾 穆王」的祭品之力，穿着能噴出蒸氣的赤色鎧甲，是「蒸氣」忍者。
在《水門外傳》顯示其曾參與第三次忍界大戰。
已被「曉」擒獲，故事並未交代是被哪位成員擒獲。
第四次忍界大戰時期，被藥師兜以「穢土轉生」召喚，作為「曉」的戰力，而後身體被鳶製作成新的「培因六道」之一，並跟隨鳶與鳴人和殺人蜂交戰，五尾對於被人控制感到不滿有意反抗，但仍被鳶以査克拉鎖鏈給制服，之後和其餘的尾獸一同和鳴人與殺人蜂交手。
在與鳴人交戰期間進入尾獸的精神世界，並與鳴人對話。
之後由於鼬解除了兜的穢土轉生，其靈魂也脫離了穢土轉生的束縛而消失。
蒸氣鎧甲
藩特有裝備，能利用蒸氣噴發提升力量和速度，並具有類似推進器的功能。
怪力無雙
配合蒸汽鎧甲的體術攻擊。
尾獸化
狀態一：釋放尾獸查克拉形成外衣保護自己。
狀態二：將尾獸化型態強制壓縮在人形身體中。
完全尾獸型態：完全變化為五尾的型態，可釋放尾獸玉，「終極風暴3」鳴人VS二~七尾的影片，五尾曾經發動過迅遁衝撞鳴人。
犄角折
完全五尾狀態下使用的招式，以頭上的五支巨角攻擊。
尾獸玉
祭品之力在尾獸化之後的最強招式，攻擊方式是將大量的査克拉結合壓縮成一個超高密度的黑色査克拉球，最後向前釋放出的能量衝撃波。
- 狩

聲優：加藤拓二（日本）；陳幼文（台灣）
原屬岩隱爆破部隊成員，擁有「爆遁」血繼限界，褐色刺蝟頭的男子。
第四次忍界大戰時期，被藥師兜以「穢土轉生」召喚，作為「曉」的戰力。在兜的控制之下，使他和砂忍羽藏以通靈之術召喚了最強一代的忍刀七人眾（其中不包含此前已被召喚的桃地再不斬）。與卡卡西所屬第三部隊近中距離聯合軍分隊交戰，造成忍者聯軍死傷慘重，最後仍被卡卡西擊敗，由祭加以封印。
之後由於鼬解除了兜的穢土轉生，其靈魂也脫離了穢土轉生的束縛而消失。
爆遁·地雷拳
為土跟火的結合，在出拳時拳頭會進行引爆。
通靈
第四次忍者大戰時在兜的控制下使用此術召喚重生者的棺材。
- 壹段

聲優：加藤拓二（日本）；陳幼文（台灣）
在第四次忍界大戰中，從屬於勘九郎的奇襲部隊。
十尾復活之際，與聯合軍一同抵達十尾面前展開決戰。
土遁·地動核
在地板灌入查克拉，可以將一部份的地面抬升。
- 文賀

聲優：松田健一郎（日本）；林協忠（台灣）
在第四次忍界大戰中，擔任守護後援小組的隊長，一身紅衣，孔有武力，保護醫療忍者楚香、封印忍者亞貴。
以土遁（雙重土牆）跟符咒（跟引爆符極為類似的紅色符咒）就輕鬆的擊敗被「穢土轉生」召喚出來的狩，但卻因一時不察死在同樣被「穢土轉生」召喚出來的羽藏手中。
土遁·土石筍
從地上冒出幾支有如竹筍般土石槍，貫穿敵人。
- 東死人

岩忍者村上忍。
在第三次忍界大戰中擔任對木葉村的作戰指揮，並一度使木葉村的前線隊伍只餘四人，後死於「木葉黃色閃光」波風湊。
- 火光

聲優：志村知幸（日本）；陳幼文（台灣）
岩隱上忍。個性好戰，在忍術、體術、幻術能力上都非常前的岩忍者村數一數二的高手。
在第三次忍界大戰的神無毘橋任務中，跟少年的卡卡西小隊展開激烈交戰，並以「土遁·岩宿崩」使宇智波帶人被壓在土堆中，後被為友人報仇的卡卡西以「千鳥」擊斃。
詳請參考《卡卡西外傳》及《鬥之書》。
土遁·岩宿崩
利用查克拉使岩石崩塌。
- 魔蛭

聲優：遠藤大輔（日本）；林協忠（台灣）
岩隱上忍，擅長土遁術，綁著兩個黃色馬尾。
個性慎重，劍術非常厲害，行動速度也很快，能夠單獨執行偵查任務可見其實力。
在第三次忍界大戰的神無毘橋任務中，以「影分身」跟「木葉黃色閃光」波風湊及卡卡西小隊展開激烈交戰，最後被以瞬身術從後襲擊的波風湊殺死。
詳請參考《卡卡西外傳》及《鬥之書》。
影分身
土遁·土中映魚
可將身體自在地在土中行動。
- 大石

聲優：鈴森勘司（日本）；黃乾師（台灣）
岩隱上忍。
個性謹慎，不愛說話，是個會腳踏實地執行任務的人，他運用「忍法·迷彩隱」，從敵人的死角攻擊，讓敵人受到致命傷。
在第三次忍界大戰的神無毘橋任務中，跟少年的卡卡西小隊展開激烈交戰，與火光聯手使出誘敵作戰，並把卡卡西的隊友凜抓走，後死於宇智波帶人開竅的「寫輪眼」下。
詳請參考《卡卡西外傳》及《鬥之書》。
迷彩隱
使自身透明化。
- 須磨志

第三次忍界大戰時，率領部隊支援上述三名岩忍的特別上忍，並對卡卡西進行攻擊。被以「飛雷神」及時歸來的「木葉黃色閃光」波風湊解決。
- 小土

声优：三瓶由布子
“第三代土影”两天秤大野木已故的孙子。

### 上水流一族
動畫原創中為岩忍者村控制蜜蜂的一族。30年前忍界大戰時，岩忍者村的上水流一族襲擊木葉忍者村，但被木葉忍者村中使用寄壞蟲戰鬥的油女一族察覺，結果上水流一族戰敗並被岩忍者村打入冷宮。後來上水流一族的人剩沒幾個人，雀蜂等人試圖尋找微香蟲來找回創族長老的秘術再向木葉復仇，最後被同樣正在尋找微香蟲的木葉小隊擊敗。
秘傳通靈獸·蜜蜂
動畫中出現的岩忍者村蟲使一族，推測此種蜜蜂為土蜂的一種。
秘傳術·蜜蠟
能使出蜜蠟作多種用途的秘傳忍術。例如使用蜜蠟將他人包成蛹藉使封住敵人的動作，或著是使出蜜蠟的實體分身等等。
- 雀蜂

是上水流一族初代族長的孫女，有著一頭棕色的短髮，凌亂的分落頰邊，又細又短的眉毛斜掛在額頭中間，大眼圓臉。
雀蜂為了使上水流一族重新找回過去在忍界的地位，試圖尋找微香蟲來找回她爺爺所留下來的封印捲軸，但敗於鳴人等人而宣告失敗。
- 地蜂

有著一頭黃色長發，戴著一副奸人般的眼鏡。
- 黑蜂

有著一頭黑髮，看起來很有威嚴的鬍子大叔。

## 雷之國 雲忍者村
雲之忍者們的名字，幾乎都會以日文假名的字作結尾，很多名字在日語中都是形容詞。
亦有一少部份雲忍的名字取自英文字母。历代雷影都继承「A」（エー）的名号，雷影的搭檔為「B」（ビー）。

### 雷影
- 「初代雷影」（初代・エー）

聲優：後藤光祐（日本）；馬國堯（台灣）
特征是厚嘴唇。參加五影會議時對初代風影的要求感到憤怒。
第690-691話被六道仙人暫時召喚回現世幫忙將封印了輝夜的鳴人一行從異世界帶回來。
- 「第二代雷影」（二代目・エー）

漫畫648話陪同初代雷影參加尾獸分配會談，特徵是留著大鬍子，綁著髮髻，粗獷外形，身穿半邊赤色的武士鎧甲。
死於金角、銀角兄弟發動的叛亂。
第690-691話被六道仙人暫時召喚回現世幫忙將封印了輝夜的鳴人一行從異世界帶回來。
- 「第三代雷影」（三代目・エー）

聲優：玉野井直樹（日本）；林協忠（台灣）；陳永信（香港）
查克拉屬性：火、土、雷
「歷代最強的雷影」，身材健壯的肌肉老頭，特徵是眼白黑色，綠色瞳孔，黃色長髮和鬍子，右肩紋着「雷」字、胸口有閃電狀的傷疤。
是四代雷影的父親，會使用「黑色雷遁」，有著驚人的抗打擊能力，即使「風遁·螺旋手裡劍」也無法對他造成大傷害。
將身體做為盾，以雷遁查克拉集中於四指的究極絕招「地獄突刺·四本貫手」作為矛，可一口氣打倒幾十人。
是目前唯一可憑一己之力單挑尾獸（八尾）並且將其收服的人。在位期間經常率領一眾雲忍精英阻止八尾暴走，當時第四代雷影是他的得力助手，「第三代雷影」與八尾展開激烈交戰期間，雖然死傷慘重，但都成功收服八尾。
其胸口的傷疤是在與八尾交戰時被自己的招式所傷而造成，被他視為一生的恥辱。對任何人都不願提起，連四代雷影都不清楚受傷的詳細經過。
在忍界大戰期間為了守護同伴而獨身一人與萬名敵軍作戰，連續奮戰三天三夜而死。
第四次忍界大戰時期，被藥師兜以「穢土轉生」召喚，作為「曉」的戰力。是在穢土轉生中少數幾位直至最後都沒有被抹去意識的人。
其驚人的攻防能力一度讓鳴人等人陷入苦戰，但最後漩渦鳴人以仙人模式的螺旋丸讓第三代雷影反被自己尖銳的矛所重創，終於被聯合軍封印。
之後由於鼬解除了兜的穢土轉生，其靈魂也脫離了穢土轉生的束縛回歸淨土。
第690-691話被六道仙人暫時召喚回現世幫忙將封印了輝夜的鳴人一行從異世界帶回來。
忍體術·雷遁鎧甲
全身凝聚雷遁查克拉，能夠把速度提升。
忍體術·雷遁奧義·地獄突刺
將雷屬性查克拉聚集在手指上並進行突刺攻擊，隨著伸出手指數目的減少，力量也將更為集中，所以當手指數目伸為一時威力最為強大。
- 「第四代雷影」艾（四代目・エー）

聲優：手塚秀彰（日本）；陳幼文（台灣）；張炳強、招世亮（代配）（香港）
查克拉屬性：水、土、雷
外表高大粗獷，有兩撇鬍子，性格暴躁，是個相當熱血的鐵漢，出門總是由窗口直接跳出去，又是個直性情的人。使用忍術和體術結合的「忍體術」忍者，殺人蜂的義兄，殺人蜂稱其Brother，懶稱其Boss，曾在忍界大戰遇上波風湊，殺人蜂也認識。
可使用雷遁強化自身肉體，把速度大幅度提升，他還能利用雷遁查克拉來活化身體，進一步加快速度與身體反應，連「寫輪眼」都看不穿，甚至可以輕易躲開「天照」。
當年經常跟隨三代雷影與一眾雲忍精英阻止八尾暴走，八尾的左角就是四代A用「雷虐水平」砍下來的。
當得知弟弟殺人蜂被「曉」抓走時激動得流下淚來，並為此而展開了五影會議。
佐助率領「鷹」突襲會談現場時，一拳打斷「斬首大刀」，以及把水月和咒印全開的重吾秒殺，並與佐助展開激烈交戰，雖然成功擊倒佐助，但他也被佐助的「天照」燒到而自斷手臂。
之後被推舉掌管忍者聯軍大權，在得知殺人蜂仍健在後趕往現場，與殺人蜂合力擊倒鬼鮫，但那只是白絕的分身。戰鬥結束後回到雲隱宣告，三天後召開忍者聯軍大會，並向各個村子提出召集通知，出席五影大會討論八尾與九尾祭品之力藏匿事宜。
第四次忍界大戰時期，擔任忍者聯軍最高統帥，其辦公室被作為聯軍指揮總部。阻擋殺人蜂前去戰場，用雷犂熱刀交手戰敗後允許殺人蜂與漩渦鳴人前進。
在得知宇智波斑出現後，與綱手一同被「天送之術」傳送至戰場，並和對方展開激戰，最後不敵重傷倒地。
在最後一話中已退休，跟舊的三影聚會。
- 「第五代雷影」懶／達魯伊（[五代目・エー] 错误：{{Lang}}：无效参数：|3=（帮助））

聲優：竹內良太（日本）；馬國堯（台灣）；劉奕希（香港）
「嵐遁」忍者，白髮披蓋住左眼，褐色皮膚，性格較散慢，雙肩分別紋著「雷」和「水」字的雲上忍，是第三代雷影黑色雷遁的唯一傳人。
對艾極忠心，曾被其說為是自己的「第二隻右手」。
口頭禪是「好累」和「抱歉」。
陪同艾參加五影會議，在鐵之國與其共同作戰，和水月交戰。
第四次忍界大戰時期，擔任第一部隊：中距離聯合軍部隊隊長，與金角、銀角兄弟展開激烈交戰，勝利後趕往其它戰場。十尾出現後不久隨即抵達鳴人等人身邊。
在最後一話以第五代雷影身分出席五影會議。
影分身
水遁·水陣壁
從口中猛烈噴出如海浪的水之牆，抵擋住敵人的所有攻擊。因為水牆會以畫圓的方式防禦，所以能夠在防禦時消除所有死角，水量與時間的長短，都可藉由施術者來控制。另外，水的強度與耐力，會根據灌入水中的査克拉來改變，所以越熟練的忍者，越能製造出堅固的牆壁。而且在使用時，還能看到四周的狀況，所以具有能讓施術者容易進行下一個行動的優點。其運用方式依地理和施術者而有所不同，如海浪有著利牙刺向迎面而來的佐助。 （漫畫第49集461話）
雷遁·感激波
使出電流並運用「水陣壁」同時把水流通電電擊對手。
雷遁·黑斑差
由身上釋放豹形的黑色閃電，先集中攻擊單一目標，再向四周擴散攻擊，令對手痛苦難當、無法移動。（漫畫第56集526話）
雙重·黑斑差
動畫版出現，與自己的一個影分身一同施展雷遁·黑斑差，讓兩隻豹形的黑色閃電攻擊白絕。
嵐遁·勵挫鎖苛素
雷和水合成，從合十的雙手使出由水氣化為多道強力的激光貫穿對手，並具有誘導效果。

### 雲忍
- 殺人蜂/奇拉比（/Killer B）

声优：江川央生、东内麻理子【幼年时代】（日本）；陈幼文、曾允凡【幼年时代】（台湾）；葉振聲（香港）
號稱「最完美的人柱力」，體內封印著「八尾 牛鬼」的祭品之力。夜月一族，黃髮並喜歡戴著墨鏡，遭四代雷影艾保護並限制其只能在雲雷峽活動及修行，同時為艾「A」的義弟，與其搭檔繼承「B」的名號，身手為上忍等級。
背持七把短劍，能使「八刀流」，右邊膊頭上有「鐵」字，左面額有牛角的紋跡，身型壯碩。性格極其古怪，喜歡在戰鬥時RAP歌。是最擅於操控尾獸力量的祭品之力，能自由轉換「尾獸衣」的狀態一&二，和八尾感情很好，稱牠為「小八」。
童年時期的殺人蜂當接任八尾祭品之力重任後被村子的人們排斥，但他不以為意，除了四代艾之外，還和基是好友。
在雲雷峽中很輕易就能秒殺宇智波佐助、重吾和鬼燈水月，但最終不敵於「天照」的力量，危急之時將八尾的一隻章魚腳變作替身，而自己藏身在另一隻章魚腳作勢攻擊香燐遭佐助斬斷而沉入河底，令佐助等人將替身當做是殺人蜂本人捕獲。此事驚動了四代雷影，他準備召集其餘「五影」，商討討伐「曉」的計畫。殺人蜂成功逃離後，不打算回到艾身邊，打算成為RAP歌手。
跟演歌忍者首領阿三老師排練時，與前來捕捉八尾的干柿鬼鮫展開激烈交戰，後來和趕到現場支持的艾聯手擊倒鬼鮫（其鬼鮫為白絕的分身），並將鬼鮫的持有刀「鮫肌」取為己用。
被雷之國安置在某座孤島與九尾漩渦鳴人會合，協助鳴人進行尾獸控制訓練，與凱聯手擊敗鬼鮫並重新取回「鮫肌」。
與鳴人前往戰場途中被艾以及綱手攔截，用「雷犁熱刀」與艾對擊獲勝而允許前往。
遇上被「穢土轉生」召喚的長門與宇智波鼬，和鳴人、擺脫「穢土轉生」的鼬聯合封印長門，之後鳴人和殺人蜂以阻止鳶（帶人）和佐助為目標重新出發。
在將穢土轉生的宇智波斑交給前來助陣的五影后，殺人蜂終於碰上了鳶（帶人）和「新培因六道」並完全尾獸化來對抗。和鳴人不斷試圖攻擊鳶（帶人）和斑召喚出的十尾，但失敗且還因此受了重傷。漫畫660話緊急藏身在八尾的一隻章魚腳並將其斬斷，661話大部分的八尾查克拉被鳶（帶人）抽走，677話中確認並未死亡，且靠著被斬斷的章魚腳保命，但隨即陷入斑的無限月讀之中，直到鳴人與佐助將術解開才得以獲救。2年後的結局篇，殺人蜂的頭髮長至肩膀戴著墨鏡，盤腿坐在真實瀑布前，與體內的八尾說著想去找鳴人玩樂，因為在瀑布生活令其覺的平凡無趣，但卻被八尾調侃說鳴人很忙，不像你一樣整天玩樂。
雷遁·雷筆
把雷遁注入鉛筆之中，然後投射，具有超強的鋒利度及貫穿力。
雷遁·超音震雷遁刀
把刀上註入雷遁查克拉，藉由雷遁引起超高頻振動週期波加強刀的鋒利度及貫穿力。
荒繰鷺伐刀
體術。殺人蜂揮舞著七把刀跳舞，朝敵人所有要害攻擊，是一種讓人難以持續躲過的招式。就算是擅長使用刀的人，也很難看穿他的刀法。
頭八刀
八尾衣狀態下以頭部攻撃。
忍體術·雷犂熱刀
全身凝聚雷遁查克拉狀態下以身體極速沖撞敵人，若加上尾獸衣威力大幅提升，但在尾獸外衣形態下使出時看不到雷電，只看得到肘部出現尾獸化的白骨。
絕牛雷犂熱刀
與艾合力使出的術，兩人同時使用雷犂熱刀一前一後打飛敵人的頭。
尾獸化
狀態一：釋放尾獸查克拉形成外衣保護自己，能產生八尾特有的墨汁。
狀態二：將尾獸化型態強制壓縮在人形身體中。
完全尾獸型態：完全變化為八尾的型態，可釋放尾獸玉。
尾獸八卷
八尾狀態下使用的招式，將八條巨尾如龍捲風般旋轉。
尾獸玉
祭品之力在尾獸化之後的最強招式，攻擊方式是將大量的査克拉分為陰陽兩種屬性，並以一定比率結合壓縮成的一個超高密度的黑色査克拉球，最後向前釋放出的能量衝撃波。
八尾流·替身術
將一隻章魚腳變作替身或是擱置大部分的八尾查克拉，自己再找一隻章魚腳藏身，任由外力斬斷以便脫身。
封印術·億怒端數煩流奴
八尾狀態下使用的封印術，從口中吐出墨分身附著在封印對象身上以牽制對方的行動，進而進行封印。
- 金角&銀角（キンカク、ギンカク）

聲優：黑田崇矢、矢崎文也（日本）；江志倫、傅品晟（台灣）；巫哲棋、胡家豪（香港）
傳說中的雲忍兩兄弟，特徵是肩膀上分別寫有「金」和「銀」的字樣（字的位置分別在金角的左臂和銀角的右臂），臉頰上有著鬍鬚，金角為金色刺猬頭，銀角則是銀色；金角是哥哥，而銀角是弟弟。
擁有著五大忍具的其中四樣「幌金繩」、「七星劍」、「紅葫蘆」、「芭蕉扇」，據說五大忍具曾屬於六道仙人，並且非一般人所能使用。
他們曾被九尾吞食過並在其腹中生存兩週，由於他們食用了九尾的內臟直到離開其體內，因此擁有九尾的查克拉，甚至有化身為九尾化的能力。
金角所率領的部隊曾在忍界大戰期間圍攻「第二代火影」千手扉間所率領的小隊，使扉間在此戰中陣亡。同時，金角和銀角在雲忍者村發動政變，導致「第二代雷影」的喪生。
第四次忍界大戰時期，被藥師兜以「穢土轉生」召喚，作為「曉」的戰力，與忍界聯合軍第一部隊統領懶所率領的近中距離聯合軍正面交鋒，雖然先後將熱和寒吸到「紅葫蘆」之中，但最後在懶的反擊之下，銀角被吸到了葫蘆裡，由此金角被激怒化身為尾獸化的型態，但在隨後趕來的奈良鹿丸、秋道丁次和山中井野的連攜攻擊之下，被六道仙人的最後一件秘寶「琥珀淨瓶」吸收。
這兩個角色的名字來歷是中國古典小說《西遊記》中的金角大王和銀角大王，其持有的忍具名稱也同樣取自《西遊記》。
尾獸化
能變化為九尾外衣。
狀態一
釋放尾獸查克拉形成外衣保護自己。
狀態二
將尾獸化型態強制壓縮在人形身體中。金角曾變化出六條尾巴。
- 二位柚木斗（二位ユギト（にい ユギト））

聲優：園崎未惠（日本）；林凱羚（台灣）；朱妙蘭→凌晞（香港）
女性雲忍，體內藏有「二尾又旅」的祭品之力，為妖貓之怪所棲宿高傲而又智勇雙全的女忍者，能自由操控二尾的力量，會使用爪子狀的忍具作為武器。
兩歲時成為「二尾」的祭品之力，即使是被人厭惡的對像也堅持修行，最終成長到能按自己的意志進行「尾獸化」，她是贏得了自信的努力者。
完全化身成二尾跟「曉」的飛段和角都展開激烈交戰，但最後被擊敗，被抽出二尾死亡。
非常在意自己的年齡稱呼被「升級」（即使被叫阿姨也不行），鳴人曾因叫錯柚木斗稱呼而惹怒她。
第四次忍界大戰時期，被藥師兜以「穢土轉生」召喚，作為「曉」的戰力，而後身體被鳶製作成新的「培因六道」之一，並跟隨鳶與鳴人和殺人蜂交戰。和其餘尾獸一同釋放尾獸玉對抗鳴人與殺人蜂。
在與鳴人交戰期間進入尾獸的精神世界，並與鳴人對話。
之後由於鼬解除了兜的穢土轉生，其靈魂也脫離了穢土轉生的束縛而消失。
火遁·火鼠玉
口中發射鼠狀火焰，可分散成大量的火炎追踪彈。

完全尾獸型態
完全變化為二尾的型態，可釋放炎遁·大火炎彈，炎遁·高溫衝擊波及尾獸玉。
貓爪
二尾狀態下使用的招式，以爪子進行強烈攻擊。
尾獸玉
祭品之力在尾獸化之後的最強招式，攻擊方式是將大量的査克拉結合壓縮成一個超高密度的黑色査克拉球，最後向前釋放出的能量衝撃波。
- 曦

聲優：福田賢二（日本）；江志倫（台灣）
醫療&幻術&感知忍者，黃色短髮，做事比較有幹勁的雲上忍，才思聰穎，有著冷酷的表情，面容端正，護額正確的綁在額頭上。
陪同四代艾參加五影會議，在鐵之國與四代艾共同作戰，被宇智波佐助的幻術壓倒。
第四次忍界大戰時期，擔任感知部隊一員。
十尾出現後不久隨即抵達鳴人等人身邊，但被對方的「木遁·扦插」重傷。
雷幻雷光柱
全身變成電光，擾亂對方視線，同時產生幻覺。
醫療術·掌仙
不論內傷外傷都可靠放出的查克拉達到驚異的回复速度，即使在醫療班中，能使用的人也是極少數，也可藉由放出的查克拉干擾他人身體內查克拉的循環，造成昏睡狀態等等的超高等A級忍術。
- 寒

聲優：よのひかり（日本）；林凱羚（台灣）
有著巨乳的白皮膚和黃色短髮美女，瞳孔為綠，會以小刀作為武器。
被派去木葉傳達信息，任務完畢後回到雲忍者村。
在第四次忍界大戰時期，擔任第一部隊一員，知識淵博，知道金銀兄弟忍具故事，與金角、銀角兄弟交戰，被吸到葫蘆中，無限月讀解除後，懶將其從葫蘆中救出。
- 熱

聲優：松本忍（日本）；林協忠（台灣）
寒之弟，異常熱血的雲之忍者，左肩上有「熱」字紋身。
在第四次忍界大戰時期，擔任第一部隊一員，與金角、銀角兄弟交戰，被吸到葫蘆中，無限月讀解除後，懶將其從葫蘆中救出。
雲流·火炎斬
在劍上注入火遁查克拉，可在揮劍斬擊敵人時使出火炎。
- 重

聲優：河本邦弘（日本）；何志威（台灣）；李凱傑（香港）
殺人蜂的弟子，褐色皮膚，留著白色短髮，嘴裡含著棒棒糖，經常胡亂說話而且杞人憂天。
被派去木葉傳達信息，和輕一同向鳴人等人詢問宇智波佐助的下落，和對方起過衝突，任務完畢後回到雲忍者村。
第四次忍界大戰時期，擔任埋伏部隊一員，搭乘祭的水墨飛鳥前往戰場時，遇上「曉」的地達羅與蠍的伏擊部隊，並同勘九郎和祭合力擊敗了蠍。
之後更是與忍刀七人眾之一的林檎雨由利對戰，讓雨由利陷入沼澤後，得到雨由利的認同，獲得雨由利的雷刀「牙」。
十尾出現後不久隨即抵達鳴人等人身邊。
結局篇站在雷影懶旁邊擔任護衛。
影分身
雲流·裡斬
做出以劍使出斬擊前方的敵人假動作，並轉動身軀斬擊後方目標，重曾以此招救出被蠍操控的忍界同伴。
雲流·三日月斬
以劍快速地使出月牙形的大型斬擊。
吾流·騙人斬
在敵人攻擊的時候，用能遮住自己身形的木頭作替身術後，等敵人因攻擊木頭而鬆懈的瞬間，從被木頭遮住的死角衝出來，進行斬擊。
吾流·里霞斬
是種會讓人捉摸不透，分不清何時出招的劍術。在能接近敵人的最大極限的瞬間，拔刀攻擊，這是屬於背水一擊的劍術。
吾流·里霞斬·改
這是依殺人蜂的意見而完成的劍術，在吾流·里霞斬的攻擊落空的瞬間，分出兩個影分身進行三面挾擊，藉此引誘敵人往空中逃，然後本體再從空中落下，進行突刺攻擊。
- 秋道輕（秋道カルイ）

聲優：小松由佳（日本）；郭馨雅（台灣）；劉惠雲（香港）
殺人蜂的弟子，褐色皮膚，紅髮金眼，掛有耳環，性情暴燥的貧乳女人，經常和重吵架。
被派去木葉傳達信息，和重一同向漩渦鳴人等人詢問宇智波佐助的下落，和對方起過衝突，任務完畢後回到雲忍者村。
第四次忍界大戰時期，擔任第二部隊近戰聯合軍分隊一員。十尾出現後不久隨即抵達鳴人等人身邊。
於最終話中與木葉村的秋道丁次結為夫妻，育有一女。
雲流·表斬
以劍揮出斜線的斬擊。
- 基

聲優：遠藤大智、織部由香里【幼年時代】（日本）；何志威（台灣）；張錦江（香港）
感知型忍者，和殺人蜂在小時候已經是好朋友，特徵是鼻樑處有長方形的綠色面紋，父親在全體雲忍聯合捕捉八尾時陣亡。
小時候曾想暗殺是八尾的殺人蜂，想為父親報仇，失敗時以為他會生氣，但殺人蜂卻笑著做出碰拳的姿勢，從此沒再和他說過一句話。
在雷之國某座孤島擔當「九尾祭品之力」漩渦鳴人一行人的導遊，被巨大烏賊纏身時被殺人蜂所救，並恢復兩人友好關係。
在引導鳴人進入真實之瀑後離開，和瘋狂阿凱、山城青葉會合。
雷遁·網蜘蛛
在538「心中的空洞、另一名祭品之力」中登場。是種使雷電在地上架構出有如蜘蛛網般的法陣，使身陷其中之人被雷電所束縛。
通靈.貓頭鷹
- 辣

奪取杉忍者村的秘傳術時，出現的雲忍。
雷遁·雷擊
將掌心對準目標後，從掌心釋放出雷電攻擊物標，這是不需要結印的中距離型雷遁。
- 土台

聲優：松本忍（日本）；何志威（台灣）
獨眼，戴著黑色帽子，擁有「熔遁」血繼限界的雲忍。
三代雷影左右手，相當了解關於三代雷影的情報，青年時期的土台眼罩上無「雷」字。
第四次忍界大戰時期，協助鳴人對抗被轉生的第三代雷影。
十尾出現後不久隨即抵達鳴人等人身邊。
熔遁·護謨壁
火和土合成，用熔遁做成一張有彈性的護膜。
熔遁·護謨玉
用熔遁將別人包覆在，一顆具有彈性的護膜球裡。
- F/艾夫（エフ）

聲優：後藤光祐
雲之忍者，下巴留有些許鬍子。
於第四次忍界大戰時期參加忍者聯合軍。白絕曾偽裝成他的模樣接近鳴人和殺人蜂，但被鳴人識破。
十尾出現後不久隨即抵達鳴人等人身邊。
- J/傑（ジェイ）

聲優：松田健一郎
光頭的墨鏡男，尋找失蹤的殺人蜂時被「鷹」殺害。
通靈.蜥蜴
- 真武威（臺灣配音譯為「麻布依」）(マブイ）

聲優：關山美沙紀（日本）；林凱羚（台灣）
四代A的秘書，綠色瞳孔，白髮褐色肌膚的女子，其獨有的忍術可以將任何物質以光速瞬間傳送。
於第四次忍界大戰時期施展天送之術將四代A及綱手一同送達戰場。
在十尾复活后，被十尾的远程尾兽玉击中指挥总部而阵亡。
天送
為雷遁的時空間忍術，可以將任何物質以光速瞬間傳送。但是如果用來傳送人體，會對人體造成極大的損傷，只有如第三、四代雷影般擁有強韌肉體的人，以及如綱手般會使用創造再生之術自動修復身體的人才可以平安無事地被傳送。
- 麻呂伊（マロイ）

聲優：上川隆也（日本）；馬國堯（台灣）
在劇場版「血獄」中登場的人物，是雲忍者村為了調查極樂之箱，而派到鬼燈城的間諜。
是個看起來非常隨便的人，但卻是一個懂得精打細算的人，同時也是一個擅長水遁與雷遁的忍者。
水遁·步槍水
雷遁·電光狼煙
將手掌對著天之後，再從掌心射出一道直達天際的雷電，當作狼煙使用。
- 托羅伊（トロイ）

擁有「磁遁」血繼限界，圍著黃色圍巾的雲之忍者。
第四次忍界大戰時期，被藥師兜以「穢土轉生」召喚，作為「曉」的戰力。襲擊忍者聯合軍的兩名忍者，但隨即被鳴人以螺旋丸擊倒，被封印。
之後由於鼬解除了兜的穢土轉生，其靈魂也脫離了穢土轉生的束縛。
召喚
從卷軸召喚大量四方的手里劍。
磁遁
把自己觸碰過的東西附上磁力，被賦予磁力的東西一旦接觸別的東西會把磁力傳達過去，所以被附上磁力的人是無法逃過施術者的攻撃。
- Blue B 藍蜂/深（ブルービー/フカイ）

聲優：古澤徹（日本）；林協忠（台灣）
四代A的堂兄，長發半白半綠，右眼有紫色面紋，殺人蜂之前的八尾祭品之力，被稱為天才的忍者。
在無法掌控八尾所產生的暴走中造成基的父親重傷身亡。
因八尾暴走而死，生前對於祭品之力所遇到的困境感到迷惘，擔憂自己會跟伯父以及父親一樣無法達成人柱力的使命。四代A曾說他控制尾獸的能力比任何人都好，然而比不上殺人蜂。
在動畫538話「心中的空洞、另一名祭品之力」中，被藥師兜以「穢土轉生」召喚，且其體內被植入由八尾犄角的細胞樣本培育出來的複製品，使他能進行尾獸化，被兜用來對付殺人蜂。
在他告知當年八尾暴走的真相後，被殺人蜂填補心靈上的空洞，安心地脫離穢土轉生的束縛而消失。
忍體術·雷犂熱刀
全身凝聚雷遁查克拉狀態下以身體極速沖撞敵人，若加上尾獸衣威力大幅提升，但在尾獸外衣形態下使出時看不到雷電，只看得到肘部出現尾獸化的白骨。
尾獸化·狀態一
釋放尾獸查克拉形成外衣保護自己，能產生八尾特有的墨汁。
尾獸化·狀態二
將尾獸化型態強制壓縮在人形身體中，不過頭上左邊的牛角卻是深綠色的。
尾獸玉
祭品之力在尾獸化之後的最強招式，攻擊方式是將大量的査克拉分為陰陽兩種屬性，並以一定比率結合壓縮成的一個超高密度的黑色査克拉球，最後向前釋放出的能量衝撃波。
- 古

聲優：松本忍
基的父親，戴著圓眼鏡，非常喜愛村子的雷遁忍者，因此和雲忍們積極壓抑八尾。
在前任人柱力體內的八尾暴動時被巨角貫穿身體死亡。
雷遁·感激波
使出電流，同時把鎖鏈通電麻痺對手。
封印術·封印鎖鏈
具有封印效果的鐵鍊，曾用來暫時束縛八尾的行動過。
- 缓

使用雙刀並且以會爆炸的口香糖泡泡作為武器的忍者，戴著八尾造型的項鍊。

## 雨之國 雨忍者村

### 雨忍首領
- 「山椒魚」半藏（半蔵（はんぞう））

聲優：澤木郁也（日本）；陳宏瑋→何志威（台灣）；葉振聲（香港）
雨忍者村的領袖，忍界中無人不識，被稱為“忍者世界的传说，位于顶点的忍者”，忍界譽為「半神」的傳奇人物。
實力極之強大，曾在戰鬥中獨自對付戰後被他賦予「木叶三忍」稱號的自來也、綱手和大蛇丸。
“山椒魚”的稱號源於雨忍村曾出現一隻會吐出致命毒霧的黑色山椒魚，牠在半藏的孩童時期就死了，村人將山椒魚的毒囊挖出來移植到年幼的半藏體內，此後他的身體百毒不侵又具有毒性，也使半藏只要呼氣就能使周圍的人中毒，因此人們非常害怕半藏，為了不讓身邊的人受到傷害不得不戴上面罩，保護他人也保護自己，因為若在戰鬥中受傷導致毒囊破裂，毒液便會噴湧蒸發形成毒雲，即使他擁有抗體體質，但在不戴面罩吸入這些氣體也不會安然無恙，雖然不足以使他致死，但會留給敵人可趁之機，尤其面對高手時更不能太過大意。
半藏為人十分小心謹慎，即使對手是名不見經傳的新人忍者，也不會對其有絲毫的輕視，總是選擇最穩妥最可靠的方法消滅對手。作為忍者世界的大前輩，對於實力強勁的年輕忍者有一種惜才的情懷，但如果對方威脅到了自己的政權與地位的話，他就會毫不留情的給予殲滅。
早年曾經在戰鬥中擊敗後來成為鐵之國統領的武士三船，但三船在中毒瀕死之際要求放過那些在戰鬥之前畏懼半藏名號落荒而逃的其他武士，於是半藏決定給予他解藥，試煉他以後是否以後能一直堅持自己的信念，並對三船說：「一個人的終結並非死亡，而是在失去信念。」，也透露自己的信念是為了和平。
在第二次忍界大戰接近結束的時候，那時三忍的平均年齡只有不到20歲的樣子，雖然半藏贏了局部的戰鬥，但是從整體上來說是雨忍村敗了；木葉雖然勝了，但卻仍然無法打敗對方的首領，所以也勝得不夠徹底。
後來半藏受到木葉高層段藏的蠱惑而聯手，開始對以彌彥為首的組織抱有敵意，並假意提出要與彌彥的組織合作，結果卻趁機捉住小南並命令長門殺了彌彥，彌彥為救小南而自殺，最後長門憤怒地透過「外道魔像」成為培因攻擊半藏，结果被半藏用「瞬身術」逃脱了，这也从侧面反映了半藏对「瞬身術」也是相当的精通，最後半藏在與六道培因展開交戰時敗北被殺。
第四次忍界大戰時期，被藥師兜以「穢土轉生」召喚，作為“曉”的戰力。利用通靈之術召喚出能吐出毒霧的山椒魚，在與三船再度交手時瞭解到自己辜負先前的信念，為了找回尚未完全失去的信念，他便告訴三船阻止他不死之身的方法，由於他的面罩先前已經被砍壞，因此隨後在違背符令的情況下切腹，等到兜察覺且要完全控制半藏時，腹中噴湧出的毒氣已經讓半藏動彈不得，使忍聯軍能夠趁機封印，三船對半藏之戰正式落幕，三船知道半藏已找回失去的信念，誓言會將半藏的事蹟當成英雄流傳下去。之後由於鼬解除了兜的穢土轉生，其靈魂也脫離了穢土轉生的束縛。名字取自于侍奉德川家康的忍者服部半藏。
劇毒忍具
半藏的所有忍具都塗了山椒魚毒素。
火遁·符爆陣
以埋於地面的大量起爆符纏住對手并引發連環大爆破。
水遁·水分身
用水來化作自己的分身，以分散對手的注意力。
瞬身術
瞬間移動的忍術。
通靈之術·山椒魚
山椒魚有吐出毒霧的能力，毒素累積到施放需要五分鐘。中毒者會漸漸被毒素麻痺而忘卻疼痛，直到兩天後死亡。
鎖鐮刀二段擊
塗了山椒魚毒素的忍具進行分段式攻擊，其順序直到第四次忍界大戰才被三船完全破解。
- 培恩

### 改革派
- 彌彥

聲優：堀內賢雄、羽多野涉【幼年期】（日本）；何志威、曾允凡【幼年期】（台灣）；張裕東→林筠翔（香港）
查克拉屬性：火、水、風
橙髮灰瞳孔的雨隱村少年。小时候經歷忍界大战變成孤兒，後來結識了小南與長門。彌彥關心伙伴、積極向上，理想是改變國家，保護大家，達到世界頂端。後來遇到了當時正與雨忍村首領「山椒魚」半藏交手的自來也、綱手、大蛇丸，不久之後三人就一起拜師於自來也，學習忍术。
查克拉的屬性为水屬性，所以擅長水遁系忍術。
在接受自來也的指導時與小南、長門一同待在某棟小屋生活了一段時期。當時四人用自來也設計的門牌卡放在牆架上作為暗號，若是將紅色面朝外表示人在屋子裡，白色面表示本人出去不在。
後來彌彥長大後成立了組織，聚集了一群人，可以說是「曉」的前身。由於人數規模變多，為了要尋覓更大的地點作為根據地，三人只得告別和自來也生活時期的小屋。離開前最後一刻，三人聚在門牌卡前，約定在夢想實現的那天，要回到這間小屋與自來也一起慶祝理想的成功。小南首先把自己的門牌卡翻轉，正當彌彥準備翻轉自己的門牌卡時，刺客出現並襲擊三人的所在處，長門、彌彥、小南藉著自來也在小屋設置的秘密通道躲過一劫，長門和彌彥卻從此沒法再回去翻轉自己的門牌卡。
鳶為了實現自己的計畫而找上三人，試圖勸說長門歸順。彌彥卻對此頗不以為然，對鳶的態度冷淡，兩人的意見無法合拍。
後來彌彥被半藏以小南的性命相逼，自行撞上长门手中的苦無而死。死後被長門製作成为培因中的天道，最後培因殺了半臟並統治雨忍村。
在長門死去之後，彌彥的屍體和長門的屍體都被小南帶走繼而安葬。
水遁·水亂波
基本水遁術，口中噴出瀑布般的水槍。
- 長門

聲優：森田順平、前野智昭【幼年期】（日本）；陳幼文、潘慕嫻【幼年期】（台灣）；李致林（香港）
- 小南

聲優：田中敦子、峰香織【幼年期】（日本）；丘梅君、蔣篤慧【幼年期】（台灣）；張頌欣（香港）

### 雨忍
- 伊勢

長門的父親，是雨忍者村的醫師。在保護兒子長門時死亡。名字取自于日本的伊势国。
- 扶桑

長門的母親，是一位專業的家庭主婦。在保護兒子長門時犧牲。名字取自于山海经的仙树扶桑。
- 韓蛇蜘（カンダチ）

聲優：佐藤せつじ
是山椒魚半藏的左右手，於過去篇登場。原為雨忍，後因培因戰勝，為避免遭殺害而逃離雨忍者村。
為了使幻術更強大，占領一座被樹海包圍，有特殊磁場的村子；並把不服的村長殺死。將婦女和小孩作為人質，令男人無法反抗。直到有次，自來也和鳴人來到此地，為了解救村子，而和其進行戰鬥；召喚出螺貝王，以壓倒性力量與鳴人戰鬥，但在戰鬥中，鳴人完成大玉螺旋丸，並擊敗他。
通靈·螺貝王
召喚出一隻體型不輸三忍最強通靈獸，有著兩支角的田螺。
螺貝鞭
螺貝王身體伸出觸手攻擊敵人。
螺貝槍
螺貝王身上的藤壺射出槍狀硬物攻擊敵人。
水遁幻術·霧幻魔牢
螺貝王外殼打開飄雪，中術者身體會如同被雪覆蓋般無法動彈。
- 平次

聲優：後藤光祐
是山椒魚半藏左右手的左右手，自稱躲雨的平次。
兜本來要用「穢土轉生」召喚半藏，卻錯將他召喚了出來，成為穢土轉生失敗品之一。
動畫536集時作為「穢土轉生聯合軍」的一員被投入到第四次忍界大戰中。名字取自于推理小说钱形平次捕物帐的主人公钱形平次。
符咒術·卷煙之術
會使現場陷入一場詭異的綠色煙霧中，遮蔽眾人的視線。
- 霧雨

聲優：咲野俊介
與水煙一起搶奪「英雄之水」的雨忍之一，是位標準的體術型忍者。
- 村雨

聲優：森川智之
與水煙一起搶奪「英雄之水」的雨忍之一，是位感覺非常小人的忍者。
- 冰雨

聲優：魏涼子
與水煙一起搶奪「英雄之水」的雨忍之一，是位有著美麗外表，但心裡卻很狠毒的性感大姊。
被譽為「雨忍者村中反應最快的冰雨」。
- 篝、梦火、朧

聲優：原田正夫、上田燿司、大水忠相
在三位一體的攻擊法中，篝負責監視，夢火與朧則負責攻擊。他們朦著眼睛是為了提高警覺，及早察覺到敵人。
後來受雇於茶之國的和芥一家，阻礙森乃伊馱天在神社祭的比賽。
11月16日出生。身高168.8cm。體重54kg。血液型O型。雨隱村忍者登記號碼：R1-126。
幻術
朧分身之術
為雨忍者村代表性的幻術之一，製造出與自身完全相仿的幻覺分身來混淆敵人的認知。
狐狸心中
為雨忍者村代表性的幻術之一，讓敵人身處於不斷來回同一個地方的幻境之中。
聯合幻術
為幻術的應用技之一，聯合其他人一起施展幻術，使幻術的力量更加強大。
雙重幻術
為幻術的應用技之一，在一個幻術中設置另一個幻術，讓敵人以為擺脫了第一個幻術後，在沒有自覺之中落入第二個幻術。
土遁·土中映魚
在地下移動的忍術。
水遁
水分身
黑雨
為雨忍者村代表性的水遁之一，從天降下黑色的油雨。
- 時雨

聲優：川村拓央
以雨忍者村的威名而自豪的精英。在第二試開始後不久，遇上我愛羅，以獨特的忍術「如雨露千本」對抗，但由於實力懸殊，最後和伙伴們死於我愛羅手上。
19歲死亡。2月11日出生。身高195.6cm。體重80kg。血型B型。雨忍者村忍者登記號碼：R1-115。
忍法·如雨露千本
為雨忍者村代表性的暗器忍術之一，讓手中的油傘飛中敵人的上方後，再從傘中落下無數的千本攻擊敵人。
- 梅雨

聲優：藤本隆行
擅長利用嬌小的體型來接近敵人攻擊，而且腕力驚人，抓住對手後會不停地加壓以勒死對方。在中忍考試期間，死於我愛羅手上。
19歲死亡。5月30日出生。身高140.3cm。體重40kg。血型A型。雨隱村忍者登記號碼：R2-039。
- 驟雨

聲優：藤原泰浩
利用雨聲掩飾，悄悄地接近對手殺死的暗殺高手。性格執著，在任何情況下都能夠保持冷靜，清晰地分析形勢，在隊中負責參謀工作。
在中忍考試期間，死於我愛羅手上。
19歲死亡。5月7日出生。身高173.5cm。體重62kg。血型A型。雨隱村忍者登記號碼：是R4-059。
- 綠青葵（緑青アオイ（ろくしょう アオイ））

聲優：置鮎龍太郎
本是木葉忍者，後來背叛木葉投奔雨忍者村並成為上忍，並盜取了第二代火影的雷神之劍。
曾經引誘學生森乃伊馱天一同叛逃，並捉住伊馱天的哥哥森乃伊比喜進行嚴刑拷問。
後來受雇於茶之國的和芥一家，阻礙森乃伊馱天在神社祭的比賽，為此與鳴人等人進行激烈交戰，最終被鳴人的螺旋丸打倒。
忍法·如雨露千本
雷神之劍
為第二代火影所持有的佩劍，能將蘊藏於劍柄的雷之力化作雷之刀刃斬殺敵人，刀刃的強度取決於持有者本身查克拉的強弱或是否擁有雷屬性查克拉而定。由於刀刃是由雷之力架構而成的，因此要是刀刃損毀只要重新架構就能修復。
- 五月雨（五月雨（さみだれ））

聲優：阪口大助
雨忍的下忍，與鳴人等人一起参加了中忍考試。
怨恨之雨
為雨忍者村代表性的忍術之一，從天降下一種能吸收對手查克拉的雨，這是一種詛咒之術，也就是咒術。

## 田之國 音忍者村

### 音忍首領
- 大蛇丸（大蛇丸（オロチまる））

聲優：くじら、山口真弓【幼年時代】（日本）；趙明哲→陳幼文（台灣）；陳欣（香港）

### 音忍五人眾
音忍五人眾是大蛇丸的親信，主要負責大蛇丸的護衛工作。精通各種結界忍術、咒印術及封印術。其後君麻呂因身患重病而長期缺席，所以大多由其餘四人組成音忍四人眾行動。
在佐助奪還任務中，音忍五人眾與前來追擊的木葉忍者和砂忍們交戰，最終全滅。
- 「竹取」君麻呂（君麻呂（きみまろ））

聲優：森川智之、津村真琴【幼年時代】（日本）；林協忠（台灣）；梁偉德（香港）
- 「北門」多由也（多由也（たゆや））

聲優：渡邊明乃（日本）；丘梅君（台灣）；謝潔貞（香港）
幻術忍者，用笛子的聲音操縱三個巨大的傀儡以及物質化魂攻擊，用幻術攻擊。
雖然是女性，但是說話尖酸刻薄，喜歡嘲笑次郎坊「死胖子，你臭死了」。通常也會引來次郎坊以「女孩子不要說這種話」回嗆。
木葉崩潰戰中首度出現，跟其他三音忍結出「四紫炎陣」，作為大蛇丸跟「第三代火影」猿飛蒜山單獨對戰的地方。
在營救篇中跟奈良鹿丸展開激烈對戰，打得難分難解，及後死在前來的砂忍村支援手鞠的「通靈之術·斬斬舞」之下。死後其細胞被移植至藥師兜體內。
第四次忍界大戰時期，被藥師兜以「穢土轉生」召喚，作為「曉」的戰力。
，並與鹿丸展開對決，後使用「黃泉轉身術」將鹿丸等人帶到異空間。
雖然因復仇的執念而一度佔據上風，但後來仍被鳴人擊敗。名字取自于跟随徐福东渡蓬莱求仙药的随从御色多由也。
咒印
咒印狀態二
此狀態下皮膚會變黑，頭上會長出兩支如鹿般怪異的白角，而且力氣會增強到足以與影子的束縛力抗衡的可怕程度。
咒印狀態二·仇恨模式
因為對於報仇的強烈執念，使得咒印的力量獲得質的變化，其威力更加強大。
通靈·怒鬼
三位屍體人偶（無臂男、手持鐵棒的長髮男跟蟹爪男）。
怒鬼·物質化靈
從怒鬼口中產生的一種雖具有形體卻沒實體，極度貪婪身體能量的吞食查克拉。這種秘傳術是一種建立在陰的性質變化的吞食忍術。
魔笛·魔幻音鎖
封住對方的行動並使其處於一個純白的空間而無法觀察敵人的動作。
魔笛·幻武操曲
操控三位怒鬼行動的最初樂章。
幻武操曲·絆狂
PS2原創忍術，操控三位怒鬼瞬間出現在敵人周圍並同時發動攻擊。
幻武操曲·獨葬
PS2原創忍術，操控三位怒鬼中的無臂男對著敵人使出旋轉頭錘攻擊。
魔笛·三徒葬曲
操控著三位怒鬼從天而降，攻擊敵人。
終曲第九章·魔境之亂
操控三位怒鬼使出物質化靈的最終樂章。
四紫炎陣
四人共同使出的結界忍術，能使接觸到這暗紫色光牆之人，被烈火燃燒殆盡。
四黑霧陣
四人共同使出的封印術，將被封印的對象封印至特殊的棺材內，使封印對象的身體陷入假死狀態。
黃泉轉身
四人共同使出的時空間忍術，可將自己與敵人的靈魂封印至結界之中，要是被封印對象的身體在外面死亡了話，該身體持有者也會死亡，這是種專門與對方同歸於盡的靈魂禁術。
四獸包圍
四人共同使出的通靈術，召喚出各自的通靈物對敵人進行包圍。
- 「西門」左近／右近（左近（さこん）、右近（うこん））

聲優：咲野俊介（日本）；趙明哲→陳幼文（台灣）；鄺樹培→伍博民→黃積權（左近）／李致林（右近）（香港）
雙胞胎兼連體兄弟，左近是弟弟，右近是哥哥，兩人不僅能分裂成獨立個體，亦能隨意隨意附身於他人，此特殊能力讓他們很適合暗殺敵方。擁有最強防禦「羅生門」，專門用來保護大蛇丸。
平時行動以左近為主，而兄长右近則沉睡在後方，在战斗时兩人会共同迎戰，當左近重傷時兩兄弟便會交換過來，改由右近接替，相對的行動能力也會跟著變差。
木葉崩潰戰中首度出現，跟其他三音忍結出「四紫炎陣」，作為大蛇丸跟「第三代火影」猿飛蒜山單獨對戰的地方，在音之四人眾中似乎是處於領導人的地位，會站在最前面傳達四人的意思，並敦促夥伴們不要犯錯。
營救篇中和犬塚牙進行激烈對戰，最後被前來支援的砂忍村傀儡師勘九郎用「黑秘技·機機一發」殺死。死後其細胞被移植至藥師兜體內。
第四次忍界大戰時期，被藥師兜以「穢土轉生」召喚，作為「曉」的戰力。並與牙和赤丸展開對決，後使用「黃泉轉身術」將牙等人帶到異空間。
雖然因復仇的執念而一度佔據上風，但後來仍被鳴人擊敗。名字取自于侍奉筒井家、并称为筒井左右近的武将岛左近和松仓重信。
咒印
咒印狀態一
在此狀態下，兩兄弟的身體能分裂成單獨獨立個體行動，亦能隨意附身於他人。
咒印狀態二
此狀態下皮膚會變暗紅色，而且兩兄弟的頭上會分別長出一支的鬼角，並且還擁有能單獨製造出能行動的另一半身體。
咒印狀態二·仇恨模式
因為對於報仇的強烈執念，使得咒印的力量獲得質的變化，其威力更加強大。
封黑法印
在使用四黑霧陣之後用來將棺材封住的封印術。
通靈·羅生門
召喚出鐵壁防禦「羅生門」，是左近專門用來保護大蛇丸的忍術；同時這門上的瓦片下設有暗器機關。
通靈·羅生門「奈落」
打開通往冥界的道路，使目標墜路門內的絕招。
通靈·三重羅生門
召喚三重羅生門。
寄生鬼壞
左近、右近的血繼限界，利用查克拉的力量分解自身的細胞或蛋白質，打散身體侵入敵人的體內，破壞對手的經絡系統，使其死亡。
雙魔之攻
左近、右近的血繼限界，藉由兩具身體同化的效果，讓組織細胞可以自由游走，讓拳腿可從任意部位發動攻擊。
多連拳
利用三隻手以巧妙的時間差發動的拳擊。
多連腳
利用三條腿以巧妙的時間差發動的踢擊。
多連旋風
在523「過去的亡靈」中出現，利用「多連腳」踢出形成功守兼備的旋風，重創敵人。
左塵掌·右腳裂
四紫炎陣
四人共同使出的結界忍術，能使接觸到這暗紫色光牆之人，被烈火燃燒殆盡。
四黑霧陣
四人共同使出的封印術，將被封印的對象封印至特殊的棺材內，使封印對象的身體陷入假死狀態。
黃泉轉身
四人共同使出的時空間忍術，可將自己與敵人的靈魂封印至結界之中，要是被封印對象的身體在外面死亡了話，該身體持有者也會死亡，這是種專門與對方同歸於盡的靈魂禁術。
四獸包圍
四人共同使出的通靈術，召喚出各自的通靈物對敵人進行包圍。
- 「東門」鬼童丸（鬼童丸（きどうまる））

聲優：千葉進步（日本）；陳宏瑋→何志威（台灣）；鄧肇基→黃啟昌→陳耀楠（香港）
技巧派的音忍，會在緊迫的戰鬥中設下規則，並且將戰鬥當作遊戲來享樂，身上有六隻手，是大蛇丸移植實驗體細胞而成，因此外形有如蜘蛛一般。攻擊能力即是蜘蛛絲，其堅韌性就連兩頭大象都拉扯不斷，亦擅於觀察敵人的弱點。
木葉崩潰戰中首度出現，跟其他三音忍結出「四紫炎陣」，作為大蛇丸跟「第三代火影」猿飛蒜山單獨對戰的地方。
營救篇中跟同樣具分析力的日向寧次展開激烈對戰，曾觀察出「白眼」中的盲點，並對盲點進行遠距離攻擊，使寧次身受重傷，但最後仍被寧次用「柔拳」沿著蜘蛛絲施放查克拉重傷而死。死後其細胞被移植至藥師兜體內。
第四次忍界大戰時期，被藥師兜以「穢土轉生」召喚，作為「曉」的戰力。與寧次展開對決，後使用「黃泉轉身術」將寧次等人帶到異空間。
雖然因復仇的執念而一度佔據上風，但後來仍被鳴人擊敗。名字取自于被源赖光斩杀的鬼童。
咒印
咒印狀態二
此狀態下皮膚會變暗紅色，而且會打開眉心處的第三眼來戰鬥。
咒印狀態二·仇恨模式
因為對於報仇的強烈執念，使得咒印的力量獲得質的變化，其威力更加強大。
通靈·雨蜘蛛
通靈出一種能隨時產下無數小蜘蛛的大蜘蛛。
蜘蛛束縛
吐出小型蜘蛛网将其封在树上，而且查克拉會擁有在這些蜘蛛絲之中流動著。
蜘蛛巢開
张开一张较大的蜘蛛网。
蜘蛛粘吐
吐出绳索，粘住人然后甩。
蜘蛛巢域
蜘蛛巢花
把目標包在一个球里。
蜘蛛黏金
使自己的蜘蛛丝金属化，也能化作武器使用或是從皮膚中排出化作鎧甲防禦。
粘金鎧甲
从身体的汗线分泌出来，形成保护膜。
蜘蛛戰弓
以蜘蛛黏金製造，命中率100%的箭，連比成年人腰圍粗的樹幹都能輕易貫穿，更能連大地都轟出一個坑洞。
蜘蛛戰弓·淒裂
以蜘蛛黏金製造，命中率120%跟破壞力最强的螺旋箭。
四紫炎陣
四人共同使出的結界忍術，能使接觸到這暗紫色光牆之人，被烈火燃燒殆盡。
四黑霧陣
四人共同使出的封印術，將被封印的對象封印至特殊的棺材內，使封印對象的身體陷入假死狀態。
黃泉轉身
四人共同使出的時空間忍術，可將自己與敵人的靈魂封印至結界之中，要是被封印對象的身體在外面死亡了話，該身體持有者也會死亡，這是種專門與對方同歸於盡的靈魂禁術。
四獸包圍
四人共同使出的通靈術，召喚出各自的通靈物對敵人進行包圍。
- 「南門」次郎坊（次郎坊（じろうぼう））

聲優：三宅健太（日本）；林協忠（台灣）；盧志傑→李錦綸→巫哲棋（香港）
土遁忍者，身材壯碩，能吸取敵人的查克拉，使用「土遁」和「羅漢拳」的攻擊，為力量型的音忍，但在進行戰鬥時也不光只有蠻力，也會運用縝密計算過的戰略。
木葉崩潰戰中首度出現，跟其他三音忍結出「四紫炎陣」，作為大蛇丸跟「第三代火影」猿飛蒜山單獨對戰的地方，和丁次一樣不喜歡別人用肥豬、胖子之類稱呼叫他，在鹿丸偽裝成次郎坊想要矇騙其餘音忍四人眾時，才會因為沒有糾正多由也不禮貌的說法而露出破綻。
營救篇中跟秋道丁次展開激烈對戰，最後給吃下秘傳三色藥丸，化身為蝴蝶型態、力量增加了一百倍的丁次用「蝶彈爆擊」殺死。死後其細胞被移植至藥師兜體內。
第四次忍界大戰時期，被藥師兜以「穢土轉生」召喚，作為「曉」的戰力。與丁次展開對決，後使用「黃泉轉身術」將丁次等人帶到異空間。
雖然因復仇的執念而一度佔據上風，但後來仍被鳴人擊敗。名字取自于比良山的大天狗次郎坊。
咒印
咒印狀態二
此狀態下皮膚會變暗紅色，頭髮也會變長，力量增長為通常狀態的數十倍。
咒印狀態二·仇恨模式
因為對於報仇的強烈執念，使得咒印的力量獲得質的變化，其威力更加強大。
查克拉吸收
以手掌為媒介吸收他人的查克拉。
通靈·泥人偶
召喚出能不斷再生、吸收他人查克拉的巨型泥人偶，是全身由土構成的生物。
土遁
土陸歸來
將地面整個翻起進行防禦。
土陵團子
以查克拉翻开地面呈現圓盤型用於砸人。
土遁結界·土牢堂無
以半圆形土牆封住目標，施術者能吸收土牆內所有人的查克拉和修復土牆。
羅漢拳
為一種具有非常強烈的「剛性」體術，能輕易打飛使用超倍化之術的丁次。
昇膝
利用膝蓋攻擊把敵人往正上方踢飛。
突肩
崩掌
昇擊掌
壓掌
岩擊
四紫炎陣
四人共同使出的結界忍術，能使接觸到這暗紫色光牆之人，被烈火燃燒殆盡。
四黑霧陣
四人共同使出的封印術，將被封印的對象封印至特殊的棺材內，使封印對象的身體陷入假死狀態。
黃泉轉身
四人共同使出的時空間忍術，可將自己與敵人的靈魂封印至結界之中，要是被封印對象的身體在外面死亡了話，該身體持有者也會死亡，這是種專門與對方同歸於盡的靈魂禁術。
四獸包圍
四人共同使出的通靈術，召喚出各自的通靈物對敵人進行包圍。

### 音忍
- 宇智波佐助（うちはサスケ）

聲優：杉山紀彰（日本）；林凱羚（台灣）；黃麗芳（香港）
- 藥師兜（薬師カブト（やくし カブト））

聲優：神奈延年（日本）；陳宏瑋→何志威（台灣）；陳卓智→鄧志堅（香港）
- 幽鬼丸（幽鬼丸（ゆうきまる））

聲優：金井美香（日本）；曾允凡（台灣）；陳皓宜（香港）
擁有控制三尾力量的少年。
母親被紅蓮所殺，因此成為孤兒，自此便一直尋找著自己的「歸處」。他的力量被大蛇丸利用並企圖用來控制三尾，紅蓮也因此接到保護幽鬼丸的任務，在與幽鬼丸的接觸中二人產生了感情，幽鬼丸也認為紅蓮所在之處便是自己可以回去的場所，相當信賴紅蓮。
在與鳴人的偶遇中，自鳴人處得知「思念著你的人所在之處便是你的歸處」。
當藥師兜等人不惜犧牲幽鬼丸也要召喚三尾時，紅蓮一再出面保護幽鬼丸，並為此與藥師兜召喚的麟兒同歸於盡，但最終紅蓮被牛頭所救。
後來幽鬼丸和紅蓮離開並隱居。
- 紅蓮

聲優：宮島依里（日本）；丘梅君（台灣）；陳琴雲（香港）
「晶遁」忍者，將所有物質（不包括查克拉）瞬間結晶化，就算是空氣中的成份也行。
大蛇丸的女幹部，藍髮黑眼，衣服上有山茶花的圖案。
很早以前是大蛇丸身體的第一候補，曾有很長一段時間被冷落，後大蛇丸又重新啟用紅蓮，執行任務曾撞見旗木卡卡西等人，但兜和紅蓮不合。
兜用「死魂」召喚出的麟兒的蝙蝠超聲波能夠破壞晶遁，把紅蓮逼入絕境，為保護幽鬼丸，紅蓮拉住麟兒的雙手使之無法控制蝙蝠，並用晶遁與之同歸於盡，後來掉入海中，麟兒粉碎，紅蓮被牛頭的土遁所救，後來和幽鬼丸離開並隱居。名字取自于红莲华。
死生點穴
刺激心臟，把生命轉化為查克拉。
- 麟兒

聲優：內田夕夜（日本）；陳宏瑋（台灣）；巫哲棋（香港）
可以使用蝙蝠探查情報的忍者。
紅蓮所管理的基地中的一員，為了執行大蛇丸交給她的任務，紅蓮選拔了一些能力強的部下。麟兒一直等別人先拼個你死我活，然後在輕鬆被選上。
途中很多手下背叛紅蓮而被殺，而以麟兒為首的幾個人很聰明地選擇投靠紅蓮，認為大蛇丸是個有膽識的人物。稱呼紅蓮為“紅蓮大姐”。實為藥師兜的內應，想代替兜做聯繫人。
其後被兜殺死，作為他的收藏品。後來兜用「死魂之術」把麟兒召喚出來與紅蓮對戰，紅蓮用晶遁與他同歸於盡。
忍蝠
超音波感知
超音波攻擊
- 牛頭

聲優：斧敦（日本）；蕭徽勇（香港）
土遁忍者，身材高大、擁有強悍的力量，可改變身體構造。
他本是大蛇丸在邊境基地的人體試驗品，那裡全都是擁有咒印跟因遭到人體實驗兒獲得的特殊能力，属紅蓮管轄。因為大蛇丸有新行動，所以要挑選部下，只有牛頭、麟兒、濡羅吏、鬼鳳等16人在廝殺中幸存，作為紅蓮的部下，為大蛇丸效力，而即使同行的人連續出現反抗紅蓮的企圖，他依然默默跟隨並不多言。途中牛頭对紅蓮忠心耿耿，誓死保護著她，因為當年紅蓮在他瀕死時給他一瓢水，使他得以生還，他做的一切只是為了報恩，最終紅蓮被牛頭所救，和幽鬼丸一起離開了那個地方，過著幸福的隱居生活。名字取自于佛教中的牛头天王。
土遁·土龍隱身
利用挖地洞的方式潛在泥土下移動。
咒印
咒印狀態二
全身的細胞會變換成土分子組成的泥巴，就算全身被打散也能進行重新組成而復活。
泥漿彈
口中吐出大型泥彈，也可緩衝敵人的攻擊。
- 鬼霧

聲優：細谷佳正（日本）；李致林（香港）
煙系忍者，红莲所管理的基地中的一员。特徵是臉上戴有防毒面具。
為了執行大蛇丸交給她的任務，紅蓮選拔了一些能力強的部下。後來多數人叛亂只剩下麟兒、牛頭、鬼霧等組成小隊跟隨紅蓮。後來被藥師兜利用，種上了對身體侵害極強的咒印。最後與木葉一行人一戰被三尾 磯撫壓死。
死之咒印
使人的潛在能力完全強制引發的極強咒印，但也會不斷侵害身體，若是沒有定期服用特定藥物就會死亡。
煙分身
煙幕化作的分身。
多重煙分身
一次使出大量的煙分身。
鬼風之術
這是一種能消除味道到連忍犬都不會發現的煙忍術。
煙縛牢
操縱煙分身進行變化，並束縛住敵人。
滅臭煙牢
製造出掩飾自己及夥伴的煙幕，可斷絕自己對外的氣味。
- 鬼鳳

聲優：松田健一朗（日本）；古明華（香港）
煙系忍者，紅蓮所管理的基地中的一員。身材矮小，手上裝備有噴射煙霧的武器。
為了執行大蛇丸交給她的任務，紅蓮選拔了一些能力強的部下。後來被藥師兜利用，種上了對身體侵害極強的咒印。最後與木葉一行人一戰被三尾 磯撫壓死。
死之咒印
使人的潛在能力完全強制引發的極強咒印，但也會不斷侵害身體，若是沒有定期服用特定藥物就會死亡。
魔煙彈
從手上的煙霧砲中射出可製造濃霧的煙彈。
煙龍
從手上的煙霧砲中使出包圍及使人窒息的龍狀煙霧，物理攻擊無效，但怕水。
- 濡羅吏（濡羅吏（ぬらり））

聲優：利根健太朗（日本）；葉振聲（香港）
水遁忍者，紅蓮所管理的基地中的一員。青嘴唇，粉色頭髮，穿有防護套裝。
為了執行大蛇丸交給她的任務，紅蓮選拔了一些能力強的部下。後來被藥師兜利用，種上了對身體侵害極強的咒印。最後與木葉一行人一戰被三尾 磯撫壓死。
粘水塊
由身著的防護套裝產生黏液，可製造膜壁緩衝敵人的攻擊。
死之咒印
使人的潛在能力完全強制引發的極強咒印，但也會不斷侵害身體，若是沒有定期服用特定藥物就會死亡。
咒印暴走
由於濡羅吏被志乃所打敗而不甘心，導致因死之咒印暴走的肉體融合了形態變化的能力。
- 赤胴鎧（赤胴ヨロイ（あかどう ヨロイ））

聲優：桐本琢也→勝杏里（日本）；劉昭文→李錦綸（香港）
音忍村間諜之一。他的能力是吸收與其手掌接觸對象的査克拉，在中忍考試時被佐助以影舞葉和獅子連彈擊敗。
海之国篇投靠大蛇丸早期的研究夥伴阿馬奇，在海之国附近海域襲擊海上船隻，以便取得資金和人體實驗品，後與阿馬奇抢夺海之國的运金船時被志乃和井野聯手擊敗。
查克拉吸收
水遁·水分身
水遁·大瀑流
查克拉波動
魔幻·地獄業火
- 劍美澄（剣ミスミ（つるぎ ミスミ））

聲優：河本邦弘→小泉一郎太（日本）；翟耀輝（香港）
音忍村間諜之一。他的身體關節經過改造，擅於利用柔軟的身軀將敵人綑住，在中忍考試時被勘九郎以傀儡擊敗。
海之国篇投靠大蛇丸早期的研究夥伴阿馬奇，在海之国附近海域襲擊海上船隻，以便取得資金和人體實驗品，在海之國據點被井野的心亂身之術击败。
軟體改造
水遁·水分身
- 托斯·砧（ドス・キヌタ）

聲優：江川大輔
托斯為大蛇丸派來的音忍三人組的其中一人，其外形可怕，面部纏繞繃帶，無法看到他的表情。他很好戰，擅長利用聲音令對手去失平衡，但若處於下風，他會馬上求饒，為人工於心計。
在中忍筆試階段僅憑敏銳的聽覺，便得悉考場暗樁所寫的答案，並於死亡森林試煉中偕同薩克·鐙及金·土試圖殺害鳴人、佐助、小櫻，但遭遇小李、鹿丸、井野、丁次的干預及咒印覺醒的佐助阻撓而未能得逞，後於選拔預選賽中遇上輕鬆打敗秋道丁次獲勝，在正式選拔之前，由於查覺到他們被大蛇丸授予殺死佐助的任務，其實要他們作為測試佐助咒印的砲灰，他為了證明自己不只是誘餌，想得到第一回合跟宇智波佐助交手的機會，企圖對我愛羅下手，卻反被我愛羅以部分的守鶴之力所殺。
出生日期：6月12日 身高156.0cm 體重49kg 血型A型。
性格：有禮貌、穩重。
任務經驗：D級23次、C級12次。
響鳴穿
利用特殊的器具發出聲音的忍術，就算沒直接攻擊到對手也可以經由震動來傷害對手的鼓膜和三半規管，即使把耳朵堵住都毫無用處。
- 薩克·鐙（ザク・アブミ）

聲優：奧田啟人、保志總一朗（少年時代）
風遁忍者，奉大蛇丸的「命令」參加中忍選拔的音忍，小時候因為偷取人麵包被人追打讓大蛇丸所發現而收為旗下，性格好戰，對自己的實力很有信心，所以經常魯莽行事。手掌中央經過人體改造，有著小型的砲管，可從中釋放氣壓和超音波攻擊對手。
因意識到自己是大蛇丸挑出來的，所以非常傲慢，同時亦深信自己的存在價值是為大蛇丸效勞。後於選拔預選賽中遭油女志乃利用寄壞蟲阻塞掌心的空氣砲口，遭自己的空氣砲所傷淘汰出局，最後他被大蛇丸拿來做「犧牲品」以召喚「第二代火影」而死。
出生日期：9月14日（14歲，處女座）身高:157.3cm 體重：49kg 血型：AB型。
性格：愛出風頭、忠誠。
任務經驗：D級23次、C級12次。
斬空波
利用強大的空氣壓來攻擊對手的忍術，輕鬆將對手的手裏劍擊飛，甚至可以將遠處的對手吹飛。
斬空極波
利用空氣壓和超音波將對手一網打盡的絕技，馬上將地面掀起，此術需要消耗大量的查克拉。
- 金·土（キン・ツチ）

聲優：小池亞希子
她是中忍考試中唯一來自音忍村的女忍者，個性善妒，曾因忌妒小櫻的長髮而抓住她的頭髮。以千本為武器，於選拔預選賽中利用鈴鐺千本試圖誤導奈良鹿丸的判斷，但反遭對方利用「影子模仿術」牽制行動，頭部撞到牆壁而暈倒敗北，最後她被大蛇丸拿來做「犧牲品」以召喚「第一代火影」而死。
出生日期：7月6日（14歲，巨蟹座）。
身高：150cm 體重：39kg 血型：O型。
鈴鐺千本
利用長線和鈴鐺作為陷阱的千本。
- 阿馬奇（アマチ）

聲優：梅津秀行（日本）；曹啟謙（香港）
大蛇丸早期的研究夥伴，以前曾参与過了大蛇丸在海之國據點－鬼界島進行人體改造的研究，他在大蛇丸離開後仍繼續待在海之国附近海域襲擊海上船隻，以便取得資金和人體實驗品，他的手下是先前在木葉中忍考试时被大蛇丸冷落的音忍間諜—赤铜铠和剑美澄。他企圖建立能夠在水中戰鬥的忍者部隊進而統治世界，希望藉此打擊放棄這項研究的大蛇丸，其中海之國的女孩漁火被改造成不完全的魚人作為實驗體加以控制，其後阿馬奇成功的將自己改造成完整體的魚人怪物，最後與铠抢夺海之國的运金船時被木葉一行人擊敗逮捕。
變身術
魚人化
此狀態下就算還是保持人的模樣，身上的某些部位還是會出現有如龍般的綠色魚鱗，而且這種魚鱗還會完全抵禦苦無的攻擊。化作魚人後，只有眼睛跟臉外還有人的樣子，並且在此狀態下能自由在水中呼吸與游泳，就算游得有多深也不會有水壓的問題。
完全體
此完全狀態下就算保持著人的模樣，身上也不會出現有如龍般的綠色魚鱗。化作魚人後，只有眼睛的部份變成紅色的水晶體，臉也完全變成怪物的模樣。
水遁·大砲彈
從魚人化的完全體口中，吐出一顆由水構成的砲彈。
通靈·海坊主
一個全身都是由水組成的液態生物，除非是用強大的火遁或土遁重創它的核心，否則它都會吸收附近的水修補自己的身體。
- 死韻

聲優：中多和宏
田之國死韻一族的首領，盜賊團的頭目，後來被鳴人打倒。
其族人由於音忍者村的出現，多數都加入了音忍者村，導致一族的沒落。
操手裏劍之術
將高耐久性且充滿彈力的橡皮繩綁在苦無上，射出苦無攻擊目標，以手收回苦無。
魔笛·魔幻音鎖
- 麵麻

聲優：野島健兒
麵麻是鳴人為他取的綽號，真實名字不詳。
原本是盜賊團的一員，曾經襲擊田之國的村子，後來為自己的罪行感到後悔，為了阻止死韻毀滅村子的陰謀而引爆了山峰截斷洪流，自己也因此而喪生。
印記
身上有著在發動查克拉後，才會湧現出來的特殊印記。
忘卻之音
能藉由笛聲使他人或自己的記憶給忘卻掉，但隨著時間一長忘卻的記憶就會逐漸回來。
守護之音
能在自身周圍架設球狀的反彈型防禦結界，彈開一切的攻擊（木葉醫院的大火），並且還能漂浮於空中。
逆轉之音
能藉由笛聲使他人體內湧現出更多的查克拉，甚至增強查克拉外。
爆破之音
能藉由笛聲使音爆，並且音爆的強弱由施術者決定。引爆的半座山，成功攔截的洪水。

## 草忍者村

### 花派忍者
花派是草忍者村主張和平的派系，只在劇場版中出現。
- 龍舌

聲優：園崎未惠（日本）；林凱羚（台灣）
留著一頭銀色長髮，綁著綠色頭巾的女性草忍，有著似輪迴眼的環狀瞳孔為其特徵。和鬼燈城城主無為的兒子為青梅竹馬。
出現在火影忍者劇場版血獄，是草隱村花派的間諜，以囚犯的身分滲透進鬼燈城，任務是找尋「極樂之箱」並將其破壞。擁有轉生型的血繼限界，為了救鳴人用轉生忍術·龍命轉生把自己的生命轉送鳴人，享年16歲。名字取自于同名鸡尾酒龙舌兰。
火遁·鬼燈籠
自身周圍浮現出無數個有著般若外貌的火球，朝著目標攻擊。
龍命轉生
出現於「劇場版－血獄」中，草隱草花派的龍舌血繼限界，這是建立在陽的性質變化之下的轉生忍術。擁有能將施術者的「生命」藉由吻分給他人，使他人繼續活下去，但這是「生命」的轉讓是一次性的，所以只要施展一次施術者就會「死亡」。

### 實派忍者
實派是草忍村的主戰派系，只在劇場版中出現。事後因為此事件被木葉忍者村、岩忍者村和雲忍者村三村都要求草忍者村要負責，使得草忍村的高層為了生存並判定全部實派的忍者為叛忍全部直接送到「鬼燈城」
- 無為

聲優：寺杣昌紀（日本）；陳幼文（台灣）
草忍村受各國忍村委託而建成的忍者監獄「鬼燈城」的城主，并是草忍村內主戰派系草之實派高層，因為無為一族世代相傳禁錮術，所以被任命為使草忍村差點可以奪取忍界的六道仙人終極兵器極樂之箱的戶守，在鬼燈城內如君臨天下般存在，在鳴人入獄前沒有囚犯膽敢挑戰起權威，在鳴人挑戰其失敗後不少囚犯想殺死他解除禁錮術均失敗，十年前曾在草之實派四長老監督下，將親生兒子無垢作為可以滿足一切願望的極樂之箱的鑰匙而推送進內，可惜無垢的查克拉并不足以開啟極樂之箱，此後一直非常自責，暗地裡做了叛逆草之實派四長老的事情，鳴人被押送到鬼燈城後原本想利用鳴人的九尾人柱力查克拉開啟極樂之箱後來在鳴人回答其村子的定義時逐漸對鳴人改觀而產生憐惜之情，在監獄動亂中識破鳴人的計謀，成功利用鳴人的查克拉開啟六道終極兵器并說出想見兒子無垢一事，無垢出現後因為怨恨父親的無情將其偷襲重創而倒下，在木葉眾人跟無垢脫變成的“悟”被制服時鼓足殘力對其施展強大禁錮術，意在父子倆能同生共死，在鳴人的螺旋丸手裡劍攻擊下“悟”時不閃不避，變回人類無垢，父子短暫傾情後無垢的再一次失控而在此偷襲無為，最終死在鬼燈城內的天使像。死後鳴人將他葬在龍舌左邊。
火遁·天牢
把火屬性查克拉聚集在手中烙向目標使對方不能使用查克拉，中此禁錮術者若果強行使用會虛脫倒下，擅自從陸路逃出鬼燈城者甚至會自燃而亡。
火遁·豪火天牢
火遁·天牢的強化版，無為在木葉眾人制服無垢所脫變成的“悟”後所施展，強大如“悟”也被此招禁錮行動。
火遁·天牢火劍
把火屬性查克拉聚集在手中成火劍穿透對方，能使對方刹那間燒成焦炭。
草影流·發破掌
草忍村獨有體術，集各忍村體術特點而成，來去如風，特點是先避其鋒，攻其不備，無為用此招制服鳴人及平息鬼燈城囚犯暴動。
- 「丑」「寅」「未」「申」四長老

聲優：菊本平、坂卷學、佐佐木省三、佐藤忍（日本）；林協忠、郭馨雅、江志倫（台灣）
草忍村主戰派系草之實派的領導者，四人分別以丑“牛”，寅“虎”，未“羊”，申“猴”（女）的面具作分別，都是草忍村元老并修習成強大的禁錮術，連在四人要挾下變身成鳴人暗殺岩忍兩名上忍，雲忍三名上忍并企圖行刺四代目雷影的湯之國百變華山在被四人利用完後，被未“羊”的防禁錮術結界一招擊敗，十年前無垢被推送進極樂之箱的策劃者，目的是開啟極樂之箱許願復興積弱多年的草忍村，進而奪取忍界，在無為許願說出想見回兒子無垢後想抹殺無為，被無為所救的百變華山打斷，在無垢脫變成“悟”後“羊”面具被打破而被吸入極樂之箱，其餘三人生死不明。
禁錮術·禁錮結界
防禦型禁錮術

### 草忍
- 草地

草忍村的實力型中忍，把中忍考試當一場賭博，為實行賺錢大計的諸侯服務。第三場正式考試時，他授命於諸侯，要讓砂忍村的我愛羅不能勝出跟宇智波佐助的對戰。但最後死於我愛羅的砂忍術下，得年20歲。
- 綠意

出現於第13集第39頁。草忍村的中忍，與草地一起聯手對付準備步入會場跟佐助對戰的我愛羅，但最後也死於對方的砂忍術下，得年20歲。
- 無垢

聲優：中村悠一、河西健吾【少年時期】（日本）；何志威、曾允凡【少年时期】（台灣）
劇場版原創人物，鬼燈城主無為之子。

## 瀧忍者村

### 瀧忍首領
- 澀木

聲優：千葉一伸（日本）；江志倫（台灣）
水遁忍者，瀧忍者村的年輕首領，心性怯懦，但是熱愛村民，為了保護村子喝下「英雄之水」與來犯敵人展開激烈交戰。
水遁·水龍彈
瀧忍流·水之劍
為瀧忍者村特有的水遁忍術，能將水凝聚成刀劍斬殺敵人。
英雄之水
為瀧忍者村首領所特有的禁藥，是種強制引發人體細胞中所蘊藏的查克拉，越是年輕的肉體所引發的查克拉越多，但卻要付出自身的壽命作為代價。

### 瀧忍
- 角都

- 楓

聲優：白石涼子（日本）；曾允凡（台灣）；林元春（香港）
「七尾 重明」的祭品之力，綠頭髮深色皮膚少女，橙色瞳孔，被「曉」的角都和飛段擒獲。
第四次忍界大戰時期，被藥師兜以「穢土轉生」召喚，作為「曉」的戰力，而後身體被鳶製作成新的「培因六道」之一，並跟隨鳶與鳴人和殺人蜂交戰。和其餘尾獸一同釋放尾獸玉對抗鳴人與殺人蜂。
在與鳴人交戰期間進入尾獸的精神世界，並與鳴人對話。
之後由於鼬解除了兜的穢土轉生，其靈魂也脫離了穢土轉生的束縛而消失。
秘術·鱗粉隱
口中吐出會發光的鱗粉遮敝敵人視線。
尾獸化
狀態一：釋放尾獸查克拉形成外衣保護自己。
狀態二：將尾獸化型態強制壓縮在人形身體中。
完全尾獸型態：完全變化為七尾的型態，可釋放尾獸玉。
蟲食咬
七尾狀態下使用的招式，快速以七條尾襲擊敵人。
尾獸玉
祭品之力在尾獸化之後的最強招式，攻擊方式是將大量的査克拉結合壓縮成一個超高密度的黑色査克拉球，最後向前釋放出的能量衝撃波。
- 水煙

聲優：內田直哉
瀧忍者村上忍，水遁忍者，澀木的師傅，但卻背叛出走並且聯合雨忍攻入村子以搶奪「英雄之水」，最後被宇智波佐助跟漩渦鳴人聯手殺死。
瀧忍流·水之劍
- 方機

出現於第5集第140頁。瀧忍者村的下忍，參加中忍考試時為17歲。瀧忍者村曾派出兩組共6名的下忍參加考試，他是其中之一人。雖然順利通過第一試，但在第二試『死亡森林』考試時被淘汰。
- 斬藝

喜好金錢，專做賣屍賺錢的任務，曾把前木葉「守護忍十二士」之一 地陸之屍首賣給別人，認識角都。
於漫畫331話（動畫則是疾風傳片末短劇）被木葉擒獲並交由森乃伊比喜的拷問班審問。

## 湯忍者村
- 飛段

聲優：寺杣昌紀（日本）；林協忠（台灣）；何承駿→關令翹、巫哲棋（代配）（香港）
- 火山

聲優：廣田行生（日本）；江志倫（台灣）
是位把變身術發揮的出神入化而獲得「百變火山」這個稱號的湯忍，能單獨闖去刺殺雷影並活著回來，其實力更不用說。膝下有個兒子。最後死在悟的手裡。名字取自于火山。
雙鐮
有著鎖鏈相連的兩把小型鐮刀。

## 渦之國（渦潮忍者村）
鳴人的母親的忍者村，是木葉千手一族的遠房親戚所建立的忍者村，善於各種封印術，包括四象封印、屍鬼封盡等。有「長壽村」之名，但後來被其他國家毀滅了，動畫476話忍界聯軍的地圖顯示原渦之國被併入湯忍者村的所屬國度。至今木葉忍者村依然將渦潮忍者村的村徵印在他們的馬甲上，為了紀念過去兩村的友好關係，以及確實有這個村子存在過。相傳漩渦一族都有一頭紅髮和旺盛的生命力。
- 漩渦阿史那（うずまきアシナ）

渦潮忍者村的村長，亦是漩渦一族的族長。擅長封印術，是木葉封印術之祖。
生前曾與以千手柱間為族長的千手一族聯盟。
- 漩渦水戶（うずまきミト）

聲優：下川江那（日本）；林凱羚（台灣）
出身自漩渦一族，初代火影 千手柱間的妻子，綱手的奶奶。初代九尾祭品之力。後成為木葉村忍者。
陰封印
能將平常沒有用到的查克拉，一點一滴的儲存在額頭，只有在需要時才解除封印，釋放出儲存的所有查克拉。
- 漩渦九品(玖 欣 奈)（うずまきクシナ）

聲優：篠原惠美（日本）；蔣篤慧（台灣）；鄭麗麗（香港）
鳴人的母親，第四代火影 波風湊的妻子，第二代九尾祭品之力。後成為木葉村忍者。

## 鐵之國
由被稱作三狼的三座山建立起來的國家，三狼從左邊開始分別是「狼起山」、「狼食山」跟「狼哭山」，是擁有獨立的文化，獨立的權限，以及獨立的戰力的中立國，很久以前就不允許忍者出手，鐵之國是由一班稱為『武士』的人守衛著國界，而且『武士』也會把查克拉集在武士刀上。因為『三狼』有個可怕怪物的傳說，所以三座山的名子都帶有都狼這個字。
在以前三狼的三座山上分別各有一個忍村，分別叫做「狼起之里」、「狼食之里」跟「狼哭之里」，前兩個忍村在（疾風傳）十年前被雨忍者村佔領過而滅亡，後來被「狼哭之里」的熊膽一族以『青火粉』所開發的武器擊退。「狼哭之里」也因為這件事加上本身是個能採集各種藥草而獲得「藥之國」美名的村子，而在幾年前發動的中立宣言。
在三狼上居住著一種一年四季都會出現，酷似螢火蟲的蟲，名叫將軍庶蟲，這種蟲的雌性會散發一種味道，男人很喜歡，女性更喜歡拿來做香水。要是處理不好使用者會遭到雄性的將軍庶蟲們包圍，並且這也是止咳藥的原料，不過這也能當最作追蹤目標的手段。
太古時期三狼上居住了一個名叫狼咽的怪物，頭如狼，身似虎，大嘴裂至耳側，利齒如劍叢生，背後的觸手看上去像銀色的海藻一般。據說它是一頭活了千年，身藏妖力的古狼。之所以不把它分類為尾獸，是因為狼咽沒有理性，只憑本能行動。它貪婪的汲取著人類的查克拉，並賴以維生。最後由虎吞一族的祖先封印在虎吞神社裡。狼咽的弱點在背後，但弱點卻被背後長著能吸取人類查克拉的觸手保護著。
官方小說《火影忍者迅雷傳 孤狼哭泣之日》有鐵之國的詳細解說。

### 武士
- 三船

聲優：長克巳（日本）；陳幼文（台灣）；林國雄（香港）
是與五大國中立的鐵之國大將，武士的首領，使用武士刀「黑澤」，擁有在忍者結印前就先發制人的高明刀法。
在默默無聞之時，曾與雨隱村的首領半藏交手，被半藏的鎖鏈鐮刀二段攻擊擊敗，三船的刀被擊破，頭上也留下了傷痕，之後三船開始臥薪嘗膽，貫徹自己的信念修行。
在曉抓走八尾之後（只是八尾的一個觸角），雷影邀請了其他四影，召開了史上並不多見的「五影大會」。而大會舉辦地點就在鐵之國，而身為鐵之國大將的三船也就作為大會主席。
在大會過程中，一度被段藏用宇智波止水的瞳術所控制，差點將忍者聯軍的指揮權交給段藏。
隨後發現宇智波佐助等人潛入了五影大會，三船率眾武士阻擊，並與宇智波佐助交手，速度奇快，劍術高超。曾向佐助攻擊一次，被擋住。
五影正式達成協議，首支忍者聯軍成立，向和平盡忠的三船也率眾武士參與第四次忍界大戰，同時擔任第五部隊：戰鬥特別部隊隊長。
戰鬥中，三船率領第五隊支援了被半藏、千代婆婆、君麻呂攻擊的奇襲部隊，在半藏的手下救了奇襲部隊隊長勘九郎一命，並與半藏交手，也是兩人時隔多年之後再度交手。
三船這一戰中再次展現了不凡的實力，貫徹自己的信念，用自己的信念感化了半藏（半藏割腹中毒被封印）。
名字出自于日本演员三船敏郎 形象来自七武士
居合斬
利用拔刀的弧度與刀鞘產生的摩擦力製造瞬間的爆發力一刀砍開對手。
一閃
居合斬的應用，使用拔刀術進行快速的斬擊。
- 衝助

聲優：高橋英則（日本）；林協忠（台灣）
三船的手下。
- 裏角

聲優：遠藤純平
三船的手下。

### 流浪武士
因為某種因緣而遭到鐵之國流放的武士。
- 帶刀

聲優：入江崇史
是位即使遭到流放，也始終信仰著"和"的武士。其實力連一般上忍也不是帶刀的對手，甚是還能藉由將風屬性的性質變化注入是手中的刀，藉此輕鬆斬殺蠍的人傀儡，但最後因為中的蠍的毒，而死於蠍的手上。
第四次忍界大戰時期，被藥師兜以「穢土轉生」召喚，作為「曉」的戰力，和輕帶領的小隊遭遇並交戰，最後因遺願完成而自我了斷，解除了穢土轉生的束縛。

### 狼哭之里
那是個遍佈綠野，可以採到各式各樣的藥草的村子，所以也被稱為「藥之國」。那裡原本是個居住有著各個忍者一族的小型忍村，雖然不如五大國那樣交游廣闊，卻有不少零碎的委託，再加上賣藥的錢，村子可以說是過得還不錯。但後來因練成的可燃的粉末『青火粉』，在幾年前發動的中立宣言，不再當忍村的。這裡可是有著高達八十八座鳥居的美麗村子，另外在狼哭之里持有催幻劑是死罪。

#### 虎吞一族
是種使用催幻劑來發動幻術，更是世世代代守護狼咽封印的忍者一族。為當初贊成狼哭之里獨立的反對派。
- 虎吞天魔

為（疾風傳）十年前一族的當家，在封印狼咽之時，不盡被狼咽偷襲身受重傷，使自己的妻子死亡，但再最後一刻將狼咽封印在自己的二兒子輝南體內後，因傷重不治而亡。
催幻劑
為虎吞一族所調製的藥，在發動虎吞一族的秘傳術催幻術所用的藥，是一種能擾亂視覺、聽覺、半規管的違法藥物，一不小心會變成毒蟲的！由於原料在狼哭之里都找著在，所以一般人也能輕易調製，雖然品質很差就是的。
催幻劑『虎打狼』
為虎吞一族的秘藥，利用催幻劑的原料，加上虎吞一族的血液，並在虎吞一族的體內練成。虎打狼雖然是催幻劑，但與其他藥材混在一起卻會變成強力的鎮痛劑。為鼬拿來緩衝因萬花筒寫輪眼所造成的痛苦！
催幻術
為虎吞一族的秘傳術，利用一種名為催幻劑的藥來施展幻術，但這術的本質比起幻術更接近催眠術。催幻術只要施術者不解開，就很難破解。
虎狼通心
能藉由完全催眠使他人忘記某段記憶，也能藉由完全催眠操控著他人的行為。天魔曾用它操縱過狼咽。
封印術.狼咽虎吞
為虎吞一族的秘傳術，是專門用來封印狼咽的封印術，必須在狼咽被釋放出來的前十分鐘，對準狼咽的弱點進行封印，把狼咽封印在石碑裡，但封印的效力只有七年。
- 虎吞零志

為天魔的大兒子，是連翹堂（Llianqiao）的主人，位於狼哭之里西邊的虎吞神社的後面，是鼬經常光顧的藥店。身上穿著一件鬆鬆散散的藤色和服，束著一條長辮子的男子。最後未了封印狼咽也死的，是位愛護弟弟的好哥哥。
催幻劑『虎打狼』
催幻術.虎狼通心
- 虎吞輝南

為天魔的二兒子，赤裸著上半身的男孩，個性方面跟鳴人極度相似，手藝很好。稱呼鼬為「鼬先生」。原本是封印狼咽的容器，但卻因為零志的犧牲跟佐助的幫助下，擺脫的狼咽，後來在佐助的刻意安排下，成了村子的英雄，但本人卻沒有這方面的記憶。
催幻劑『輝南特製Special』
為貴奈自己特製的催幻劑，好像還沒經過人體試驗的樣子？！

#### 虎膽一族
為當時贊成狼哭之里獨立的贊成中立派。
青火粉
練成的可燃的粉末『青火粉』，而且觸水也會爆炸。本來『青火粉』只是在練成不老不死、能治百病的仙藥時，偶然誕生的東西。之後村裡的熊膽一族更是在裡面加入的伙石、硫磺、木炭等東西，增幅的爆炸的威力。

#### 熊膽一族
因為是當時贊成狼哭之里獨立的贊成派，所以放出謠言中傷虎吞天魔。靠著『青火粉』所賺到的錢，早已離開的村子，並且按規定，不管熊膽一族的人身處於何處，都能拿到村子賣『青火粉』所賺到的錢。
小筒
是改良的吹箭的武器，利用『青火粉』觸水就會爆炸的原理，把『青火粉』裝進小筒裡，因為人噴出去的氣體中所含著的水分會使『青火粉』爆炸，從筒口飛出碎時來。據說它的威力有一般吹箭的兩百倍。
長筒
為較長的小筒，能射的比小筒更精準更遠。
大筒
是小筒的大號版，不用人吹氣，筒裡面就有水流。大筒的『青火粉』是小筒的幾十倍，飛出去的碎石就好像岩漿一般。
地玉
把事先摻了一點水的『青火粉』裝進球裡，一旦受到壓力就會爆炸。壓力的大小可以自行調整，所以按照設置，就算是體重較輕的小孩誤踩到也不會爆炸。據說威力是引爆符的好幾倍。
地玉原
將複數的地玉分散埋在同個地方。
空玉

#### 仙道一家
在狼哭之里宣布獨立以來，失去工作的忍者就開始拉幫結隊的做壞事，其中以仙道地龍為首的忍者開始販賣劣質的催幻劑，更是不停的打探虎吞一族的虎打狼。最後在仙道一家家主仙道地龍發瘋後，就被迫解散的。
- 仙道地龍

為創立仙道一家兼現任家主，披著一件衣角紋著白龍圖案的黑色和服，頭上剃得光溜溜的，白色的變角與鬍鬚混在一起推滿的臉頰，看起來四十歲左右的男子。最後被佐助用萬花筒寫輪眼的幻術，破壞的整個大腦成了廢人，只能不斷重複貴奈英雄事蹟的說書人。

## 波之國
- 達茲納（タズナ）

聲優：青野武→牛山茂（日本）；陳宏瑋（台灣）；黃子敬（香港）
在波之國中無人不識的造橋名人，因此成為了獨霸上事業的卡多的眼中釘，但為了解決波之國的貧窮現況，面對危險也努力不懈地建造一條有助物流與交通的橋樑，因而惹來再不斬等的襲擊。於再不斬事件落幕後，將新築成的大橋命名為「鳴人大橋」。兩年後，他與伊那利來到木葉忍者村協助重建工作時，亦與鳴人再度會面。
- 津奈美（ツナミ）

聲優：渡邊美佐（日本）；蔣篤慧（台灣）
身為伊那利親母，曾為了他自願作卡多的人質，因此看出她的母愛表現。
- 伊那利（イナリ）

聲優：石川靜（日本）；丘梅君（第一部）→郭馨雅（第二部）（台灣）；黃玉娟（香港）
在年少時，曾因為他寵物波奇被同村小孩搶去一事而認識凱沙，可能是自少失去父親，因此整天待在凱沙的身旁，但自他死後就失去自我。在認識了鳴人之後，從新認識到英雄的定義而振作起來與村民共同對抗卡多。兩年後的伊那利已經長大，與達茲納來到木葉忍者村協助重建工作時，亦與鳴人再度會面。
- 凱沙

聲優：高瀨右光（日本）；林協忠（台灣）；劉昭文（香港）
伊那利最崇拜的人，因為曾在波之國一次水災中勇敢地跳入提灞中，因而解救了整個國家，因而被人們稱為英雄，但卡多來了後將他以發動恐怖活動的罪名將其處死。
- 卡多

聲優：坂東尚樹（日本）；林協忠（台灣）；陳曙光（香港）
以財力入侵波之國的卑鄙小人，經營毒品、密制品販賣的典型，最終他反遭失去雙手的再不斬殺死。
- 法拉急（ワラジ）

聲優：酒井敬幸
卡多的護衛，使用居合劍，在捉拿津奈美及伊那利之時被鳴人的分身所打敗。
- 卓利

聲優：奧田啟人
卡多的謢衛，使用居合劍，在捉拿津奈美及伊那利之時被鳴人的分身所打敗。

## 熊之國 星忍者村（動畫原創）
領導者自稱為「星影」，不同於冠上國號的五影，而是以村名自封的忍者村首領，擁有比照木葉村的暗部及運用起爆符的火槍部隊。

### 星影
- 初代星影

開創星忍者村與發現能利用200年前的隕石進行名為孔雀妙法的星星修煉之人，並以星影之名自居。
孔雀妙法
星星修煉所開發出來的秘術，能將查克拉的活性化發揮至極限，並在施術者背後幻化出孔雀的尾翼，再幻化出各種不同的查克拉的形態進行戰鬥。
- 第三代星影（三代目星影）

聲優：石波義人
發現星星修煉的副作用會對人體產生傷害、甚至致死，因此明令禁止再進行星星修煉，最後被赤星及兩名同夥暗殺。
- 「代理星影」赤星（アカホシ）

聲優：宮本充（日本）；林保全（香港）
為了村子的未來不惜殺害第三代星影，甚至犧牲村子未來的棟樑也無所謂的愚昧之人，並以不正統的方式習得孔雀妙法，最後自己說出真相，被夏日星的靈體和鳴人聯手擊敗。
孔雀妙法
孔雀妙法·附
能讓星星查克拉附著於其他東西上（小鳥腳上的紙條）。
孔雀妙法·噬
具有吞噬他人的星星查克拉來增強本身的力量。
孔雀妙法·龍
幻化出有如「龍」形態變化的怪獸進行戰鬥。

### 星忍
- 夏日

聲優：深見梨加（日本）
斯瑪魯的母親，星忍村上忍，之後死於赤星之手。
孔雀妙法
孔雀妙法·移
利用星星查克拉幫動自己無法搬動的事物。
孔雀妙法·瞳
將星星查克拉集中於瞳孔上後，並能窺視到查克拉所遺留下的痕跡。
孔雀妙法·翼
在背後幻化出兩對羽翼，飛向天空。
孔雀妙法·念
畫下「念」字術式，讓自己的星星查克拉留下來，會呼應至親的查克拉，再以類似分身的形式出現。
- 螢火

聲優：小山力也
斯瑪魯的父親，星忍村上忍，因體內的查克拉達到活性極限而死亡。
- 斯瑪魯（スマル）（港譯：斯麥爾）

聲優：浪川大輔
星忍者村少年。
孔雀妙法
孔雀妙法·獸
幻化出一隻野獸般的怪獸攻擊他人。
- 北斗

聲優：恒松步
斯瑪魯的夥伴。
孔雀妙法
孔雀妙法·繩
幻化出一條繩子束縛他人，曾用此招把鳴人吊起來過。
- 三連（港譯：三連星）

聲優：青山桐子
斯瑪魯的夥伴，因體內的查克拉達到活性極限而瀕臨死亡，之後被救回。

## 匠之國 匠忍者村（動畫原創）
擅長發明忍具的忍者村，各國忍者的忍具都是由他們所供給。
- 「百舌鳥」晴明（セイメイ）

聲優：諏訪部順一（日本）；伍博民（香港）
為匠忍者村的創始者。名字取自于阴阳师安倍晴明。
百舌鳥
晴明將自己改造成轉生忍具，藉由鋼鐵牢籠吸收他人的查克拉以及獻上一人的生命便能以「極致忍具」之姿復活。
風遁.剛空砲
吐出兩到三顆具有棒球大小，且高密度的風壓彈。
- 寶龜

聲優：森田順平（日本）；胡家豪（香港）
「四天象人」之中最為瘦弱的男子，最後為了晴明獻上自身生命。名字取自于神龟和四神兽之一的玄武。
暗牙
為匠忍者村所製造的漆黑大劍，效果不明。
忍具結界.逆鱗陣
利用匠忍者村的忍具，在三條水脈的交界處外的三個點，進行結界定位讓水脈的交界處形成一條水龍襲擊目標。
- 龍眼

聲優：桐井大介（日本）；李致林（香港）
「四天象人」之中性格非常令人討厭的小鬼，最後死於勘九郎的黑秘技之下。
龍眼牙離暗刀
為匠忍者村所製作的三叉型自在劍，劍身能像蛇一樣隨意擺動又像是橡膠一樣的隨意伸縮，且劍刃可根據使用者的查克拉所化成不同等級的龍進行戰鬥。名字取自于水果龙眼以及四神兽之一的青龙。
忍具結界.逆鱗陣
- 水虎

聲優：石住昭彥（日本）；古明華（香港）
「四天象人」之中體型最為壯碩的大漢，最後死於我愛羅的守鶴之矛之下。名字取自于日本妖怪之一的水虎和四神兽之一的白虎。
流星錘
無限孔鎧
為匠忍者村所製作的簡易型鎧甲，除了擁有的減輕創傷的功用外，還能無限吸收他人查克拉。
忍具結界.逆鱗陣
- 孔雀

聲優：澤海陽子（日本）；朱妙蘭（香港）
「四天象人」之中使用雙劍的風遁女忍，最後死於手菊的風遁之下。名字取自于孔雀和四神兽之一的朱雀。
單筒望遠鏡
孔雀雙劍
為匠忍者村所製作的雙子劍，擁有能當成單劍或是雙劍戰鬥的形態，能將風屬性查克拉的消耗降至最低，並將風遁威力強化至極限，換言之是能隨意操控風的雙子劍。
孔雀.飛翔雙劍
劍從一把分裂城兩把。
風遁.風反轉
一劍斬在他人的風遁上時會反彈其風遁。
風遁.風斬
揮出充滿風屬性查克拉的斬擊。
風遁.旋毛風
揮出強大的旋風攻擊敵人。
忍具結界.逆鱗陣

## 鳥之國（動畫原創）

### 大名及核心人物
- 鷺

聲優：關智一（日本）
- 朱鷺

聲優：長澤美樹（日本）
- 孟宗

聲優：寶龜克壽（日本）
- 紅明

聲優：田原アルノ（日本）

### 候鳥忍者
為聚集在鳥之國的流浪忍者所組成的組織。
- 法器

聲優：戶谷公次（日本）
是「鳥之國編」中登場的流浪忍者，是候鳥忍者中的老大，但被鳴人解決。
幻術·朧分身
火遁
鳳仙火
豪火球
水遁
水分身
水龍彈
- 北極星（ホクシン）

聲優：水內清光（日本）
是一位自以為自己的實力以強到足以讓卡卡西對自己動用寫輪眼的程度，但最後被沒動用寫輪眼的卡卡西三兩下解決。
- 流

聲優：伊藤榮次（日本）
一位擅長使用自創的忍術來戰鬥的忍者，但最後被卡卡西解決。
包羅萬象·同化之術
這是種能讓自身肉體融入附近隨便一種萬象性質的忍術。例如石化、沙化等。不過推測這是種還沒完成的忍術，所以不能完全帶入性質。
岩石戰車
為岩石版的肉彈戰車，其威力比真正的肉彈戰車還要強。
岩石風暴
砂漠柩
此術原型為我愛羅的砂縛柩。
砂漠送葬
此術原型為我愛羅的砂瀑送葬。

## 雪之國 雪忍者村
只在劇場版中出現。
- 風花早雪（風花早雪（かざはな そうせつ））

聲優：石塚英彥（日本）；劉昭文（香港）
小雪的父親，前雪之國國王，期望能為雪之國帶來春天而開發了大型的發熱器，但尚未完成。
十年前死於弟弟風花怒濤之手。
- 風花小雪（風花小雪（かざはな こゆき））

聲優：甲斐田裕子、美山加戀（幼年期）（日本）；林凱羚（台灣）；黃玉娟（香港）
雪之國的公主，在風花怒濤叛變奪取雪之國時，被卡卡西所救，後來為躲避仇家，到了火之國當女演員並且化名富士風雪繪（富士風雪絵（ふじかぜ ゆきえ））。
然而卻因小時候受到的創傷而導致了她消極悲觀的個性。身上握有開啟父親寶藏的鑰匙——六角水晶。
最後在鳴人的影響下解開心結，怒濤被打敗后成為雪之國的新女王。
- 風花怒濤（風花ドトウ（かざはな ドトウ））

聲優：磯部勉（日本）；盧國權（香港）
本片終極敵人，小雪的叔叔，開發出查克拉盔甲。
十年前率領雪忍奪取雪之國，想要找出哥哥風花早雪所擁有的寶藏。
最後被漩渦鳴人擊敗。
冰遁
黑龍暴風雪
單手召喚出黑龍。
雙龍暴風雪
雙手召喚出兩條黑龍。
- 狼牙雪崩（狼牙ナダレ（ろうが ナダレ））

聲優：鈴置洋孝（日本）；陳卓智（香港）
十年前似乎與旗木卡卡西有一段恩怨。
熟練冰遁忍術，然而因為太過依賴查克拉盔甲，而被卡卡西以體術擊敗。
冰遁
一角白鯨
創造出一角白鯨，攻擊敵人。
破龍猛虎
創造出一隻老虎，威力可以衝破水遁·水龍彈之術。
狼牙雪崩
可製造雪崩，雪崩中會有狼群攻擊敵人。
- 冬熊冰雨（冬熊ミゾレ（ふゆぐま ミゾレ））

聲優：金子はりい（日本）；謝潔貞（香港）
使用各種冰遁，其查克拉鎧甲能夠捕捉敵人。
被小櫻與佐助聯手擊敗。
- 鶴翼吹雪（鶴翼フブキ（かくよく フブキ））

聲優：唐澤潤（日本）；張錦江（香港）
使用各種冰遁，其查克拉鎧甲能夠隨意飛行。
被小櫻與佐助聯手擊敗。
冰遁
燕吹雪
從空中凝結出飛燕狀的冰錐，屬於遠程（回向）攻擊忍術。
冰牢
單手放進雪地上，就會創造出冰山/柱，被擊中的人會被冰封，也能防禦火遁·豪火球之術。
- 淺間三太夫

聲優：西川幾雄（日本）；招世亮（香港）
雪之國的大臣，後來當上小雪的經紀人，目的是要將公主帶回雪之國。
回到雪之國後帶領大家反擊，被風花怒濤以苦無連射機關殺死。名字取自于甲贺忍者百地三太夫。

## 菜之國 花忍者村（動畫原創）
擅長使用名為「花忍術」當作秘傳術的忍者村，而且每位花忍所用的花都不盡相同。
- 春菜公主

聲優：深水由美（日本）
- 菊之介

聲優：古澤徹（日本）
是守護菜之國的公主春菜的雙護衛之一，最後為了守護春菜公主而被邪忍殺害。
花手裡劍
無數株百合化作手裡劍朝著敵人射去。
百花齊放
使敵人腳下的花爆炸。
幻術·鏡花水月
使敵人陷入無數百合飛舞的幻境之中，最後無數的百合化作引爆符爆炸。
- 百合之信

聲優：渡邊英雄（日本）
是守護菜之國的公主春菜的雙護衛之一，最後不但守護了春菜公主還替菊之介報了仇。
花手裡劍
無數株菊花化作手裡劍朝著敵人射去。
花手裡劍·飛花落葉
花手裡劍群宛如有意識般能追蹤敵人，並攻擊敵人。

## 山之國 陽炎之村（動畫原創）
座落於山之國深山之中。30年前與木葉村交戰，起初實力強大到能與木葉村抗衡，但在主力離村後被木葉村突襲而實力大減。敗於木葉的一周後，派出其知名的機關忍者玄能潛入木葉村，花了兩個半月在各處設置起爆符，試圖讓主力能在混亂中一舉殲滅木葉村。敗於木葉的三個月後，主張抗戰的村長在一場意外中身亡，新村長與木葉村簽訂停戰條約，沒再指派後續任務給玄能。停戰的兩周後，陽炎之村仍處元氣大傷且剛停戰有所鬆懈，被谷忍者村突襲滅亡。起爆符於30年後才被發現，一度使木葉村進入緊急狀態，但事實上所有機關都已被放下仇恨的玄能解除。
- 「機關高手」玄能

聲優：城山堅（日本）；譚炳文（香港）
是位擅長設置機關與間諜的超一流忍者，擁有把木葉耍得團團轉的智慧，即使衰老重病也有不輸小李體術的實力。
過去他有一個兒子，也是一位忍者，在木葉進攻陽炎之村的戰爭中陣亡，由於長相跟鳴人很相似，最後成為玄能放下仇恨的契機。
符咒
舊式起爆符
新式起爆符
符咒術.意念引爆
能依照自身意念自由引爆起爆符的符咒術。
幻術
機關術
煙霧觸動裝置
在自身身上設下他人觸碰時，就會跑出煙霧的機關。
標靶型引爆裝置
連環引爆陣
讓埋著大量起爆符的地區，同時引爆那些起爆符。
土石流葬
引爆蘊藏於岩石之中的起爆符，造成土石流現象埋葬他人。
通靈.忍鷹
有白色與紫色交織的羽毛的老鷹。

## 鎖之國 錠前之里
鎖忍的名言－1.為了情報而生、2.一旦上了鎖的鎖鏈，死也不會打開。
- 花玲

聲優：武田華（日本）
小時候與卡卡西有段因緣的女忍者。
結印術·瞳印
用瞳孔結的印。

## 撫子村
為出現於動畫455集「撫子女忍者」的忍者村，是位於有兩座一大一小的高山上，分別建有一個村子，兩座高山的中間有一座巨大的木橋相連著。
這個忍者村完全是由女性所組成的忍者村，也就是說這村子的人只會生下女孩，所以這個村的村長候選人都會向村外的身手高強之人挑戰，能戰勝自己的實力超群之人，就會招贅回到「撫子村」當中，這也就是村長的命運。
- 靜

聲優：雪野五月（日本）
是下任村長的候選人也是上任村長的弟子，原本因為這村長的命運而失去自己所愛之人，並封閉的自己的心，但由於鳴人的開導使自己走出的心中的陰影，並決定要去開創自己的命運。
風遁·烈扇風
從嘴裡吐出一束的強風來，快速搖動吐出來的強風，就像扇子一樣。
撫子流
是撫子村流傳下來的秘傳術。
轟派旋轉踢
先跳到敵人的正上方，接著把纏繞著散發出白色光芒的白色查克拉的右腳，對著敵人以腳後跟使出高空重擊。
轟波旋風拳
把纏繞著散發出帶有透明感覺的金色查克拉的右手刀，對著敵人使出突刺。此招不輸綱手的怪力。
真空演舞
雙手各拿著四支苦無，連續對著目標投擲。
真空演舞·圓舞·二之段
是「撫子流·真空演舞」的強化版，藉由讓自身高速的旋轉並同時朝目標射擊。
- 常盤

聲優：山口眞弓（日本）
為守護靜的女忍者，背上披著一把忍刀。
土遁·鐵監牢
地面凹出了一個巨大的圓形凹洞，四周還被無數的鐵壁所形成的圓給包圍了起來。

## 鬼之國
只在劇場版中出現。
- 紫苑

聲優：藤村步（日本）；羅杏芝（香港）
鬼之國的巫女，擁有預知他人「死亡」的能力外，還擁有能穿越「時間」的力量。喜歡鳴人。
封印石
在一個清澈透明的鈴鐺內，有顆紅色的小石頭，這顆紅色的石頭除了具有保護紫苑的力量外，還封印住紫苑一大半的力量。
- 彌勒

聲優：折笠富美子（日本）；沈小蘭（香港）
紫苑的母親，曾穿越「時間」救了紫苑一命。名字取自于弥勒佛。

## 空之國 空忍者村
只在劇場版中出現，在第二次忍界大戰期間向五大國宣戰，最後連同國家一起被木葉消滅；在劇場版中復出並再次向木葉宣戰，想統一整個忍界，最後敗在鳴人手上。
- 神農

聲優：石塚運昇
名義上是與弟子亞丸一道行醫的醫生，其醫術就連小櫻也甘拜下風，其真實身分是空忍的首領，企圖獲得零尾之力而征服忍者世界，也是練成大蛇丸想要的肉體活化跟肉體再生之人。體術十分強悍，在跟鳴人的戰鬥中，透過不斷的痛打鳴人的肚子將他不斷打趴。鳴人只被神農揍一下肚子就嘔吐了許多胃液並且不能動彈，之後鳴人的肚子再被打幾拳他就吐血了。名字取自于山海经里尝百草的神农氏。
醫療忍術
掌仙術
醫療禁術·肉體活化
可以使自己的身體細胞活性化，藉此加強身體的能力。
醫療禁術·肉體再生
即使身體變得四分五裂，也能重組復活過來。
禁術
八門遁甲
肉體化生
以肉體活化跟肉體再生為基礎，加上零尾的闇黑查克拉而完成的禁術，能使施術者獲得究極的肉體，並能完全打開八門遁甲的八門也不死的地步。
體術·活性拳
八門全開加上闇黑查克拉的闇黑體術。（此招貫穿鳴人的肚子將他打到身體扭曲讓其吐血）
PS：黑色查克拉依使用方法的不同，目前已知除了能得到究極肉體外，還能復活靈（零）蛇。
忍法·超化神拳
八門全開加上闇黑查克拉的闇黑忍術，將闇黑查克拉凝聚成有如粒子般的查克拉球後，擊向對手。（重創了鳴人，將鳴人打趴）
零尾術式
從木葉得來的禁術，是用來操控零尾的術式。

### 空忍
一群掌握能靠著鐵製羽翼飛行天空「飛天之術」，並重視於現代化兵器攻擊的忍者。

## 鷹
佐助殺死大蛇丸之後拉攏其底下的三名手下進而組成一個四人小隊的組織。原本的名字是「蛇」，目的是殺死宇智波鼬，之後改名為「鷹」，因為和「曉」一樣有著毀滅木葉忍者村的目的而聯手。在五影會談後佐助與其他成員分散而事實上處於解散状態，第四次忍界大戰終局與復活的大蛇丸會合，背叛了「曉」而和忍者聯合軍聯手作戰。
宇智波佐助（聲優：杉山紀彰（日本）；林凱羚（臺灣）；黃麗芳（香港））
鬼燈水月（聲優：近藤隆（日本）；林協忠（臺灣）；張裕東（香港））
年齡：16歲 身高：177.4cm 體重：57kg 血型：O 生日：2月18日
關在大蛇丸的監獄的霧忍者村出身的青年，鬼燈滿月的弟弟以及被稱為「鬼人・再不斬再世」的神童。夢想是收集「霧之忍刀七人眾」全部的忍刀，再次集結七人眾並成為領導者。戰鬥時使用將身體液體的獨特的水遁忍術「水化之術」以及其應用的術，對雷遁的攻撃相當沒轍。在第二部中，認同打倒大蛇丸並解放自己的佐助的實力並與他同行。之後在波之國以「繼承」的名義盜取留在再不斬之墓的斷刀「斬首大刀」。
在與殺人蜂的戰鬥中，挺身而出想救出夥伴卻但被尾獸化的的殺人蜂以「尾獸玉」打倒，最後連同重吾被捕獲殺人蜂（實際上只是八尾的一隻腳）的佐助救出。之後與佐助以及重吾一同潛入五影會談，與雲忍者村的懶交戰敗北被逮捕後關進監獄，第四次忍界大戰開始後與重吾從監獄脫逃並尋找佐助的途中發現大蛇丸的據點以及當中足以左右戰爭局勢資料。之後與告別解除穢土轉生的鼬的佐助會合，在復活大蛇丸後一起行動。
戰後與香燐、重吾再次一同在大蛇丸的底下工作。在對自己的出身感到有疑問的紗羅妲前來拜訪據點時將她與香燐的檢體進行DNA檢定，因為使用香燐放在桌子上的臍帶而導致發生誤解。
水遁·水牙彈
製造水柱向上攻擊敵人。
水化
將身體變成液體狀，無需結印即可使出水遁忍術，缺點是不敵雷遁。
水遁·豪水腕
「水化」的應用形，把從全身集聚了的水分做為手臂全體壓縮強化。
水遁·水陣壁
「水化」的應用形，化身水牆來保護自己。
水遁·爆水龍座
「水化」的應用形，化身水龍的樣子，有很大殺傷力。
水遁·水斬三昧
「水化」的應用形，《龍刃記》原創招式，對視野內的所有敵人進行三連斬。
激流·水化之術
「水化」的應用形，《終極風暴世代》原創招式，宛如激流般的怒濤攻勢。
水鐵砲
鬼燈一族特有的術，為「水化」的應用形，從食指射出一發超壓縮水彈。
香燐（聲優：東條加那子→行成とあ（日本）；曾允凡（台灣）；朱妙蘭（香港））
年齡：16歲 身高：162.6cm 體重：45.8kg 血型：AB 生日：6月20日
南方據點的監獄管理者。漩渦一族的後代，有著紅色的頭髮與戴著眼鏡的女忍者。說話口氣基本上很粗魯，但是在與有好感的佐助獨處時的態度會變得柔和。有著準確感知周圍的查克拉的能力，也可以消除自己的查克拉避免被其他人感知到。另外，還能感知對方的查克拉的擾動藉此觀察是否在說謊。甚至可以讓咬住她的身體（包括自己）的人的身體康復，上半身有無數的咬痕。
曾經是草忍者村的忍者，在中忍考試時曾經被佐助救過一次，後來成為大蛇丸的手下。第二部中，在大蛇丸被打倒之後，與為了借助自己能力的佐助一起行動。在與殺人蜂的戰鬥中後，不小心接觸到佐助釋放的「天照」的黑色火焰而全身著火，最後一刻被佐助使用右眼萬花筒寫輪眼的力量拯救。五影會談之後佐助襲擊段藏之時，在佐助恢復後被段藏扣為人質，動彈不得的情況下而和段藏一起被「千鳥」貫穿倒地，當殺害段藏之後的佐助想殺掉自己時被前來尋找佐助的小櫻的治療下保住一命。
之後被帶到木葉忍者村拘留並接受伊比喜的審問，在監獄中對著佐助的照片自言自語，趁機用了藏在照片後面的忍具越獄。在第四次忍界大戰中，與歷代的火影一同準備前往戰場的大蛇丸與「鷹」的成員會合，放下被佐助刺傷的過去而自願參加戰鬥。在與鳶的戰鬥時覺醒了漩渦一族的秘傳封印術「金剛封鎖」。
戰後回到南方據點，在小櫻與佐助出去旅行停留在南方據點時幫忙接生紗羅妲，留下臍帶作為繼讚。對佐助的戀情已經昇華到只要他幸福就已經足夠了，也是小櫻的朋友。
神樂心眼
為生命型的能量感知，閉上眼睛利用本身的陽屬性查克拉去感受到遠方的生命，香燐因此能力而被佐助相中。
神樂火眼
為生命型的能量感知，將本身的陽屬性查克拉匯聚於瞳孔中，藉此看穿敵人體內的查克拉，在黑暗中探知敵人的位置，效果跟白眼相同。為《龍刃記》的原創忍術。
醫療術·掌仙
不論內傷外傷都可靠放出的查克拉達到驚異的回復速度。即使在醫療班中，能使用的人也是極少數。也可藉由放出的查克拉干擾他人身體內查克拉的循環，造成昏睡狀態等等的超高等忍術。
重吾（聲優：阪口周平（日本）；黃乾師（台灣）；何承駿→鄧志堅→鍾見麟（香港））
年齡：18歲 身高：202.1cm 體重：75.8kg 血型：AB 生日：10月1日
有著橙色頭髮以及大鼻子的高大青年。平常個性是溫柔，但是隱藏於自身精神中的是一種異常的殺人衝動，是咒印的來源者，也是目前唯一一位可以進入咒印化3的人。因為想控制殺人衝動而尋求大蛇丸的幫助進入北方據點的人體實驗場。接受大蛇丸的咒印而得到「將身體的一部分改變成用於戰鬥的狀態」、「強化聽覺的作用並能和小動物交流」、「吸收他人的血肉讓自己復原」等多種術」重吾的一族擁有將自然能源吸收進體內的特殊體質，一族的咒印原本是稱為「仙人化」。
過去只對「唯一可以抑制自己的殺人衝動的人」的君麻呂敞開心胸，想親自見證足以讓君麻呂捨命的佐助的價值而與他一起行動。在五影會談與第四代雷影艾交戰，解放咒印的全部力量還是敗北。之後與水月一起被佐助留下，被逮捕而被關進監獄，第四次忍界大戰開始後逃獄。不久與水月找到佐助後一起前往戰場，在佐助與鳴人挑戰十尾的祭品之力的帶土時向佐助提供仙術查克拉。
咒印化1～3
原名為「仙人化」，是重吾的一族的力量，源於濕與骨林、妙木山齊名的龍地洞，能将自然力量融入體内。
活塞拳
咒印狀態下手臂產生怪異的變化，若注入查克拉拳頭的威力就會增加。

## 曉
由十人組成，全都是來自各忍者村的S級逃亡忍者。收集尾獸，以征服世界為目的並引發忍界大戰，受到各忍者村注意。
- 鳶

聲優：內田直哉（以自稱宇智波斑身份登場時）、高木涉（以鳶身份登場時）
- 長門

聲優：堀內賢雄（天道彌彥）、久嶋志帆（畜生道·女）、森田順平（本體·長門）
- 絕

聲優：飛田展男
- 大蛇丸（中途退出）

聲優：くじら、山口真弓（幼年期）、小島幸子（女性身體）、山口由里子（草忍變身時）；陳欣（香港）
- 小南

聲優：田中敦子、峰香織（幼年期）（日本）；張頌欣（香港）
- 宇智波鼬

聲優：石川英郎（日本)；蘇強文（香港）
- 干柿鬼鮫

聲優：檀臣幸（日本）；招世亮（香港）
- 地達羅

聲優：川本克彥（日本）；劉奕希（香港）
- 蠍

聲優：櫻井孝宏、矢島晶子（幼年期）、青山穰（蛭子）（日本）；陳卓智→胡家豪（香港）
- 飛段

聲優：寺杣昌紀（日本）；何承駿→關令翹（香港）
- 角都

聲優：土師孝也
- 琵琶十藏

聲優：後藤光祐
- 名字不明的成員

於动画第676集被角都用忍术“火遁 头刻苦”殺死。
- 宇智波佐助（うちはサスケ）

聲優：杉山紀彰（日本）；林凱羚（台灣）；黃麗芳（香港）
- 鬼燈水月（鬼灯水月（ほおずき すいげつ））

聲優：近藤隆（日本）；林協忠（台灣）；張裕東（香港）
- 漩渦香燐（香燐（かりん））

聲優：東條加那子（日本）；曾允凡（台灣）；朱妙蘭（香港）
- 「天秤」重吾（重吾（じゅうご））

聲優：阪口周平（日本）；黃乾師（台灣）；何承駿→鄧志堅→鍾見麟（香港）
- 宇智波佐助、水月、香燐和重吾只是暂时加入。

## 召喚獸

### 蛤蟆
- 蛤蟆丸（大蛤蟆仙人）（大ガマ仙人（おおガマせんにん））

聲優：千田光男（日本）；陳宏瑋→何志威（台灣）；陳曙光→馮志輝（香港）
居住在妙木山，蛤蟆們的首領，擁有預言能力的大蛤蟆仙人，被其他蛤蟆稱為「大老爺」，似乎有健忘的毛病。
曾經預言自來也的弟子中將會出現「預言之子」。
出生於六道仙人時代的遠古時期。
年輕時曾向六道仙人大筒木羽衣訴說自己的預言：嬉笑著呼喚九頭野獸之名的碧眼少年...。正是宣告著鳴人的到來
- 深作

聲優：西川幾雄（日本）；陳幼文（台灣）；黃子敬（香港）
兩大仙蛤蟆之一，大部分的巨大蛤蟆的父母。曾經與自來也融合進入仙人模式與培因交戰，自來也死前在他身上留下了有關培因訊息的暗號。
後來傳授鳴人仙術，在鳴人與培因交戰時被培因天道用黑棒殺死，後來被長門的「輪迴天生之術」復活。名字取自于名导演深作欣二。

- 志摩

聲優：よのひかり（日本）；丘梅君（台灣）；袁淑珍（香港）
兩大仙蛤蟆之一，深作的妻子。會稱呼大蛤蟆仙人為「癡呆老頭」。對於使用蛤蟆臨唱似乎十分反感。名字取自于极道鲜妻的主演岩下志麻。

- 蛤蟆文太（ガマブン太（ガマブンた））

聲優：渡部猛→中博史（日本）；林協忠（台灣）；招世亮（香港）
身材十分巨大的蛤蟆，被鳴人稱為「蛤蟆老大」。說話帶有廣島口音。
在九尾入侵時，第四代火影曾召喚協力，開啟九尾封印及木葉毀滅行動時，鳴人亦曾召喚。參與了木葉忍者村許多要事。
最初對於鳴人這小弟非常不滿，但後來漸漸認同了鳴人的實力。在鸣人掌握仙人模式后可以直接召唤蛤蟆文太，无需再通过凝聚九尾查克拉。
姓名來自於日本的演員菅原文太。
水遁·鐵砲彈
- 蛤蟆健（ガマケン）

聲優：斧敦（日本）；林協忠（台灣）；陳欣（香港）
自來也在與培因交戰時召喚的蛤蟆。其後在培因攻擊木葉時，也有被召喚出來協助鳴人。口頭禪是「我很沒用」。
姓名來自於日本的演員高倉健。
- 蛤蟆廣（ガマヒロ）

聲優：大西健晴（日本）；古明華（香港）
在培因攻擊木葉時，與蛤蟆文太、蛤蟆健一同被召喚出來協助鳴人。亦曾被鳴人召喚施展「壓垮攤販術」，並參與第四次忍界大戰。使用兩把短刀作戰。姓名取自于日本的演员真田广之。
- 蛤蟆力（ガマ力）

聲優：櫻井敏治（日本）；葉振聲（香港）
特徵是嘴上塗著口紅，說話帶有女性的口調。曾經和鳴人一同修煉組合忍術，但由於兩人實在太不契合而以失敗告終。
水遁·鐵砲彈
- 蛤蟆吉（ガマ吉（ガマきち））

聲優：上田燿司（日本）；林協忠【長大】（台灣）；謝潔貞→關令翹（香港）
文太的兒子，蛤蟆龍的哥哥。鳴人在使用通靈術失敗時，經常將他召喚出來。
火遁
風遁·蛤蟆油炎彈
仙法·水遁·水貽鐵砲
從口中射出具黏性的鐵砲彈 無法被六道仙人之力消除
- 蛤蟆龍（ガマ竜（ガマたつ））

聲優：重松朋（日本）；程文意→（香港）
文太的兒子，蛤蟆吉的弟弟。是隻非常貪吃的小蛤蟆。
後來與鳴人修煉組合忍術，創造出了新術「風遁·蛤蟆鐵砲」。
忍法·鐵砲彈
這是事先先吸入大量的水後，再讓自身查克拉遍佈於水之中，最後再像水槍一樣射出去。
- 蛤蟆寅（ゲロ寅（ゲロとら））

聲優：浦山迅（日本）；李錦綸（香港）
掌管著第四代火影封印鑰匙的蛤蟆，目前正處於鳴人體內。
- 孝介

聲優：酒卷光宏
鳴人進行仙術修行時，負責聯絡木葉忍者村與妙木山的聯絡蛙。
當木葉遭受培因襲擊時，綱手命牠前去傳喚鳴人，但在牠前往妙木山前被段藏所殺。

### 蛇
- 白蛇仙人（白蛇仙人（はくじゃせんにん））

居住在龍地洞的蛇仙人，曾經指導藥師兜的仙術修行。
- 萬蛇

聲優：天田益男（日本）；陳宏瑋【第一部】→陳幼文【疾風傳】（台灣）；黎景全（香港）
大蛇丸的最強召喚獸，個性十分粗暴。
在佐助與地達羅一戰中，地達羅使用終極藝術自爆，佐助用寫輪眼控制萬蛇逃到異空間而免於一死，但萬蛇也因此被捲入爆炸而身亡。
金蟬脫殼
土遁
- 第二代萬蛇（二代目マンダ）

藥師兜利用萬蛇的細胞活性化製造出來，接近蜥蜴的蛇。擁有遠超初代萬蛇的巨大身驅亦長出四肢，全長為初代萬蛇的的十倍以上。
- 大蛇

大蛇丸的通靈獸。
- 青蛇

住在龍地洞的大蛇，佐助的通靈獸。體魄和強度媲美萬蛇及第二代萬蛇，並具有紅外線感應器官。從前他曾經被佐助救了一命，就發誓要效忠佐助。
- 雙頭蛇

《火意志的繼承者》中的通靈獸，具有超強再生的能力。
- 三頭蛇

大蛇丸的崩潰木之葉計劃中破壞城牆的通靈獸，後被自來也通靈出蛤蟆文太使出忍術擊殺
- 辛牙

漩渦博人的通靈獸。

### 蛞蝓
- 蛞蝓

聲優：能登麻美子（日本）；林凱羚（台灣）；何璐怡（香港）
居住在濕骨林，會與百豪之術相呼應發揮自己的治癒能力，並具有分裂的能力。
本體非常巨大，綱手與小櫻兩人同時使用百豪之術只能召喚出本體的十分之一。
當木葉遭受培因襲擊時，蛞蝓負責將綱手的查克拉傳送給傷者進行治療。
蛞蝓大分裂
舌齒粘酸

### 狗
- 帕克

聲優：辻親八（日本）；趙明哲→陳幼文（台灣）；劉昭文→陳卓智（香港）
卡卡西的忍犬，体型小巧，自稱為「可愛的小狗」，並且稱自己和小櫻使用同種的沐浴乳。
- 布魯

卡卡西的忍犬。
- 赤丸

聲優：竹內順子
犬塚牙的搭檔忍犬，原本身體是白色，在吃下兵糧丸后全身會變成紅色，因此得名赤丸。雖然牠不會說話，但經常和牙在一起散步，可以和牙使出各種各樣的連攜忍術。
擬人忍法
獸人分身
牙通牙
空中動態追蹤
犬塚流人獸混合變身·雙頭狼
牙狼牙
犬塚流人獸混合變身·三頭狼
牙狼轉牙
- 黑丸

聲優：御園行洋（日本）；馮錦堂（香港）
牙的母親 犬塚爪的搭檔忍犬。
牙轉牙
- 灰丸三兄弟

牙的姊姊 犬塚花的搭檔忍犬。
- 標槍犬

《火意志的繼承者》中的召喚獸，身上背著兩把槍，戴著奇怪面具的兩隻忍犬。

### 貓
- 雛

聲優：竹內順子
貓婆部下的忍貓。
- 電火

聲優：井上和彥
貓婆部下的忍貓。

### 猿猴
- 猿猴王·猿魔（猿猴王・猿魔（えんこうおう・えんま））

聲優：中博史（日本）；陳宏瑋→何志威（台灣）；盧國權（香港）
第三代火影 猿飛蒜山的通靈獸，武器是金剛不壞之身。形象参考自西游记里的齐天大圣孙悟空和武器如意金箍棒。
金剛如意棒
金剛牢壁

### 鳥
- 忍鷹

玄能的通靈獸。
- 貓頭鷹

雲忍基的通靈獸。
- 老鷹

宇智波佐助的通靈獸。
- 烏鴉

宇智波鼬跟山城青葉的通靈獸，但兩人的烏鴉是不同族群的。
- 引爆鳥

《火意志的繼承者》中的通靈獸，為全身的羽毛都烙印著引爆符術式的大鳥。

### 魚
- 食人魚

邪忍三兄弟的三弟的通靈獸。
- 忍鯊

邪忍三兄弟的三弟的通靈獸。
- 鯊魚

干柿鬼鮫的通靈獸。
- 劍魚

動畫版「青年與海」中失控的巨大通靈獸。

### 貝
- 蜃

「第二代水影」的通靈獸。
幻術·海市蜃樓
- 螺貝王

韓蛇蜘的通靈獸，身上有著藤壺，體型不輸三忍的最強通靈獸，有著兩支角的田螺。

### 龜
- 忍龜

聲優：北川勝博（日本）；劉昭文（香港）
阿凱的通靈獸。
紙風車之籤
正名不明，為紅色紙風車上的竹籤做攻擊手段，曾此籤阻止小李發動蓮華。
- 巨龜

鳴人藏身的孤島（實為雲隱村巨龜的背上）。雲隱村的召喚獸，體積巨大長寬為數十公里以上。
結界術·防禦力場
產生數百層力場防禦，尾獸玉都無法攻破（九尾和八尾合力除外）。
結界術·再生結界
為防止鳴人跑出島龜外，結界班共施展三十六層再生結界，可以壓制祭品之力（九尾和八尾合力除外）。（漫畫第57集536話P.30）

### 蜥蜴
- 變色龍

動畫版佐崎山崗的通靈獸，就算契約者已死，也一直遵守主人的命令，可說是忠誠的表率。
- 蜥蜴

雲忍傑的通靈獸。

### 豬
- 豚豚

聲優：根本圭子
靜音的忍豬，粉紅色的小豬。
有著不輸給忍犬的靈敏嗅覺。
變身術
曾在PS2中用來變化成靜音。
查克拉手術刀
PS2中的忍術，利用變身術變成靜音時用過。
- 甲殼豬

《火意志的繼承者》中的召喚獸，一隻體型超大，全身包覆著白骨色甲殼，會噴火的大型豬。

### 昆蟲
- 寄壞蟲

油女一族的秘傳通靈獸。
- 蜂幼蟲

上水流一族的秘傳通靈獸，土蜂的一種，是一群極度貪婪查克拉為食物的巨大幼蟲。
- 蜜蜂

上水流一族的秘傳通靈獸，土蜂的一種。
- 女王蜂

上水流一族的秘傳通靈獸，土蜂的一種，性情極為易怒。

### 蜘蛛
- 雨蜘蛛

鬼童丸的通靈獸，一種很容易產出無數隻小蜘蛛的特殊蜘蛛。
- 赤蜘蛛

「尋找第四代火影的遺產」中出現的通靈獸，赤色的大蜘蛛。
蜘蛛網之橋
- 銀蜘蛛

地蜘蛛的通靈獸，無數隻銀色的小蜘蛛。

### 屍體傀儡
- 巨犬

培因的通靈獸，附有增幅通靈之術使頭的數目增多。
- 變色龍

培因的通靈獸，尾巴是一條蛇，能將接觸者透明化，達到隱形的效果。
- 蜈蚣

培因的通靈獸。
- 龍蝦

培因的通靈獸，與其說是龍蝦，不如說是螃蟹。
水遁·泡沫亂波
- 怪鳥

培因的通靈獸，能在空中下一排會爆炸的蛋。
- 鬥牛

培因的通靈獸，體型超大的西部野牛。
- 犀牛

培因的通靈獸，有對小翅膀，體型超大的犀牛。
- 石熊貓

培因的通靈獸，全身石化的熊貓。
- 怒鬼

多由也的通靈獸，三位屍體人偶（無臂男、手持鐵棒的長髮男跟蟹爪男）。
怒鬼·物質化靈

### 元素
- 海坊主

阿瑪奇的通靈獸。
- 泥人偶

次郎坊的通靈獸。

### 其他
- 鎌多利（

聲優：德本恭敏
手鞠的通靈獸，身材小巧的鐮鼬。
斬斬舞
- 貘

的通靈獸。

## 其他角色

### 忍具店
- 貓婆

聲優：中嶋佳葉
忍貓們的首領，經營著忍具店。與宇智波一族是舊識。
- 環

聲優：石川綾乃
猫婆孫女，留著長髮，是忍具店的招牌美女。最终话為犬塚牙的戀人。

### 與殺人蜂有關
- 阿三

聲優：寶龜克壽（日本）；林保全（香港）
持巨斧的老伯，為奇拉比憧憬的演歌師傅。
對演歌非常嚴格，曾和殺人蜂一同對抗干柿鬼鮫敗北後從水牢中被救出。
動畫版中名為小金（キンちゃん）。
與作斬
巨斧施展的技。
- 碰太

阿三夥伴，巨大的浣熊。
- 奇庫

住在龜島上的猩猩。
- 金時

住在龜島上的大熊。名字取自于赖光四天王之一的坂田金时。
- 巨大花枝

住在龜島東岸，由於喜歡攻擊人的特性，因此經常被八尾化的奇拉比教訓。

### 邪忍
- 連牙

聲優：寺杣昌紀
登場於「菜之國篇」，邪忍中的老大，可以利用冰透鏡折射太陽光攻擊對手，最終被鳴人打敗。
冰透鏡
這是一種操控大氣中微量的水分子所形成的冰忍法。除了能用來當作追蹤的望遠鏡或是當成站立於空中的立足點外，還能折射太陽光來進行光線攻擊。
- 磁牙

聲優：西前忠久
登場於「菜之國篇」，邪忍中的老二，使用磁鐵忍術，最終被雛田打敗。
流星錘
沙鐵幻術·電磁源夢（磁鐵煙幕）
利用沙鐵（鐵砂）所帶有的磁性，使敵人大腦內的電子信號陷入停擺狀態，讓敵人彷彿陷入一場夢境之中。
磁鐵忍法
由於從小一直啃食具有磁力的沙鐵（鐵砂），所以長大後才能完成具有操控體內磁力變化的忍術，這可說是仿造「磁遁」而完成的忍法。
磁力控制
在施展每個「磁鐵忍法」時，必須先消除自己身上的部分磁力，否則將會成為自己術的活祭品。
無限隕石
將磁化的岩石打碎，並讓打碎的無數岩石朝著被磁化的敵人飛去。
- 壘牙

聲優：川本克彥
登場於「菜之國篇」，邪忍中的老三，使用特殊水遁忍術，最終被鳴人、丁次和百合之丞打敗，被自己的哥哥磁牙所殺。
拐子棒（導引棒）
水遁·水天仿佛
這是種能強制引出地下水來進行各種戰鬥的水遁。

### 不忍
- 修羅

聲優：奧田啟人
登場於「不忍篇」，雨忍的叛忍，是不忍中的老大，被鳴人一行人解決。名字取自于佛教因果六道轮回之一的修罗道。
忍法·五月雨血河
為雨忍者村代表性的暗器忍術之一，雨傘中射出的飛針群如同河流般的射向目標。
火遁
- 文殊

聲優：加藤將之
登場於「不忍篇」，雨忍的叛忍，不忍中的其中一員，被鳴人一行人解決。名字取自于佛教的文殊菩萨。
忍法·鐵絲網
這是種利用鐵繩與「翻花繩」而創的遊戲般的忍法。而這術所用的鐵繩為雨忍者村的特產，利用一種只要越是乾燥就越堅硬的特殊鐵繩，但相反的這種鐵繩只要碰上液體就會越軟越容易斷。
- 土岐

聲優：白熊寬嗣
登場於「不忍篇」，岩忍的叛忍，不忍中的其中一員，被鳴人一行人解決。名字取自于大名土岐赖艺。
忍法·土紅
- 鼓

聲優：小川一樹
登場於「不忍篇」，不忍中的其中一員。
忍法·菖蒲割
- 丸鐵

聲優：楠大典
登場於「不忍篇」，开始為不忍中的其中一員，因為不忍心不忍的殘忍手段而背叛其他三人，拯救了許多被不忍殺滅家人的孩子。

### 風馬一族
- 嵐

聲優：綠川光
風馬一族，淡紫色短髮，沙沙美的哥哥。被視為復興風馬一族的希望之星。
受到大蛇丸的誘惑，和紙切、地蜘蛛一同成為實驗品，其後吞噬那兩人的屍首進行融合。
曾扮成大蛇丸向闖入基地的鳴人等人展開攻擊，最後無法脫離融合狀態自願被巨石活埋而死，臨死前向鳴人透露大蛇丸和佐助的消息。
風馬忍法·咒縛曼陀羅
風馬一族禁用的祕術，將敵人包圍在一個由四片三角形查克拉片所形成的結界內，不斷的向內壓縮直到把敵人化作肉球為此。
- 沙沙美（ササメ）

聲優：小林沙苗
風馬一族，有著橙色的雙瞳跟一頭橙色秀髮的少女，年紀似乎比鳴人他們還要小。為了救出被大蛇丸捉去當實驗品的哥哥嵐而潛入田之國，並得到鳴人等人的幫助。
符咒·雷斬符
曾用此符咒斬斷蜉蝣施展的查克拉絲，救了鳴人一命。
- 神切

聲優：島田敏
風馬一族，大蛇丸的部下，會以手上的剪刀忍具進行戰鬥。
最後淪為大蛇丸的實驗品而死。
- 地蜘蛛（ジグモ）

聲優：鹽屋浩三
風馬一族，獨眼，大蛇丸的部下。
最後淪為大蛇丸的實驗品而死。
空蟬
通過向各處傳播聲音隱藏自己的行蹤，並使敵人陷入混亂。
風蜘蛛
藉助蜘蛛的力量佈下天羅地網，用來搜尋敵人的蹤跡。
- 蜉蝣

聲優：西前忠久（變身前）、藤原美央子（變身後）
風馬一族，大蛇丸的部下，綠色頭髮，白皙皮膚的女性，化身成其他對象時似乎是將大部分查克拉儲存在像蛹一樣的殼內，破蛹而出後能使出強大的瞬間爆發力，但也會使身體無法負荷而衰弱。
曾扮成藥師兜向闖入基地的鳴人等人展開攻擊，最後捨命抵抗鳴人等人而死。
土遁·蟻地獄
男人狀態時使用，地面如流沙般將敵人埋葬，但岩石場地不可施展。
蜉蝣忍法·泡影
蜉蝣一生只能使用一次的忍術，由身後的四片翅膀爆發大範圍的查克拉攻擊。
火遁·霧炎舞
從嘴裡吐出具有能在接觸到火源就會化作烈火的蠟霧。
查克拉絲
風馬一族的上忍才能習得的秘術，藉由心臟發出的查克拉絲與對方的心臟連接，使敵人與自己同生同死。
- 妖女

聲優：岡本章子
風馬一族，有著黑色長髮，白皙皮膚的女性。
曾設下機關和毒要闖入基地的自來也跟著自己同歸於盡，但沒能成功，最後與半崎一行人生活。
機關·天頂塌落
長髮束縛
- 半崎

聲優：相澤正輝
風馬一族。在族人陸續加入音忍者村後，仍然率領少數族人進行反抗大蛇丸的活動。
風馬忍劍·斬馬刀

### 巴吉盜賊團
- 巴吉

巴吉盜賊團的首領，是某個忍者一族的後裔。
秘傳術·縫口之術
擁有能藉由特殊的印，達到束縛對方話語的力量。

### 和馬（降土）的手下
- 不風

聲優：（日本）淺川悠；（台灣）丘梅君；（香港）陳琴雲
和馬的部下之一，身穿無袖露背衣，吸收多種查克拉性質變化的女忍者。本體是她的頭髮。死於鳴人的螺旋丸之下。
屍鬼轉身
利用已經吸收的他人的身體，進行轉換。藉此營造自己好似不死之身的假象。實則本體是頭髮，只要破壞頭髮便可馬上斃命。
屍鬼接吻
吸收他人查克拉及其性質變化的術。
土遁·金縛之術
令對手無法動彈的忍術。
土遁·岩隱之術
可以穿梭或隱身於岩石之中，方便作戰。
火遁·鳳仙火之術
釋放出多重火球，進行大範圍的攻擊。
水遁·蛇之口
進行高壓水柱的攻擊，並且可以透過結印決定噴出水柱的位置。
雷遁·地走
雷屬性的攻擊，具有麻痺敵人的附加效果。
風遁·花之舞
風遁性質變化的攻擊，利用強風將敵人吹走，並附帶大量花瓣攻擊。
水遁·水流脈衝
使水流似瀑布般落下攻擊敵人。
雷遁·避雷針
利用身體作為導體，將與身體接觸的人事物進行導電。
土遁·泥法師
召喚出泥石流攻擊。
土遁·岩柱貫穿
召喚出岩石柱子貫穿對手。
- 不動

聲優：（日本）伊丸岡篤；（台灣）陳幼文；（香港）葉振聲
和馬的部下之一，身材壯碩，掌握地質變化的土遁忍者。死於大和的木遁·樹縛永葬之下。
土遁·有為轉變
這是一種可以依自己意願更換周圍地形或憑空製造出想要的地形的時空間忍術，身處於此術之人會彷彿是陷入一座時空交錯的大地迷宮之中。
土遁·螞蟻地獄
地面化作的流沙，把人埋入地底之中。
- 不緣

聲優：（日本）上田燿司；（台灣）陳宏瑋；（香港）梁偉德
和馬的部下之一，土遁忍者。死於小櫻的怪力之下。
召喚
毒蜘蛛
毒蛾
此毒蛾的毒粉具有能讓中毒者陷入被自己所重視之人追殺的幻境裡。
機關術
能是先在捲軸上畫下該地方的地圖，再畫上要設下陷阱的地方，使誤闖於此地之人墜入陷阱之中，這是種是將畫好後施展的時空間忍術。
土遁·岩切刺
從地面冒出複數的刀刃狀岩石槍。
結界門護符術
這是種「符咒」以門的形式存在的特殊結界術。
結界門護符術·八門閉場
先從捲軸中通靈出四道分別有著青龍、白虎、朱雀跟玄武等裝飾的巨大結界門出現在東、西、南、北四個方位，而且這四道門扉上還分別寫著青、白、朱、玄等四個字。這是一種具有五種屬性的反擊結界，能夠完全防禦外界或內界攻擊的防禦結界，而此術唯一的缺點是一旦其中一扇門被破壞時，結界就會消失。

### 龍堂院一族
- 龍堂院阿基拉

龍堂院三兄弟的父親，是被阿凱收入「人生決勝名集」八場中的一場的人物。
從因為任務的關係而與阿凱交戰，最後即使是秘傳術對阿凱沒用或是被同伴拋棄，但還是用龍堂院拳法與阿凱戰鬥到最後，雖然輸給阿凱但卻與阿凱建立的某種奇特的羈絆。
即使是死亡的最後一刻，也始終想著要再與阿凱一戰。
- 矢倉／龍堂院幻将

聲優：鐵野正豐
因為誤解而去找阿凱報仇的龍堂院三兄弟中的大哥。一位有著灰色的柔順長髮，但眼白卻是黑色的藍色雙瞳的少年。也是遊戲「火影忍者 RPG 3：靈獸vs木葉小隊」中出現的遊戲角色。
體術·交差法
同時以手肘跟膝蓋硬是折斷他人骨頭的粗暴技巧。
體術·龍堂院拳法
為龍堂院一族秘傳的拳法，拳法本質不明。
符咒·操控符
為龍堂院一族的秘傳術，一張寫著「操」字的紅色符咒。
符咒術·木人操控術
為龍堂院一族的秘傳術，以符咒操控訓練用的組合式木人，進行戰鬥。
木人城堡
從被分解成無數木節，在組成一座堅不可摧的日式城堡。
木樁攻擊
將木節伸出鐵錐，朝著目標射擊。
木人操控術奧義
木人憑依轉身之術
讓木人的一舉一動與施術者的動作完全同調，但施術者的動作太快，木人將會因太快而瓦解。
木人憑依轉身雙術
讓與動作完全同調的木人與敵人來場自相殘殺的戲碼。
- 龍堂院六角

因為誤解而去找阿凱報仇的龍堂院三兄弟中的二弟。一位標準壯漢型的光頭男。也是遊戲「火影忍者 RPG 3：靈獸vs木葉小隊」中出現的遊戲角色。
- 龍堂院邪光

因為誤解而去找阿凱報仇的龍堂院三兄弟中的三弟。一位背上揹著巨大捲軸，臉上蒙著布的矮子。也是遊戲「火影忍者 RPG 3：靈獸vs木葉小隊」中出現的遊戲角色。

### 風魔一族
一群喜歡使用大型忍具，是川之國有名的忍者一族，其族人的髮色一律為嫩竹色。名字取自于忍者风魔小太郎。
長門所操縱的培因六道中的畜生道生前即是風魔一族的忍者，曾經與自來也交手過。作為畜生道出現之後被自來也打倒，因而長門才改用另一名女性的屍體做成新畜生道。
暗器
風魔忍鏢
為一般大型的十字忍鏢，為忍者的基本配備之一。
風魔手裡劍
為收納式帶鉤的大型十字手裡劍，可設置機關。
操手裡劍術
將高耐久性且半透明的線綁在手裡劍上，射出手裡劍後，以手指操弄手裡劍飛行軌道。

### 土蜘蛛一族
- 螢

聲優：（日本）豐口惠；（台灣）蔣篤慧；（香港）曾秀清
登場於「六尾篇」，作為本篇的女主角，是土蜘蛛一族族長的女兒，也是土蜘蛛一族禁術的繼承者，最喜歡自己的師傅——泡沫，儘管泡沫開始不怎麼喜歡她，但最終還是被她的執著感動。因為身體內的禁術而遭到許多人的歧視，後來被白浪抓住，想把禁術从她體內剥離，幾乎喪命，幸好鳴人和泡沫及時趕到，挽回她一命。
水遁·水亂波
基本水遁術，口中噴出瀑布般的水槍。
怒髮天
土蜘蛛一族的秘傳禁術，以自身為中心向外爆發，把半經數百公里以上範圍全部毀滅，基本儲氣（自然界的查克拉，也就是仙術查克拉）時間約1800秒，儲氣時間愈長，破壞範圍愈大，如儲氣時間夠長，可毀滅半經數百萬公里以上的範圍。
- 遁兵衛（遁兵衛（とんべえ））

聲優：（日本）佐佐木省三；（台灣）陳幼文；（香港）黃子敬
登場於「六尾篇」，一位老人，生平为萤的父亲的随从，萤的父亲死后为萤的随从。
- 白浪

聲優：（日本）草尾毅；（台灣）林協忠
登場於「六尾篇」敵人，紫色短髮和黑色雙眼，長眼衩，曾經為土蜘蛛一族的天才。
父親因守護禁術而死，後來背叛土蜘蛛一族，搞獨立，帶領著一群手下，想啟動螢身體內的禁術來征服世界。
但最終被鳴人和泡沫識破陰謀，敗陣。
束縛術
字縛
手中浮現「操」可控制他人身體，浮現「滅」可控制殺死他人等各種不同能力，這是種利用文字來束縛目標的秘傳術。
岩
刻
憑空寫出「刻」字，可隨意切刻任何物體。
爆
憑空寫出「爆」字，會爆炸。
炎
憑空寫出「炎」字，會出現強烈的火炎來。
斬
憑空寫出「斬」字，會出現數道風之刃。
操
可控制身上浮現「操」字的人。
滅
憑空寫出「滅」字，可殺死他人。
火縛
手指召喚出可自由控制方向的火炎，這是種利用火燄來束縛目標的秘傳術。
魂魄體分離
剝離土蜘蛛一族禁術的結界術。
- 波濤

登場於「六尾篇」的人物，役之行者的弟子，是白浪的親生父親，可是為了守護禁術卻慘遭白浪殺害。
- 役之行者（役の行者（えんのぎょうじゃ））

聲優：（日本）真田五郎；（香港）盧國權
白色長髮，螢的爺爺，死前將土蜘蛛一族禁術交於螢。

### 白浪的手下
- 赤星

登場於「六尾篇」敵人，白浪手下的四人眾之首，屬於行動謹慎的頭腦型忍者，但最後敗於大和一行人的手上。
電光石火
四個人分別結完印之後，再依序喊出『電』、『光』、『石』、『火』這四種文字，最後喊出『火』這個字的人再以掌擊地，擊出奔馳於地面上的直線型蒼白色的雷電。或是從地上中冒出雷柱。
結界術
疾風迅雷
四個人先站好四個角落的位置（『東西南北』四個相對應的位置）後，再依序從手中浮現的文字為『疾』、『風』、『迅』、『雷』這四種文字，接著從這四種文字中延伸出各兩道發光的淡紫色光束來，最後形成一個金字塔型的防禦結界。
疾風迅雷·爆
當『疾風迅雷』完成後，最後再從結界內部引爆整個結界，將結界內的人事物給炸成灰燼。
夢幻泡影
四個人先站好四個角落的位置（『東西南北』四個相對應的位置）分別結完印之後，再依序喊出『夢』、『幻』、『泡』、『影』這四種文字，接著會形成四面由地向天的發光的淡紫色光牆，然而在『夢幻泡影』內的敵人的查克拉將會無限制的流失。PS：像鳴人那種查克拉是卡卡西的100倍的人，在結界內都支持不了多久時間。
多重夢幻泡影
『夢幻泡影』的強化版，原本『夢幻泡影』只能對單一敵人用的結界法陣，可是『多重.夢幻泡影』卻是給同時對複數的敵人使用，而且查克拉流失的速度比『夢幻泡影』還要快。
諸行無常
四個人先站好四個角落的位置（『東西南北』四個相對應的位置）分別結完印之後，再依序喊出『諸』、『行』、『無』、『常』這四種文字，接著延伸出各兩道發光的白綠色光束來，最後形成一個金字塔型的結界，結界的最上方會憑空出現一個菱形的水晶體來，再分裂成無數細小的菱形的水晶體朝著目標飛去。
- 中心

登場於「六尾篇」敵人，白浪手下的四人眾之中的駝背男，背上揹著一枚風魔手裡劍，時常與辨慶爭吵，但最後敗於大和一行人的手上。
- 辨慶

登場於「六尾篇」敵人，白浪手下的四人眾之中的美男子，而且有些自戀傾向，時常與中心爭吵，但最後敗於大和一行人的手上。
- 南鄉

登場於「六尾篇」敵人，白浪手下的四人眾之中的壯漢，但最後敗於大和一行人的手上。

### 煙霧一族
為動畫『卡卡西暗部編（572~574）』中出現的忍者一族，煙霧一族的族人都具有將身體「霧化（煙霧化）」的特殊能力，年紀越小的孩子能力越是發揮的出色。不過這種肉體變化能力卻不完善，因為無法完全控制煙霧，有時會不由自主的變成煙霧，有時又會變不回來，就此消散。因此族人的壽命都不長，長以種樹來代替族人的墓碑。
這時大蛇丸出現用「咒印」穩住的他們的力量，但卻說這「咒印」的力量不完美，需要提供族人的身體做研究，不過這都是大蛇丸的騙局，最後在卡卡西跟大和的幫助下，保住了煙霧一族最後的血脈。
- 博太

是個留有八字鬍的大叔，為一族的首領。曾使用奇特的旋轉刀法與卡卡西抗衡的實力，但最後卻因為被風吹散的身體而死。
- 雪見

是個臉上留有雀斑，非常憧憬外面世界的女孩。曾錯把大和當成他弟弟傳藏，之後為了守護大和進入大和的身體逃去外面玩。但後來被大蛇丸而快死時，被大和以木遁之力加上其餘族人殘餘的力量而救活，最後與大和告別，一人踏上的旅程，
- 傳藏

雪見的弟弟，為了一族的未來而成為大蛇丸的實驗品而死。

### 龍代一族
為《龍刃記》中居住於降龍山的忍者一族，龍代一族的族人頭上都長有奇怪的角，常常會因此而得到不平等的待遇。
- 龍代黑魔

是龍代明的哥哥《龍刃記》中大的反派，黑魔對於自己生存跟境遇感到憎恨，打算讓源龍的力量寄宿在體內，讓自己成為光龍。
- 龍代明

聲優：小林沙苗
身穿和服式鎧甲，綁著粉紅色的頭巾（頭上長了兩顆小龍角），留有一頭鮮紅色的長髮，金色龍眼的女孩。
龍刃
劍身有著兩個小了加上一個大了菱形空中，劍身與劍柄連接處有個圓形空洞，劍柄尾處有個以腳鄉蓮了正方形空洞，劍柄尾處還綁著橘的麻繩。擁有可搭配五種不同屬性的龍玉的功能在。

### 無幻城
為《終極英雄》中漂浮於木葉忍者村上空，像似無數的房間硬是推在一起的日式城堡，除了擁有吸取他人靈魂的力量外，還在城堡內部設下的不少的機關。
- 「霧姬」花澄公主（花澄）

聲優：由加奈
為「無幻城之主」，是位有著雪白的肌膚，烏黑色的長髮，左邊帶著鈴噹型髮飾的女性。除了擁有能操控他人精神外，還能製造出具有本人意識與力量的實體幻影，能無限般的復活，也能召喚出複數相同的幻影分身。
通靈·無幻城

### 壳
“壳”于《博人传-火影次世代-》中首次登场。

### 其他
- 五寸釘

是個為了偷東西而不惜殺人的忍者，最後敗在獎金獵人月的手裡。
暗器·鐵釘
把鐵釘當作暗器使用。
忍法·魚雷針
讓鐵釘群彷彿於雷般的在地底遊走，貫穿敵人的腳底。
- 海鮮

聲優：仲野裕
被綱手委託來測試鳴人、牙與雛田三人是否要回忍者學校重讀的試驗官。
秘傳術·寫臉之術
為祁答院一族特有的變身術，是種能百分之百變成他人的變身術，不但外貌、氣味，甚至是性格都能與本尊完美的相同，但缺點就是必須在目標身邊呆很長的時間，術才能完成。
- 炎田

聲優：水野麻梨子
動畫447集「忘卻之島」中出現的女忍者，由於肉體被擁有吞噬其他通靈獸或是人來達成進化的「究極通靈獸」給吃掉的，所以只剩下形體，在最後用盡自己最後一口氣暫時封印住「究極通靈獸」行動，與「究極通靈獸」一同墜落至岩漿之中。
- 与太

聲優：金井美香
可以根據自己的心情自由操控天氣的小孩。
雖然是男孩，卻會使用女孩專用的第一人稱來稱呼自己。
事實上是擅於操縱天氣一族的孩子，年幼時即病逝，但後來作為大蛇丸「穢土轉生」的實驗品而復活，並來到木葉村。
在木葉村與尚還年幼的鳴人、鹿丸等人相遇，並成為了朋友。但不久後被木葉暗部懷疑是敵人派來的間諜，將他捉去審問。
雖然在鳴人等人的幫助下順利脫逃，但為了救途中溺水的鳴人等人而用盡力量，為了不讓他們留下悲傷的記憶，使用某種手段將大家的記憶消去。
之後与太以穢土轉生的身體殘存於世，並在第四次忍界大戰時期受藥師兜的操控而成為「曉」的戰力。
鳴人等人在和与太再會後回憶起了幼時的事情，希望能夠挽留与太，但与太最後還是使用了自己的能力自殺。
天氣操控
与太所屬一族的能力，根據自己的心情來控制天氣，具體原理不明。
雖然平時看似無害，但一旦投入到戰鬥中卻有著匹敵各種忍術的威力。
已經展示過的能力是：哭泣時會下雨，高興時會放晴或下雪，生氣時會打雷。
哭泣時，天會匯聚出雲並下起可由自己決定水珠的大小跟雨的密集度；同時能從雨勢中，匯聚水彈或水柱射向敵人。
高興時，天會放晴，並且從空氣中的水氣，凝聚出雪落下或引發暴風雪。
生氣時，會因空氣中的水氣與冰晶摩擦碰撞，進而憑空產生出紫色的落雷。
川木
在第一集的序幕，與青年時期的慕留人在毀壞的火影顏岩上戰鬥的神祕青年。左臂上刻有與青年時期的慕留人的右臂類似圖案的印記。
證城寺
犯罪集团“貉”的首领，是个忍者。杀害了山冈，长期潜伏在圆天道身边并绑架了他。被博人、天道等人共同击败。
掌握忍术：尸分身之术、风遁·风伯楯、风遁·风伯刃